# Bassa parmense
La bassa parmense, detta anche dai parmensi la bassa, è una fascia di territorio pianeggiante della provincia di Parma larga una quindicina di km posta sul lato sud del fiume Po. Una definizione più ampia è quella che indica la Bassa come la zona compresa tra il Po e la via Emilia. Significativamente infatti la periferia nord di Parma è anche detta Parma bassa. Il nome deriva dal fatto che si tratta della parte più bassa sul livello del mare di tutta la provincia: si va dai 60 m s.l.m. vicino alla via Emilia e si scende fino ai 25/30 m s.l.m. nella zona del Po.

## Comuni
La bassa parmense conta un totale di 12 comuni. A loro volta ripartiti in comuni della "bassa ovest" e comuni della "bassa est", a seconda della loro locazione geografica, considerando il fiume Taro come divisione. 

### Comuni della bassa ovest con distanza da Parma
- Busseto (41 km)
- Polesine Zibello (45 km Polesine Parmense, 40 km Zibello)
- Soragna (32 km)
- Roccabianca (31 km)
- Fidenza (29 km)
- Fontanellato (25 km)
- San Secondo Parmense (21 km)
- Fontevivo (21 km)

### Comuni della bassa est con distanza da Parma
- Sissa Trecasali (25 km Sissa, 22 km Trecasali)
- Colorno (17 km)
- Torrile (16 km)
- Sorbolo Mezzani (14 km Sorbolo, 21 km Mezzani)

## Caratteristiche

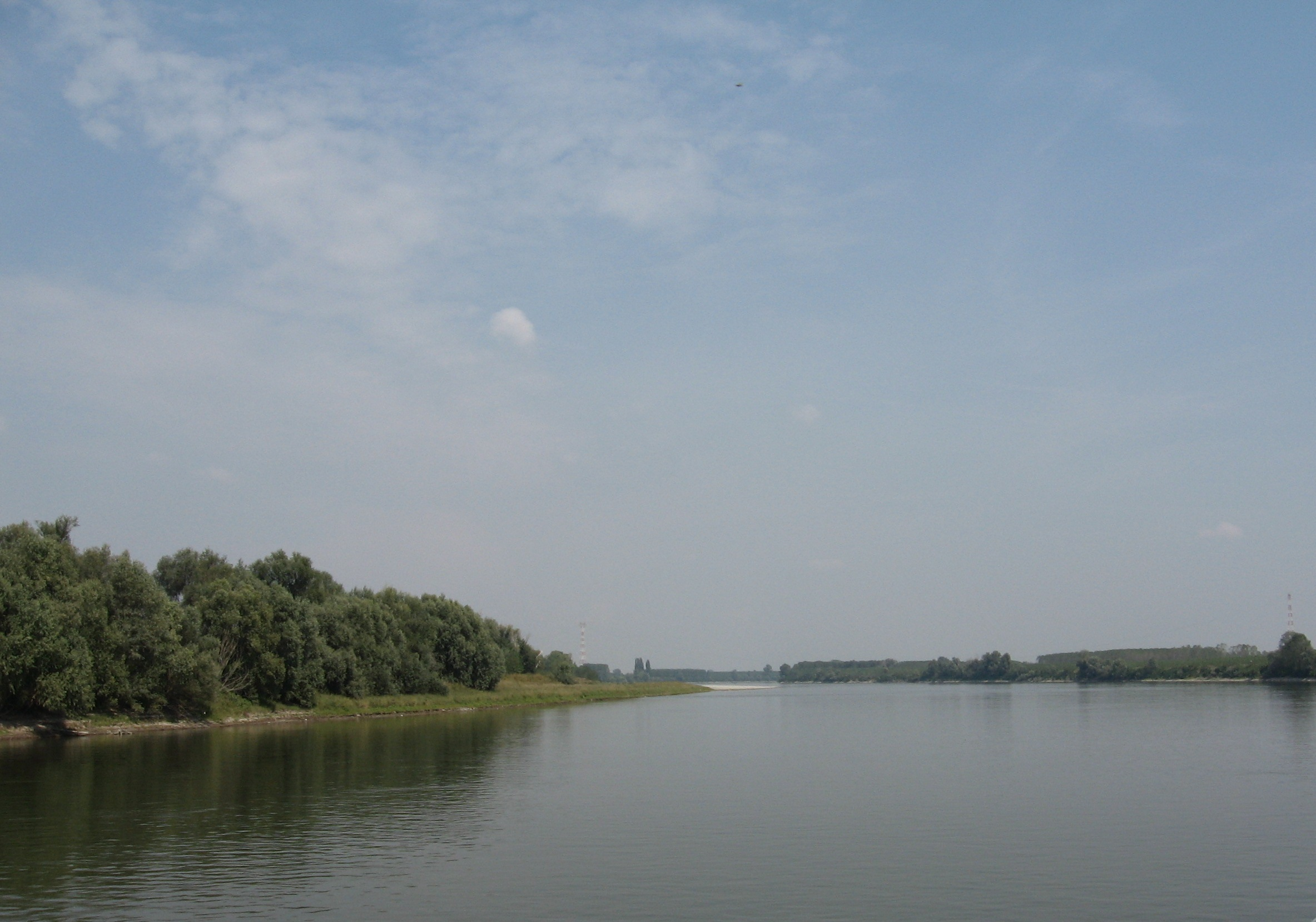
Il Po nella Bassa parmense

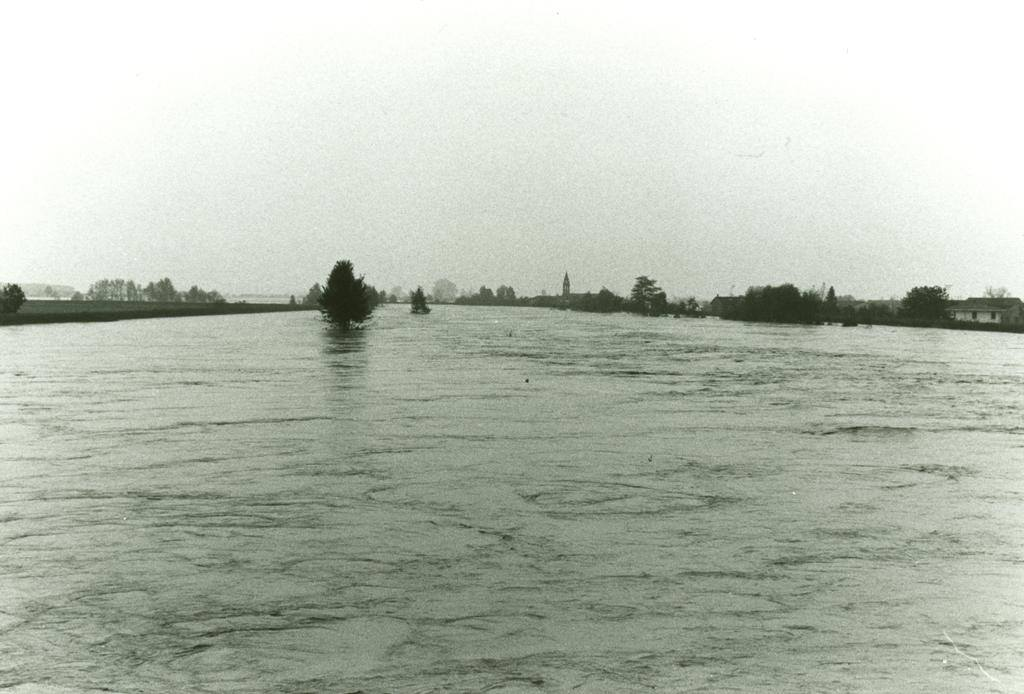
Alluvione del Taro 9 novembre 1982

Celebre per i prodotti gastronomici e il particolare dialetto stretto.

### Clima
Il territorio, in particolare nella zona più vicina al Po, è caratterizzato da inverni nebbiosi ed estati umide.

### Rischio idrogeologico
La bassa parmense è da sempre stata una zona ad elevato rischio idrogeologico determinato dall'asta fluviale del fiume Po che minaccia direttamente i comuni rivieraschi e dalle piene impetuose dei suoi affluenti di destra provenienti dall'Appennino. I paesi di Polesine, Zibello, Roccabianca, Mezzani e la fascia rivierasca dei comuni di Sissa Trecasali (Gramignazzo, Torricella, Coltaro) e Colorno (Sanguigna, Sacca, Copermio) sono direttamente esposte alla minaccia del Po, mentre Colorno è sottoposto al rischio idraulico del torrente Parma che lo attraversa, Sorbolo, del torrente Enza, mentre il fiume Taro, l'affluente di gran lunga più importante in termini di dimensioni e volumi d'acqua rende a rischio i comuni di Sissa Trecasali, San Secondo Parmense e Roccabianca quasi nella loro interezza.
La presenza delle dighe sull'Enza e le casse di espansione di Marano sul torrente Parma collocate a monte della città ducale e poste a parziale protezione della stessa (che tuttavia rimane esposta alle piene del torrente Baganza come purtroppo in occasione dell'alluvione dell'ottobre 2014) hanno parzialmente ridotto i colmi di piena e i rischi per il tratto di pianura dei due corsi d'acqua. 
Fra gli eventi alluvionali maggiormente critici in epoca recente si ricordano: l'alluvione di Taro, Parma e Po (rotta a Sanguigna) del 1839, l'alluvione del Po del 1951 e l'alluvione del Taro del 1982, ad essi si aggiunge l'esondazione della Parma a Colorno nel 2017.

## Prodotti tipici
Il più noto è il Culatello di Zibello, uno dei prodotti D.O.P. più famosi dell'Emilia-Romagna. Molto apprezzati anche il salame strolghino, legato alla lavorazione del culatello, e la Spalla di San Secondo, dalla millenaria tradizione, ricavata dalla spalla del maiale e prodotta in versione sia cotta che cruda; altri salumi prodotti sono la Coppa di Parma, il fiocchetto, il culatello con cotenna, la cicciolata, la mariola e il cappello del prete. Fra i primi piatti tipici compaiono gli anolini, i tortelli di erbette e di patate e i Tortéj dóls, tortelli particolari dal ripieno agrodolce. Dolci tipici sono ad esempio la spongata di Busseto, riconosciuta PAT e la Torta nera di San Secondo. Vino tipico è la fortana del Taro.

### Galleria d'immagini

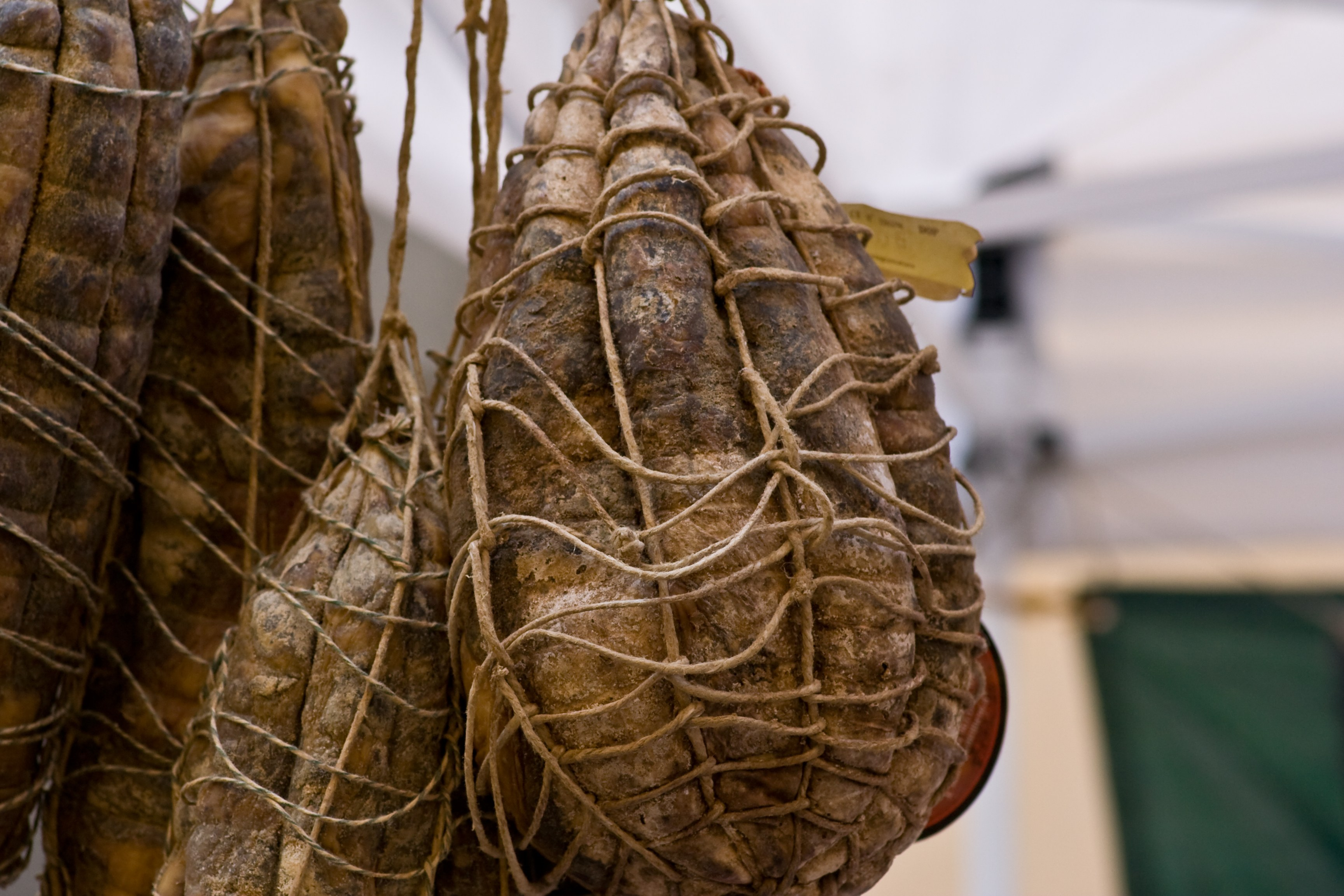
Culatello di Zibello
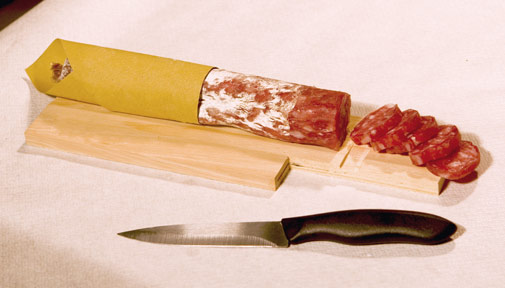
Strolghino di culatello
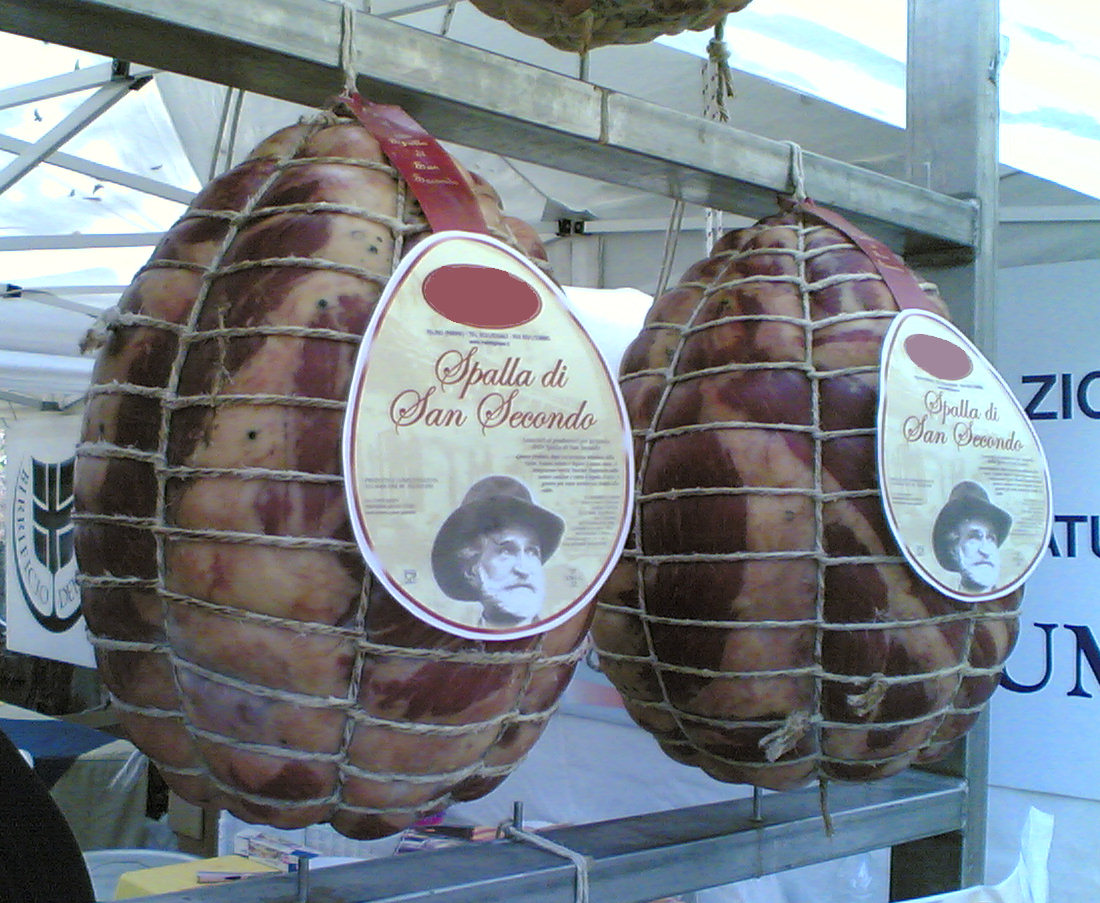
Spalla di San Secondo
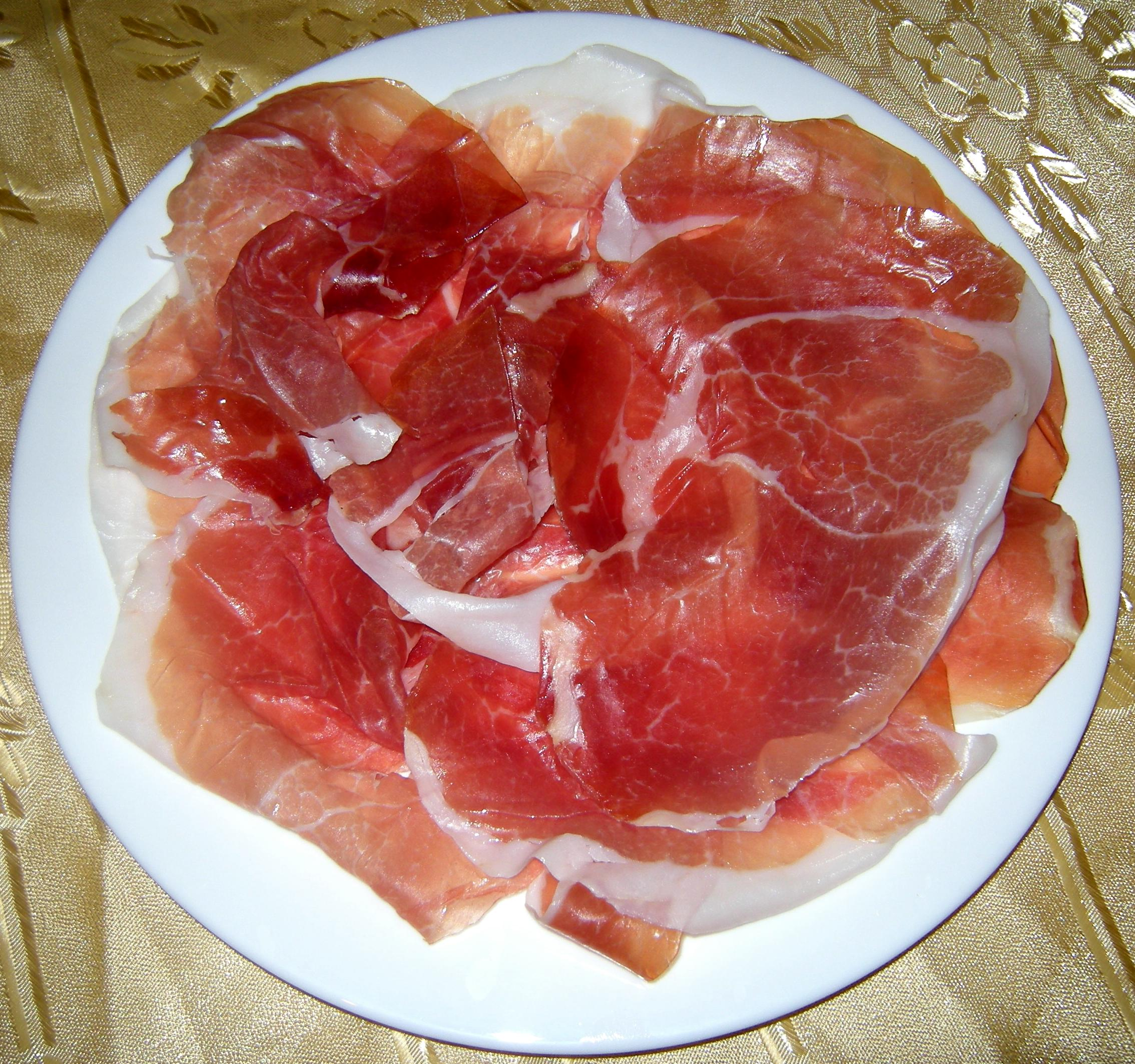
Culatello con cotenna
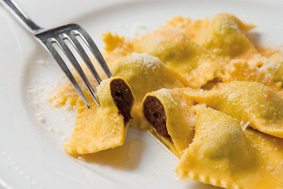
Tortej dòls

## Monumenti e luoghi d'interesse

### Architetture religiose

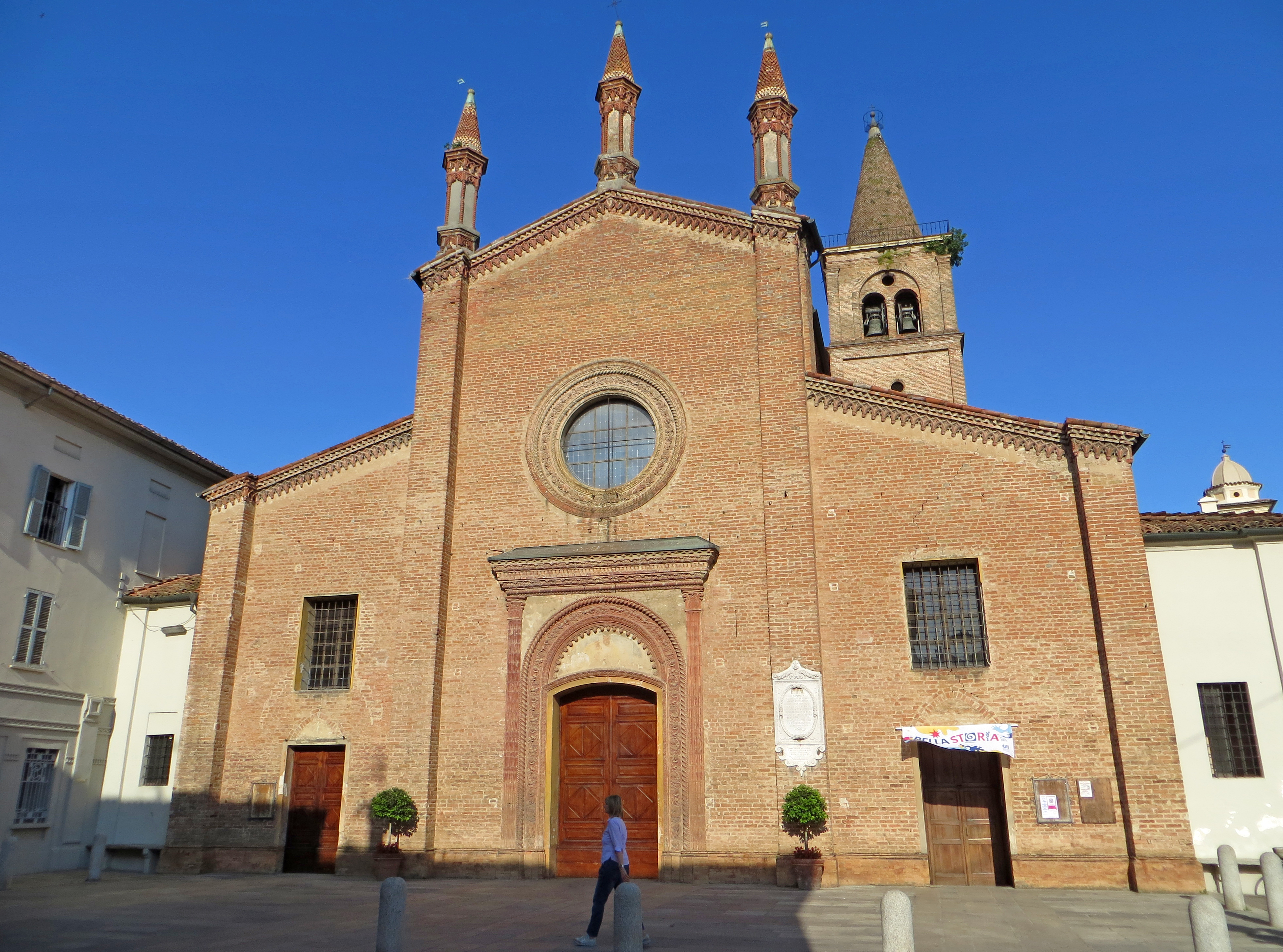
Collegiata di San Bartolomeo Apostolo (Busseto)
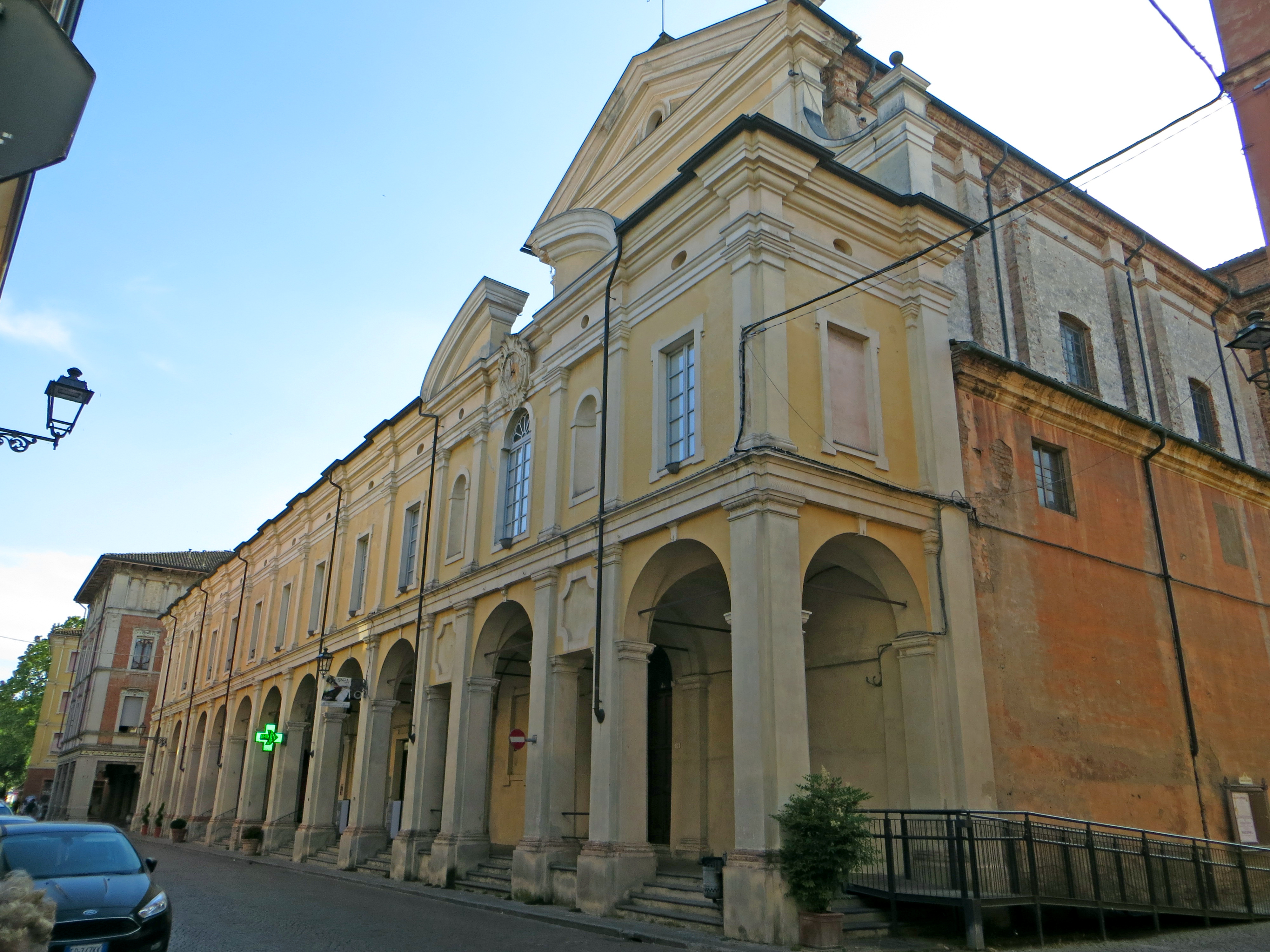
Chiesa di Sant'Ignazio di Loyola (Busseto)
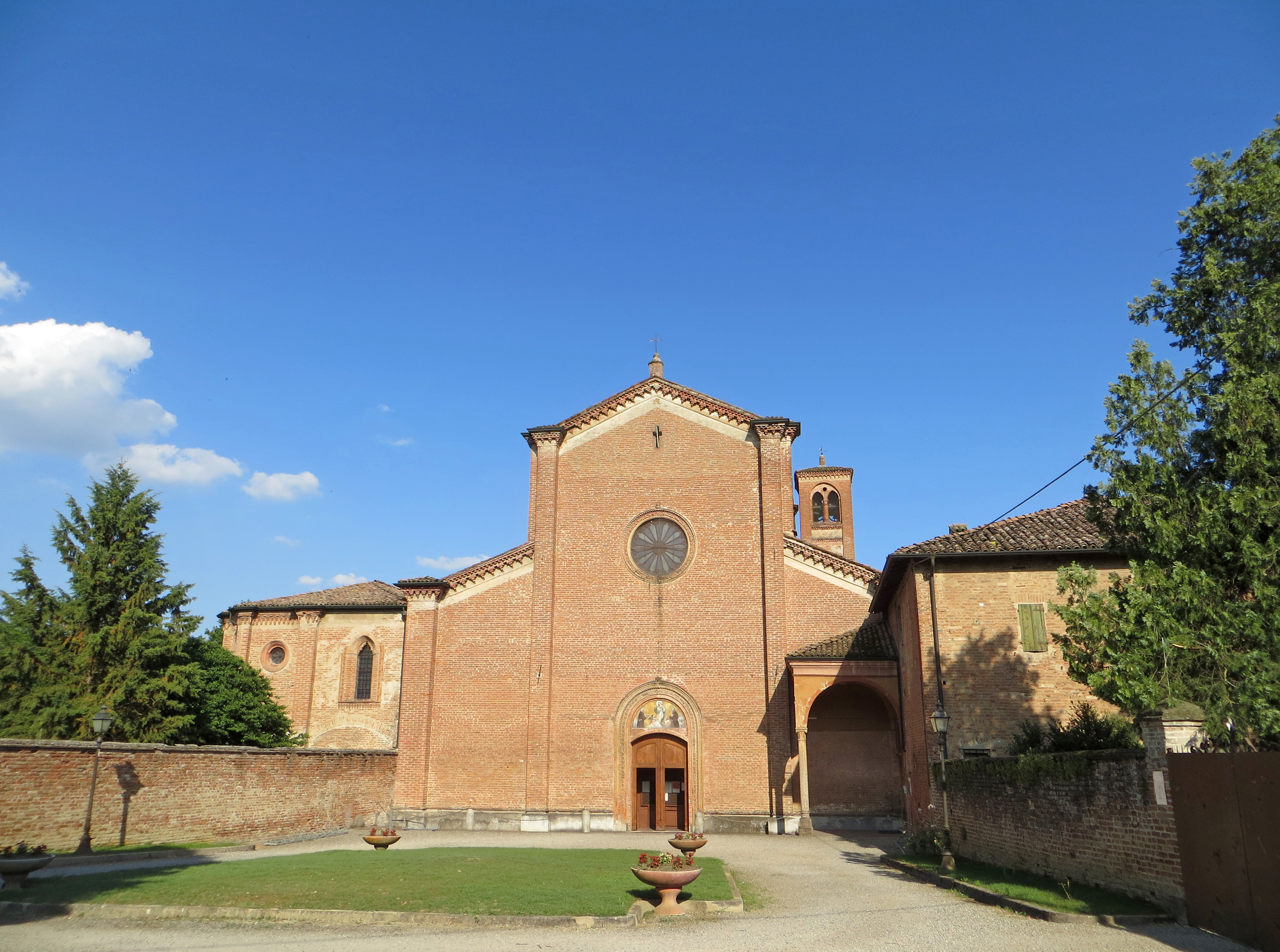
Chiesa e convento di Santa Maria degli Angeli (Busseto)
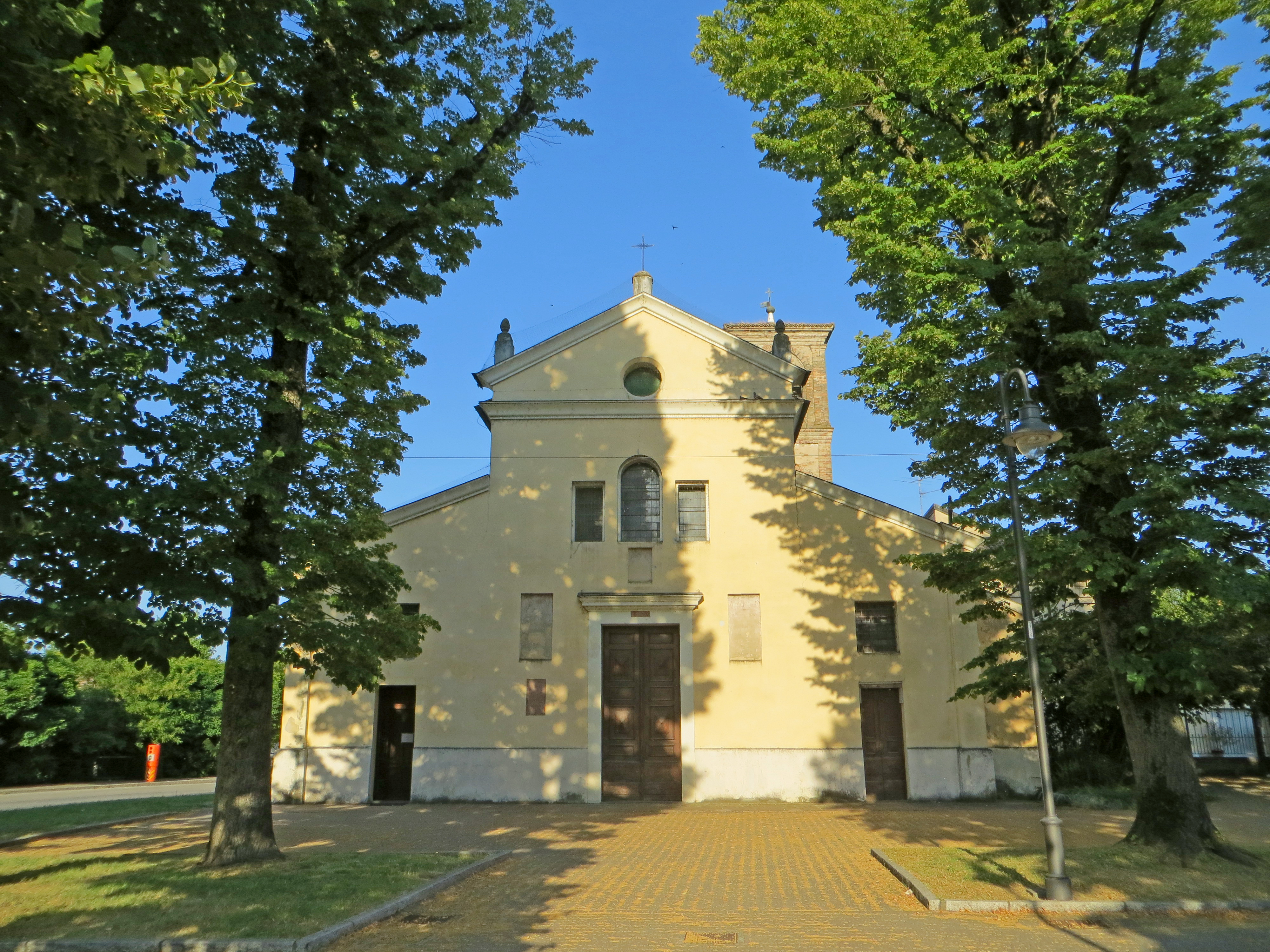
Chiesa di San Michele Arcangelo (Roncole Verdi - Busseto)
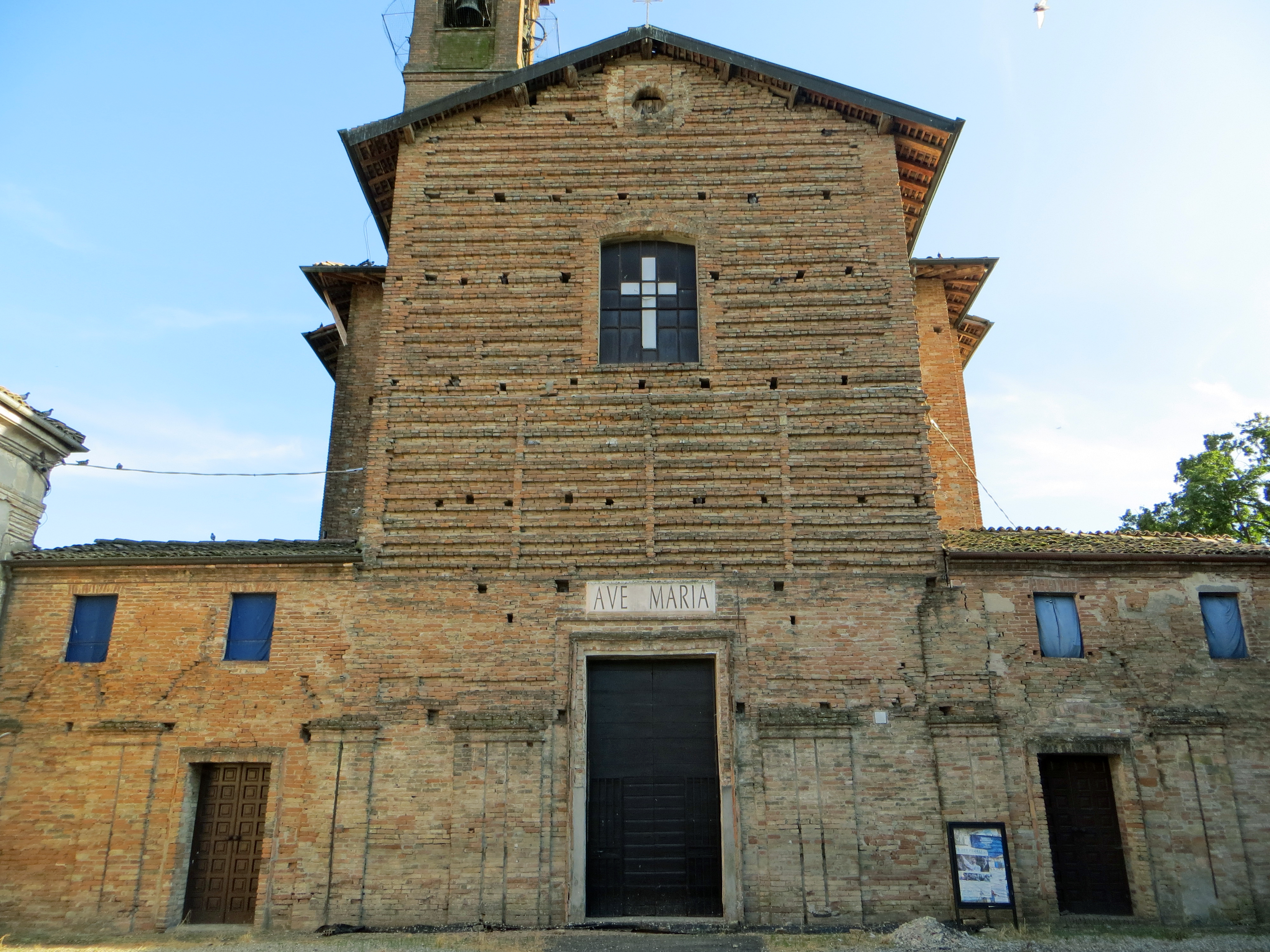
Santuario della Madonna dei Prati (Madonna dei Prati - Busseto)
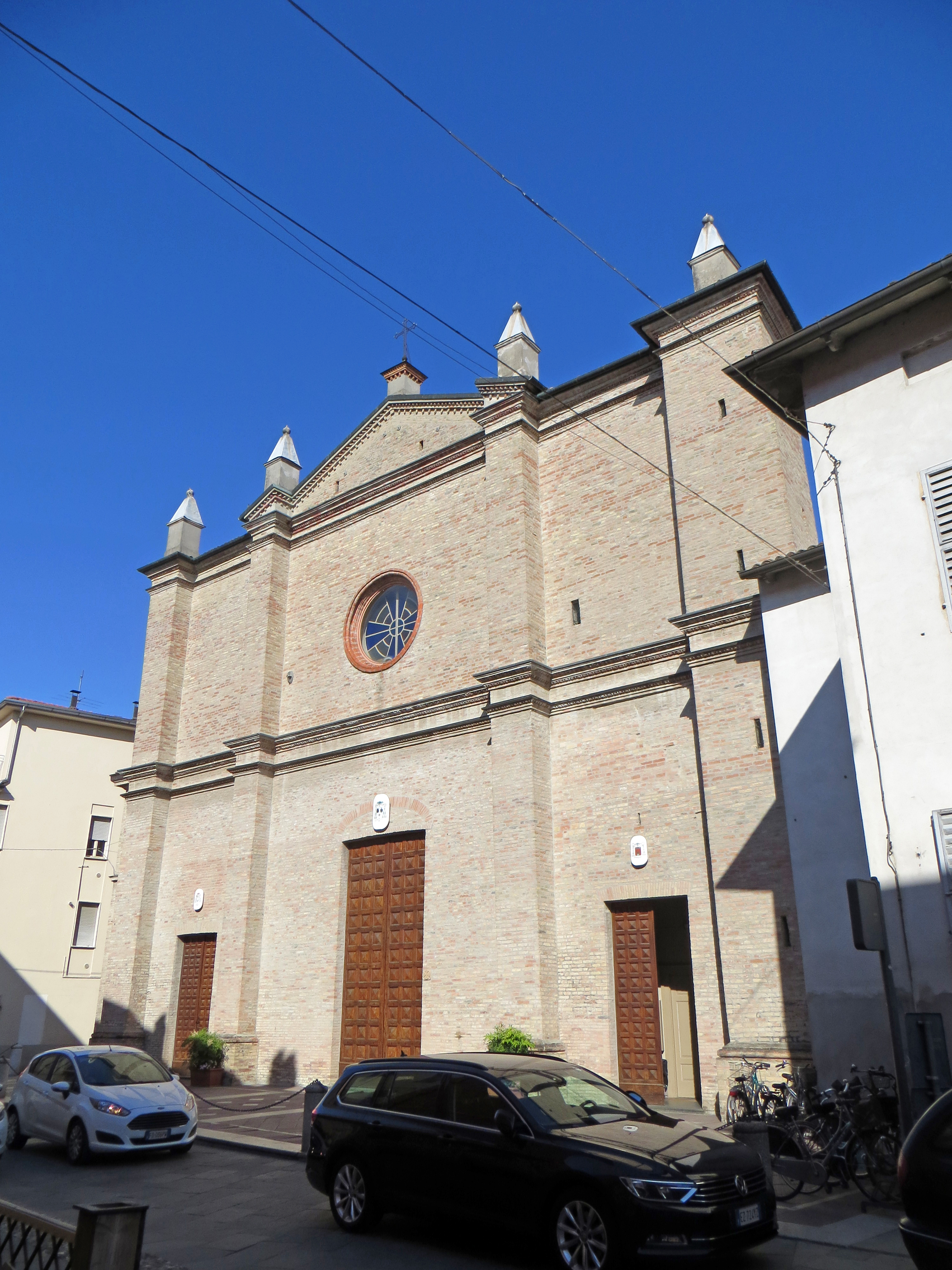
Duomo di Colorno (Colorno)
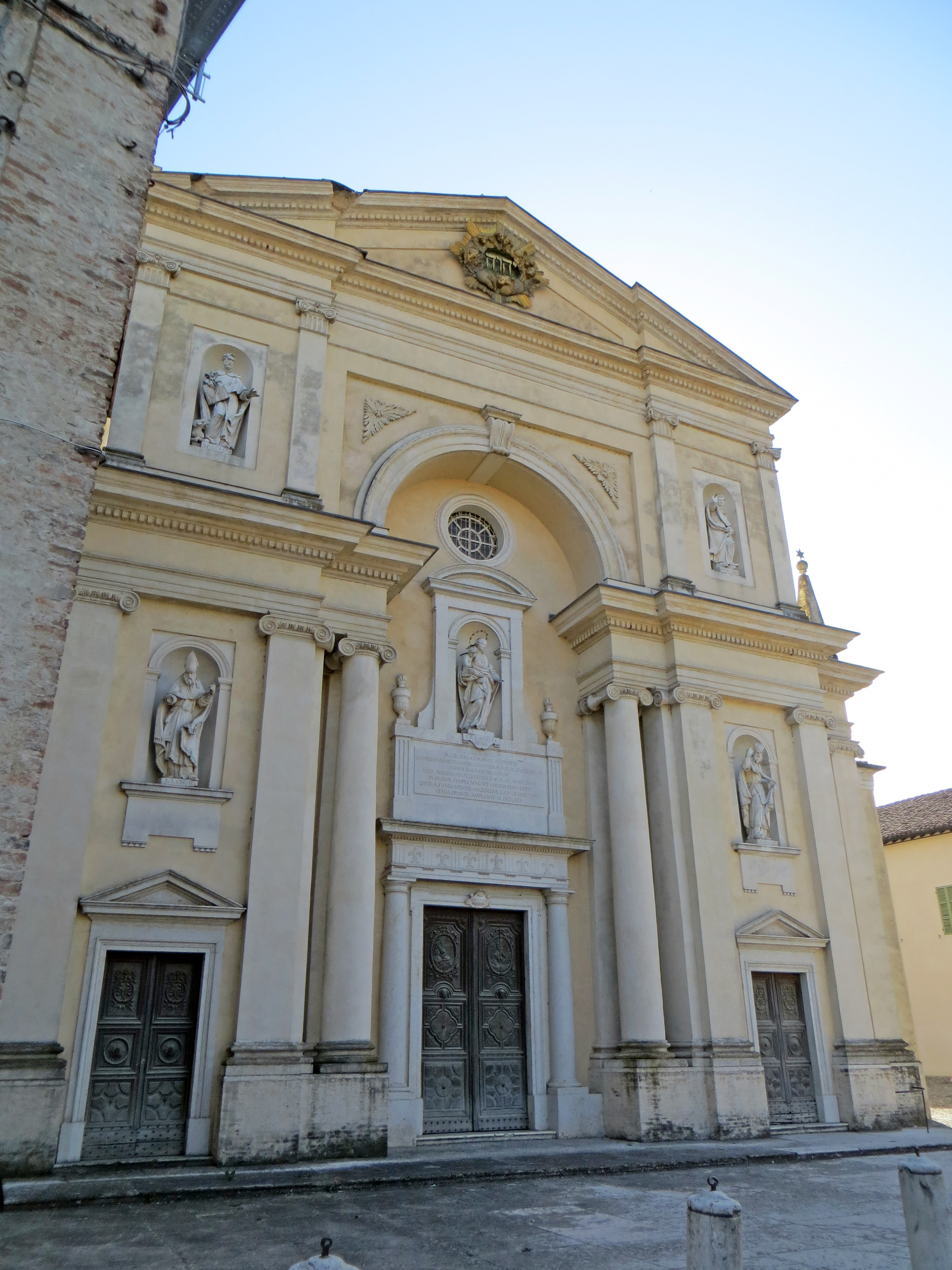
Cappella ducale di San Liborio (Colorno)
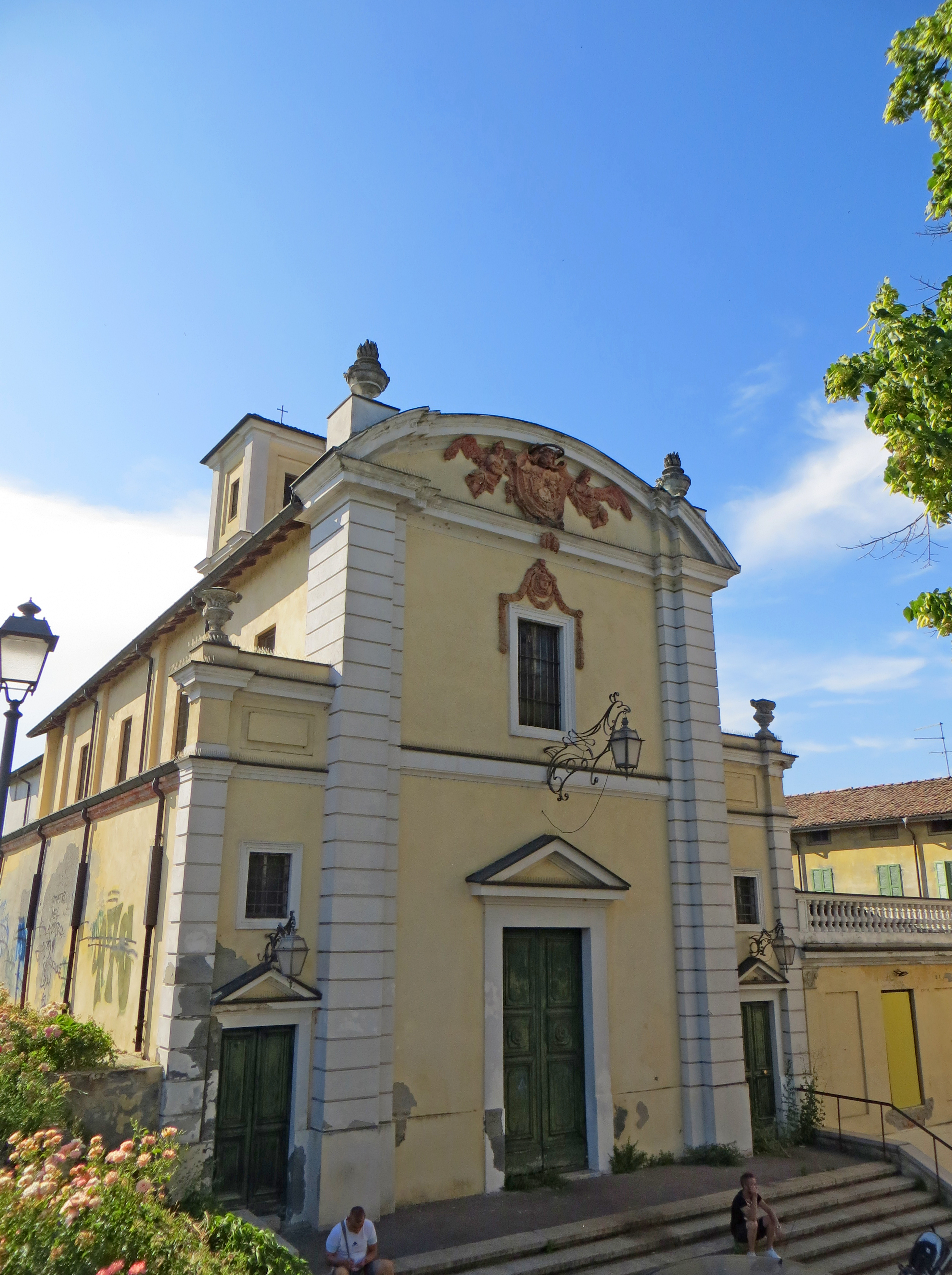
Chiesa di Santo Stefano (Colorno)
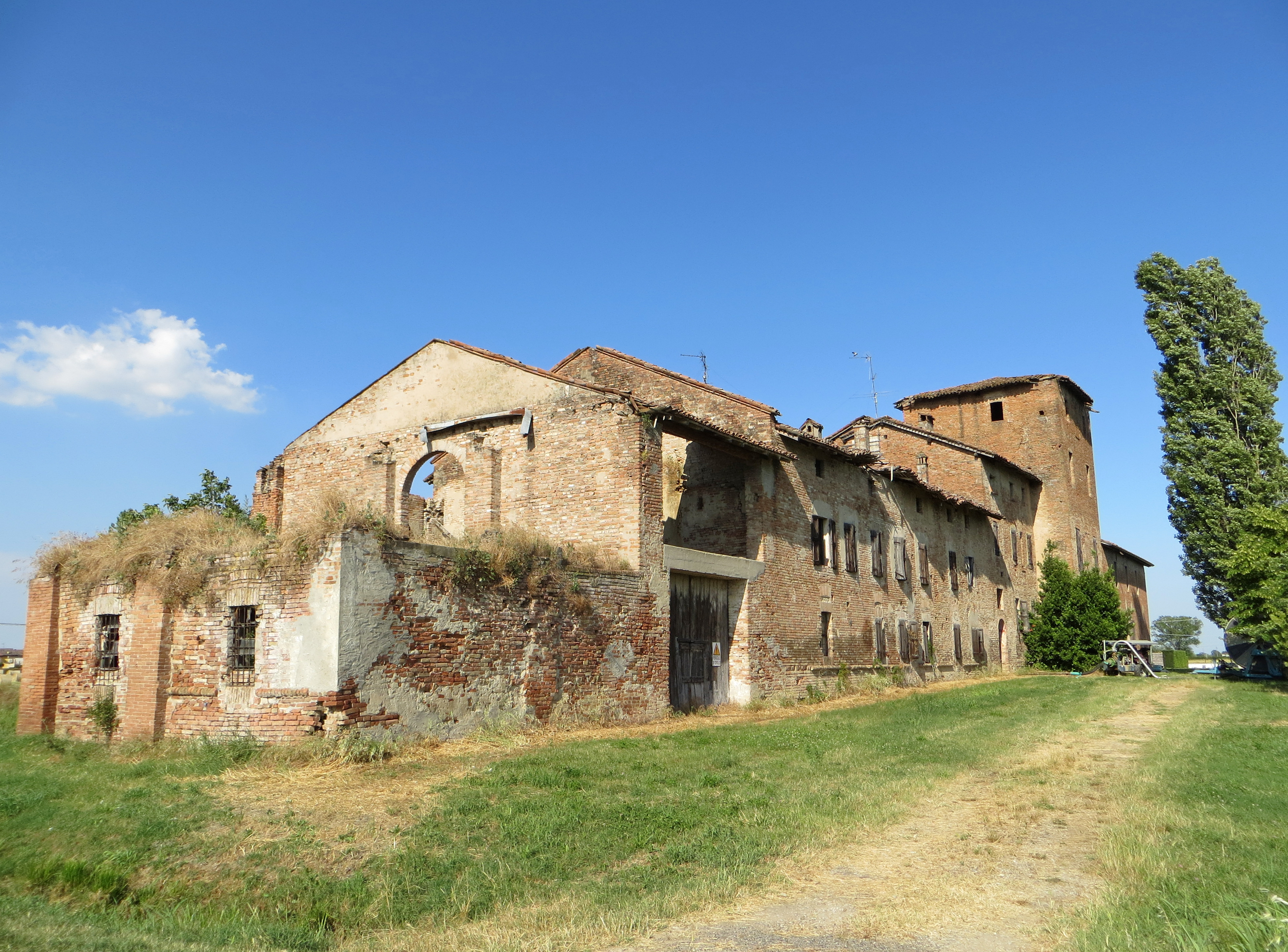
Abbazia (Castione Marchesi - Fidenza)
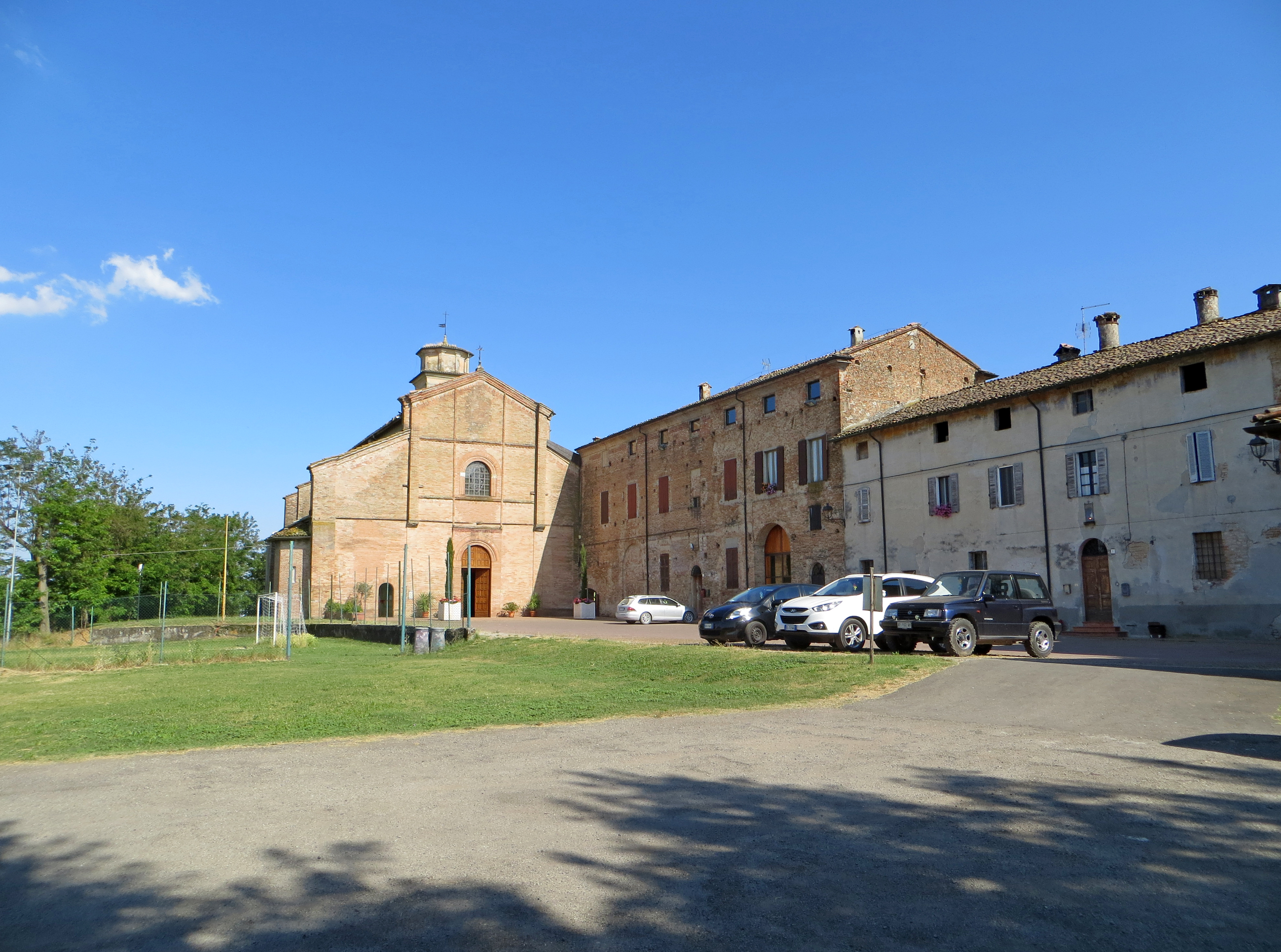
Monastero di Santa Maria Assunta (Castione Marchesi - Fidenza)
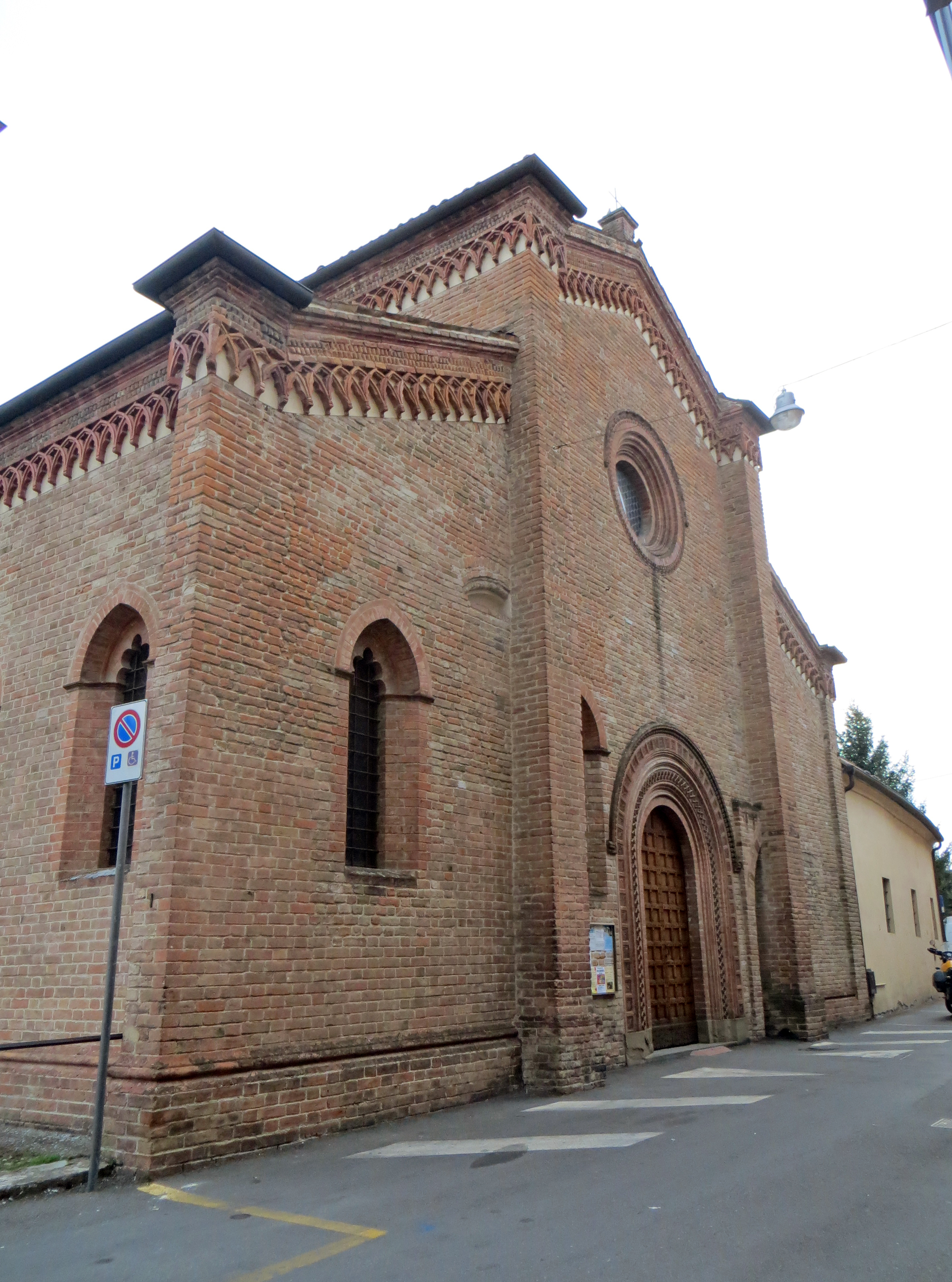
Chiesa di Santa Croce (Fontanellato)
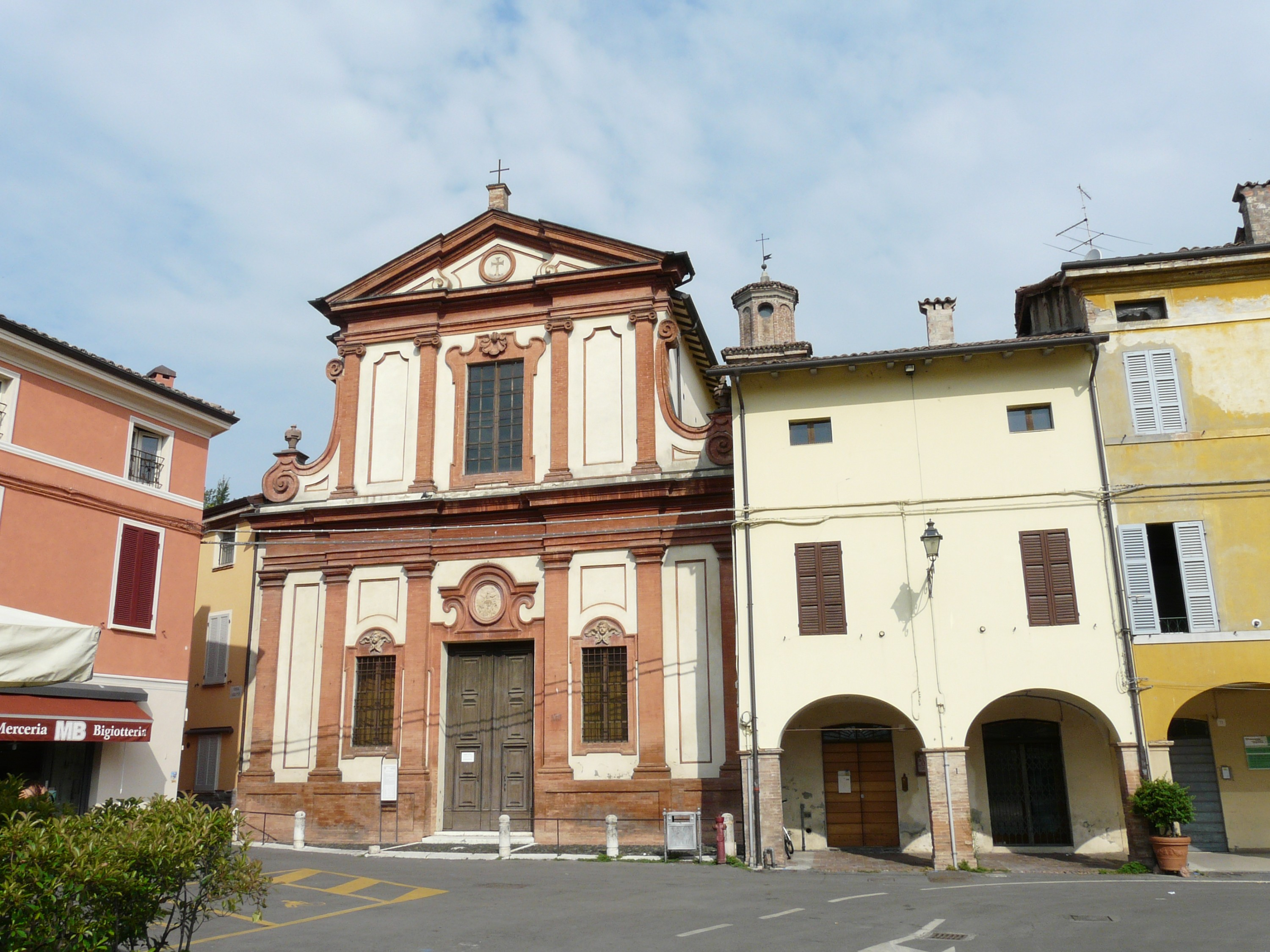
Oratorio di Santa Maria Assunta (Fontanellato)
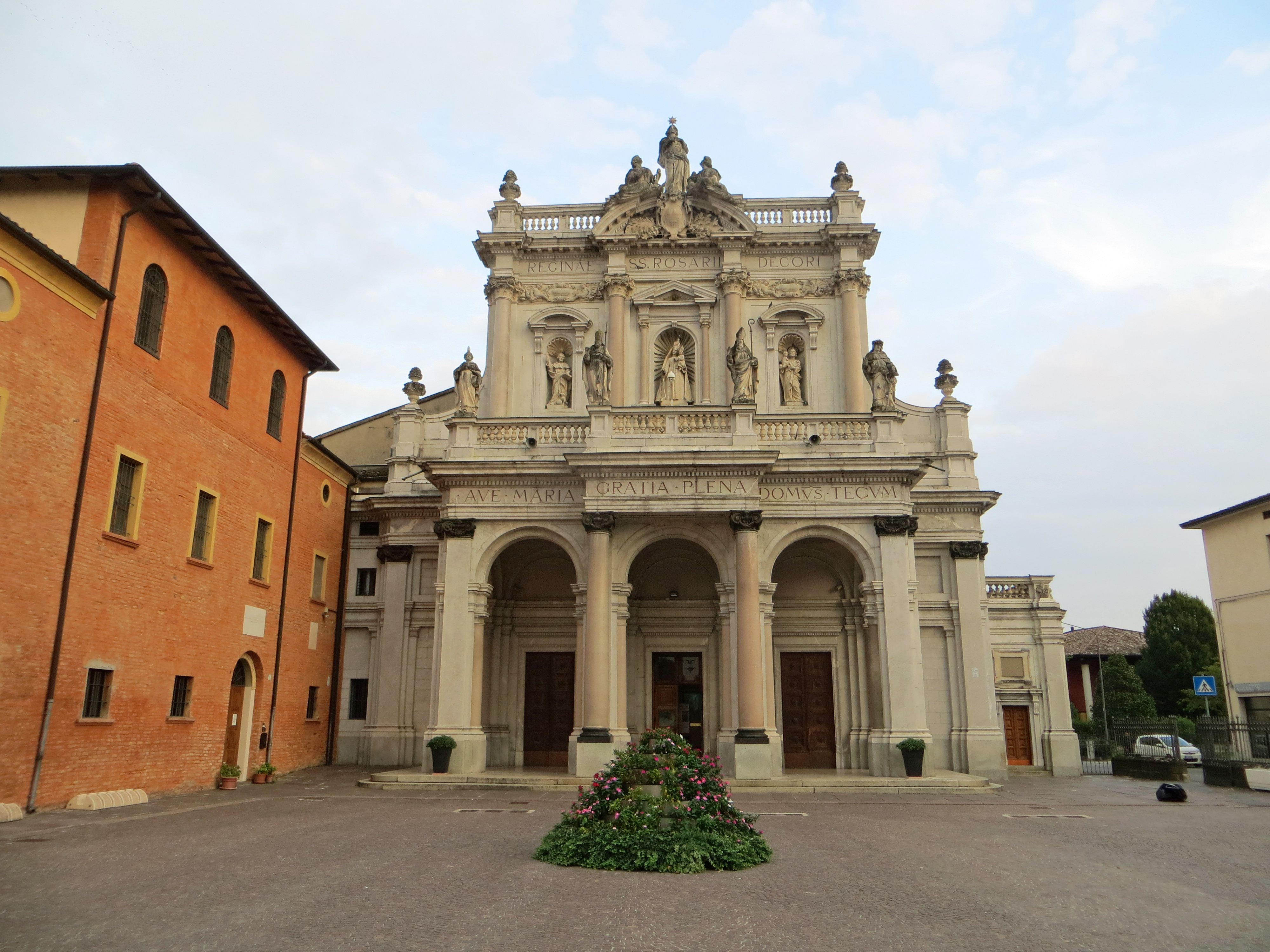
Santuario della Beata Vergine del Santo Rosario (Fontanellato)
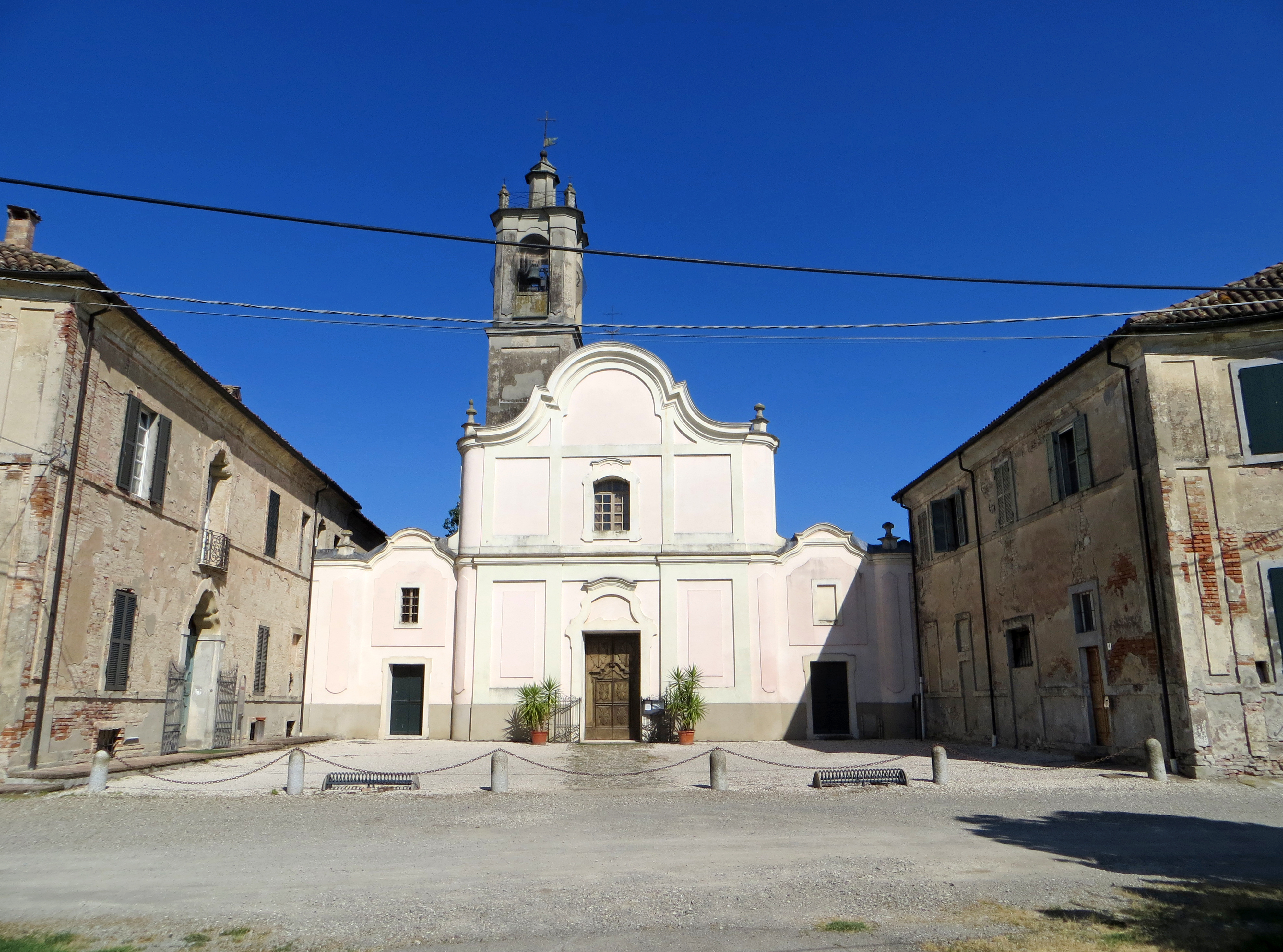
Chiesa di San Benedetto (Priorato - Fontanellato)
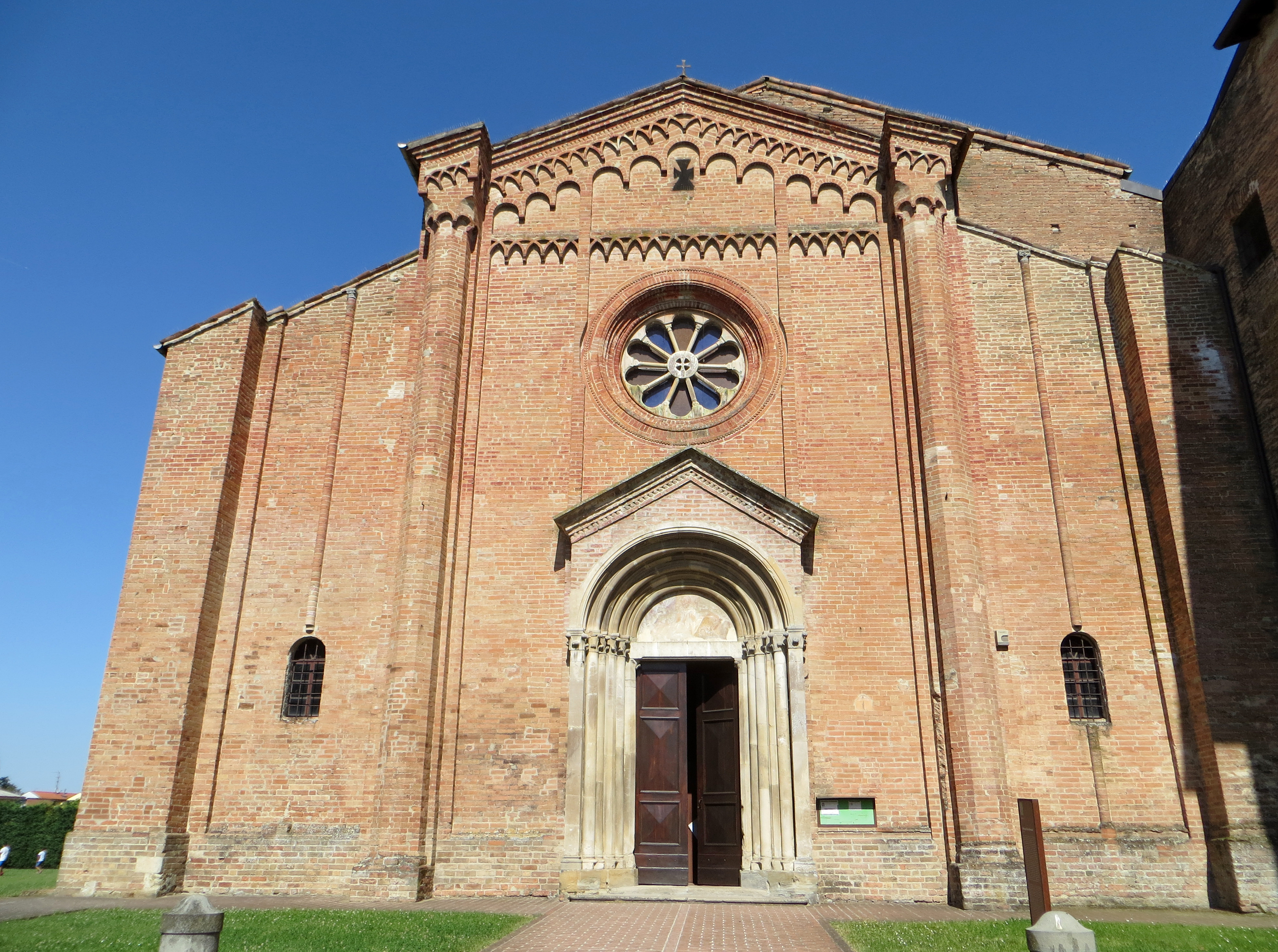
Abbazia cistercense (Fontevivo)
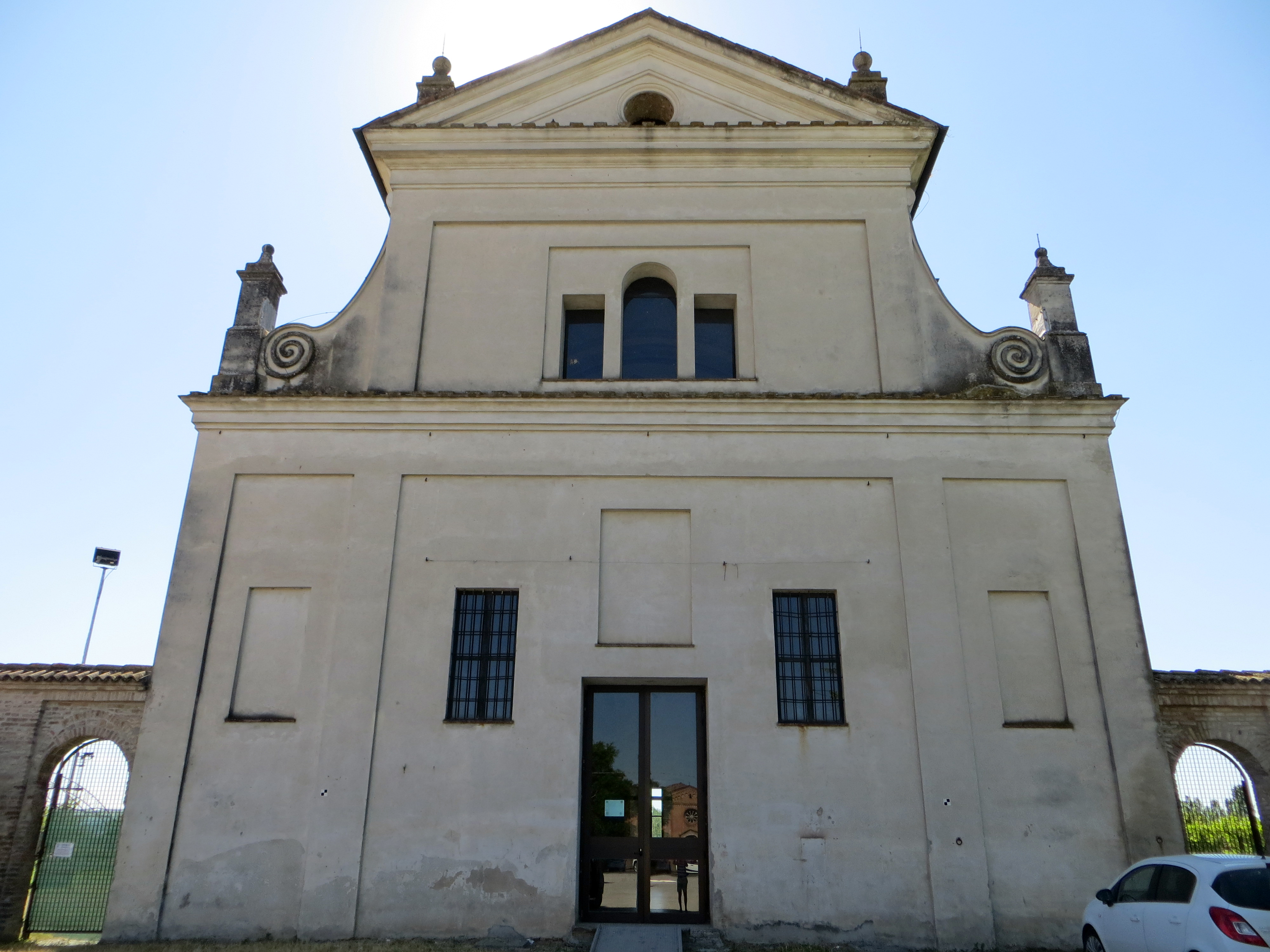
Chiesa dei Cappuccini (Fontevivo)
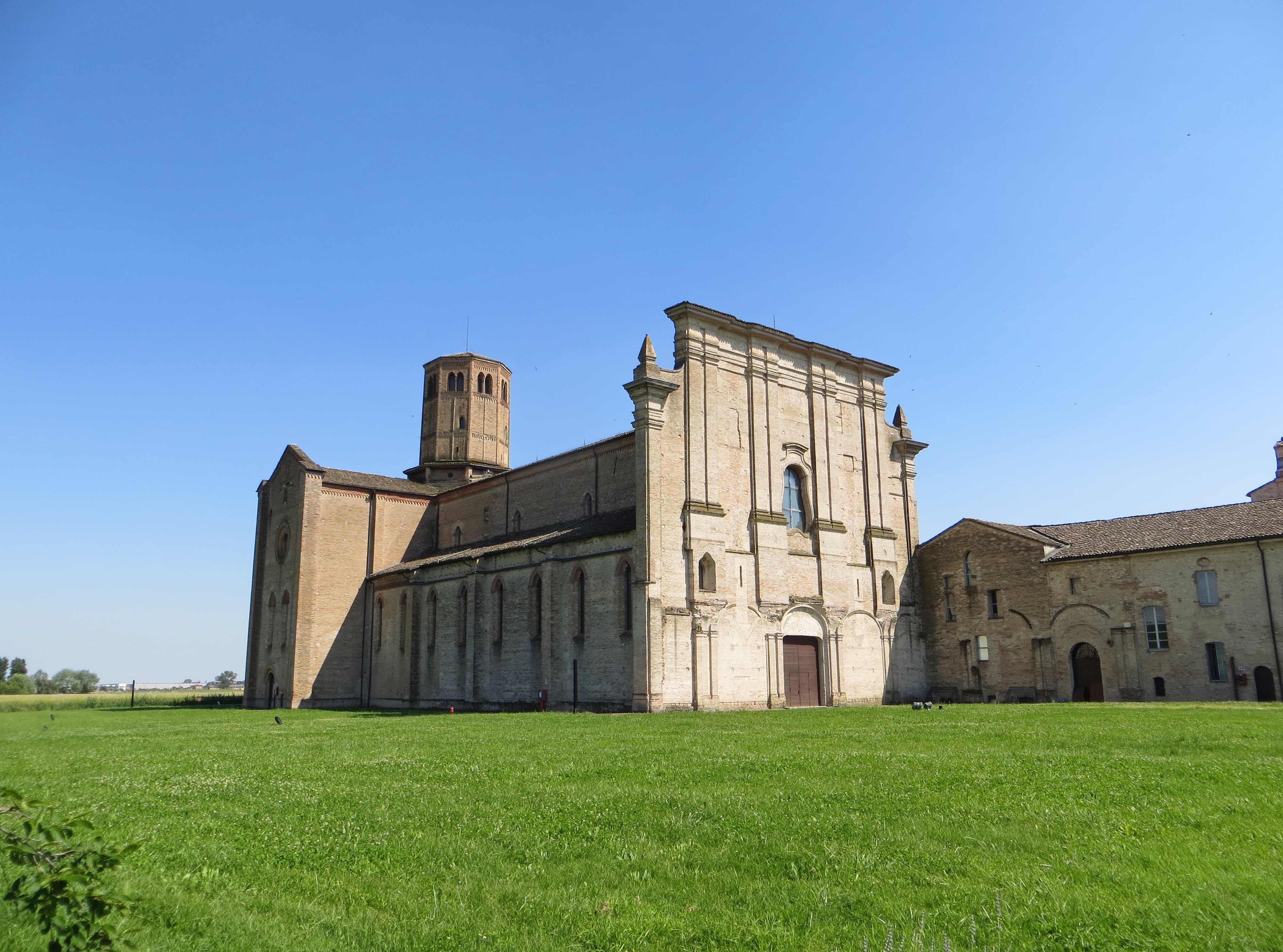
Abbazia di Valserena (Paradigna - Parma)
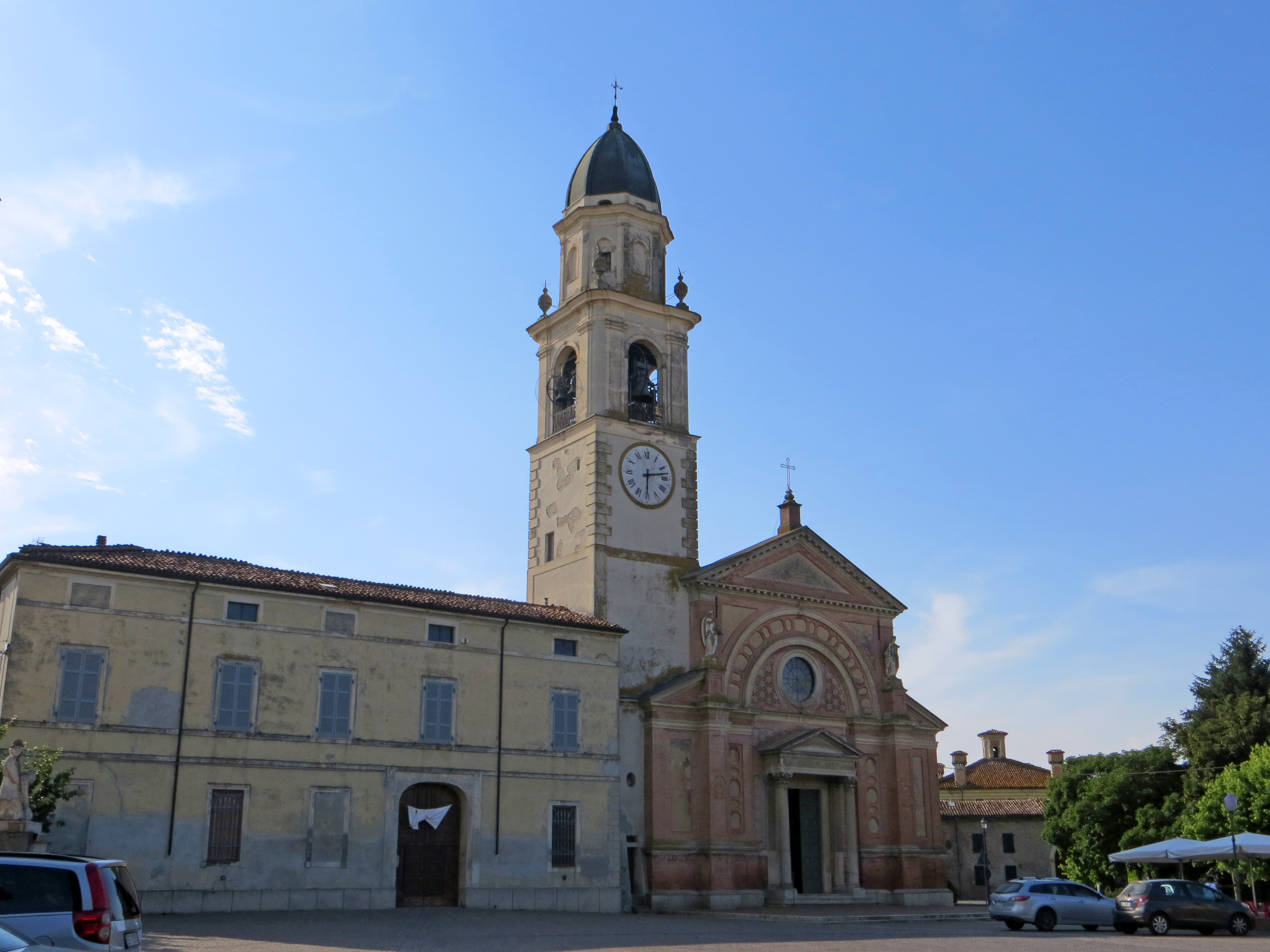
Collegiata di San Giovanni Battista (Pieveottoville - Polesine Zibello)
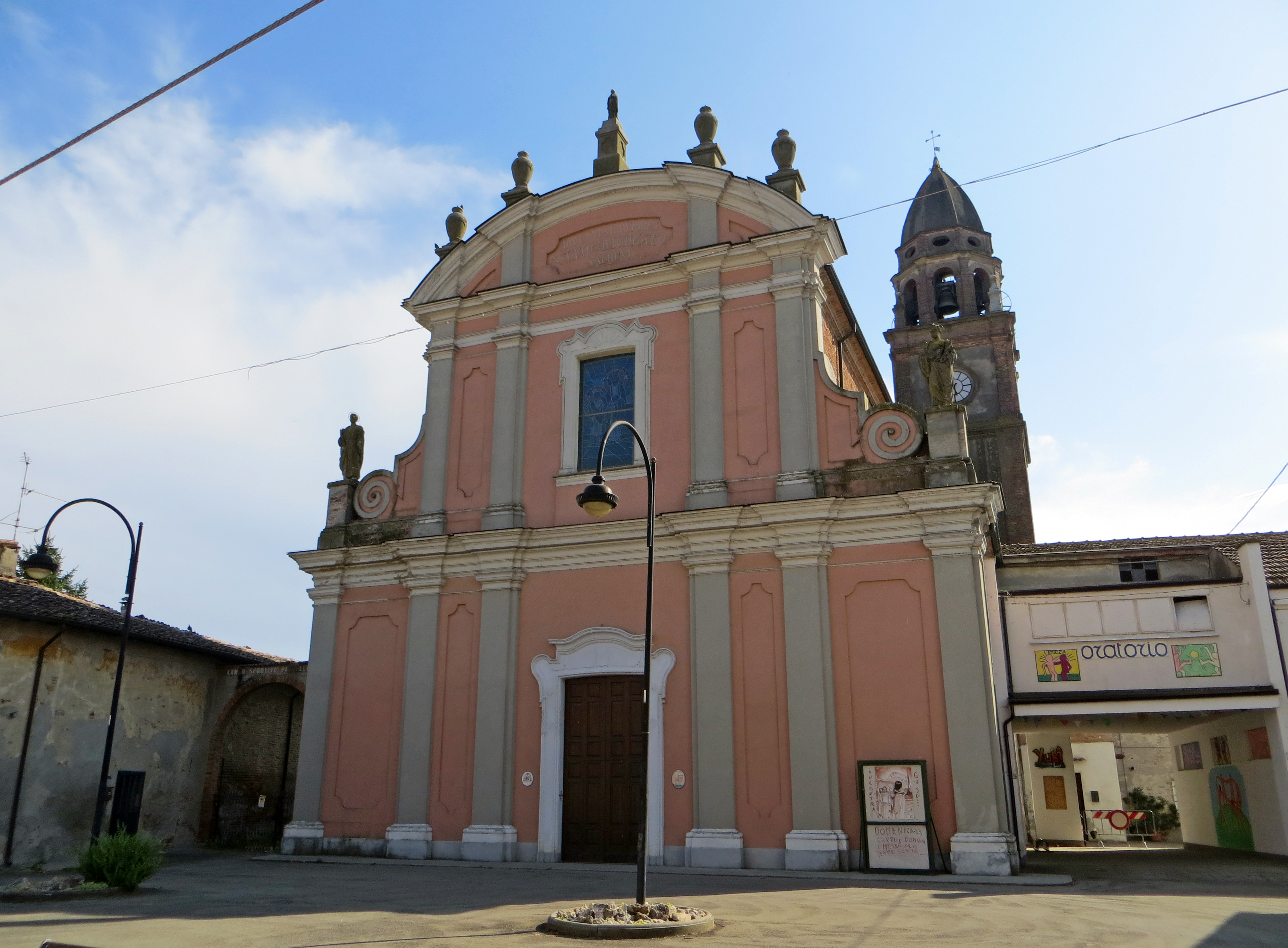
Chiesa dei Santi Vito e Modesto (Polesine Parmense - Polesine Zibello)
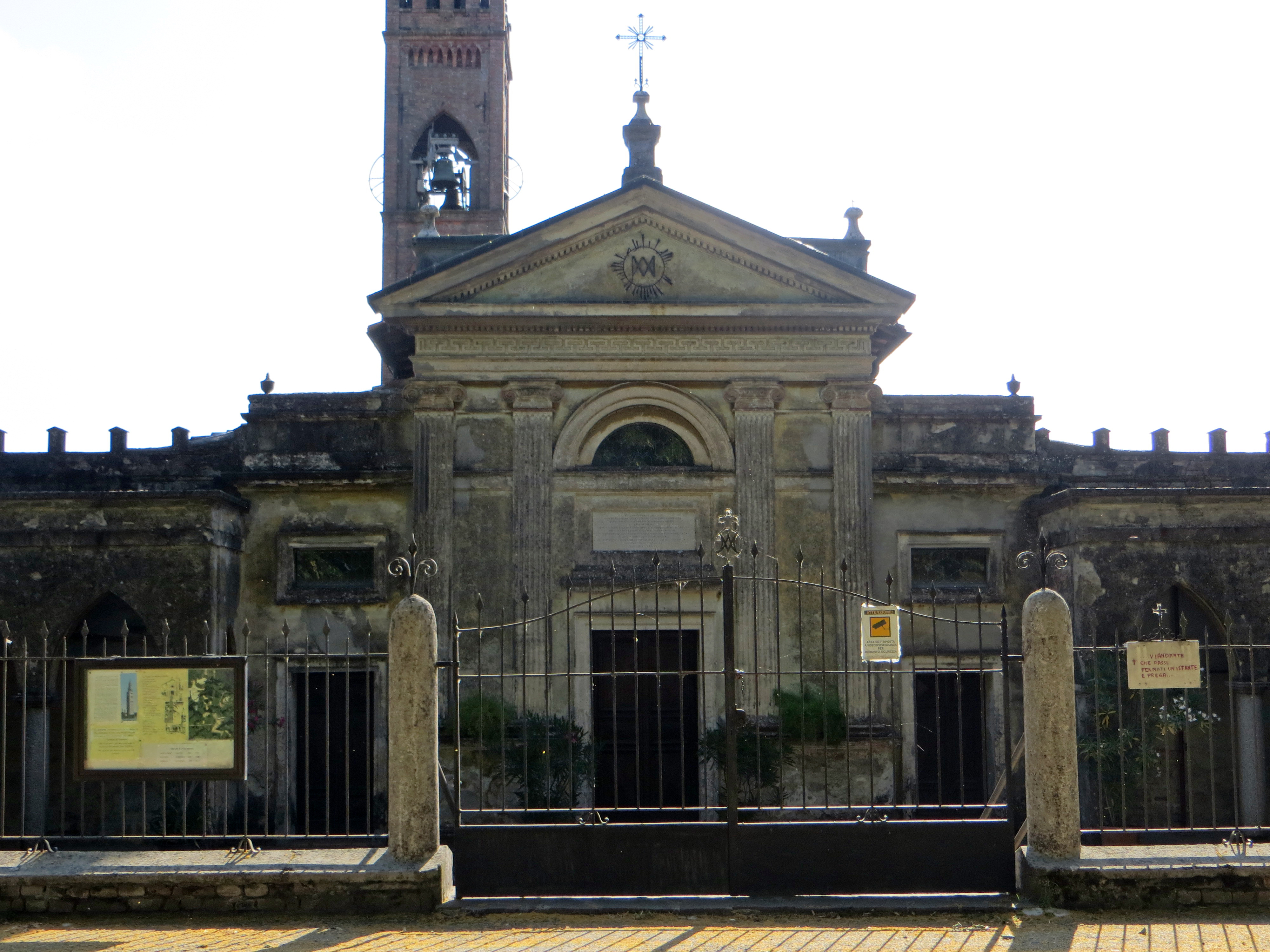
Chiesa della Beata Vergine di Loreto (Polesine Parmense - Polesine Zibello)
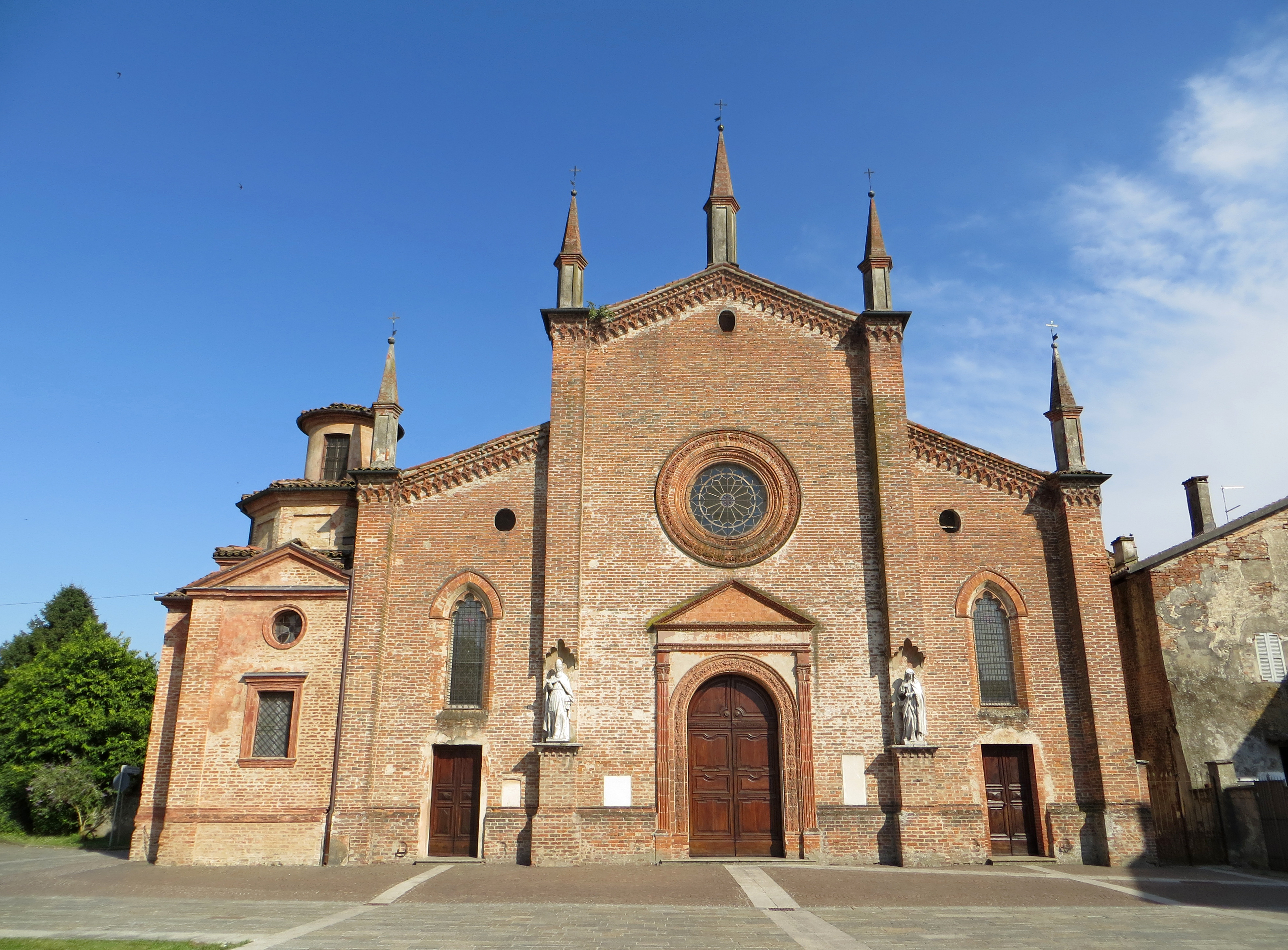
Chiesa dei Santi Gervasio e Protasio (Zibello - Polesine Zibello)
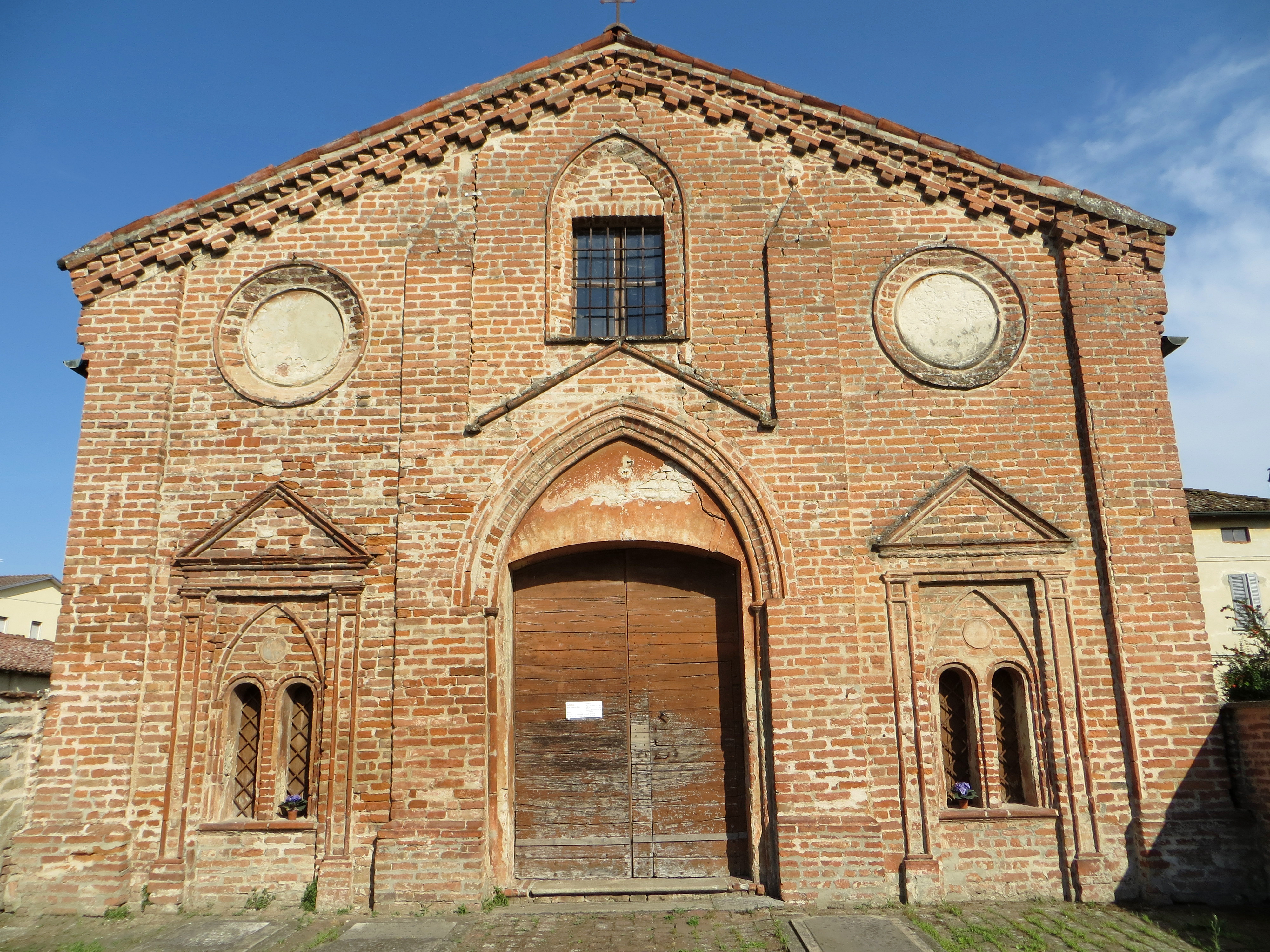
Chiesetta della Beata Vergine delle Grazie (Zibello - Polesine Zibello)
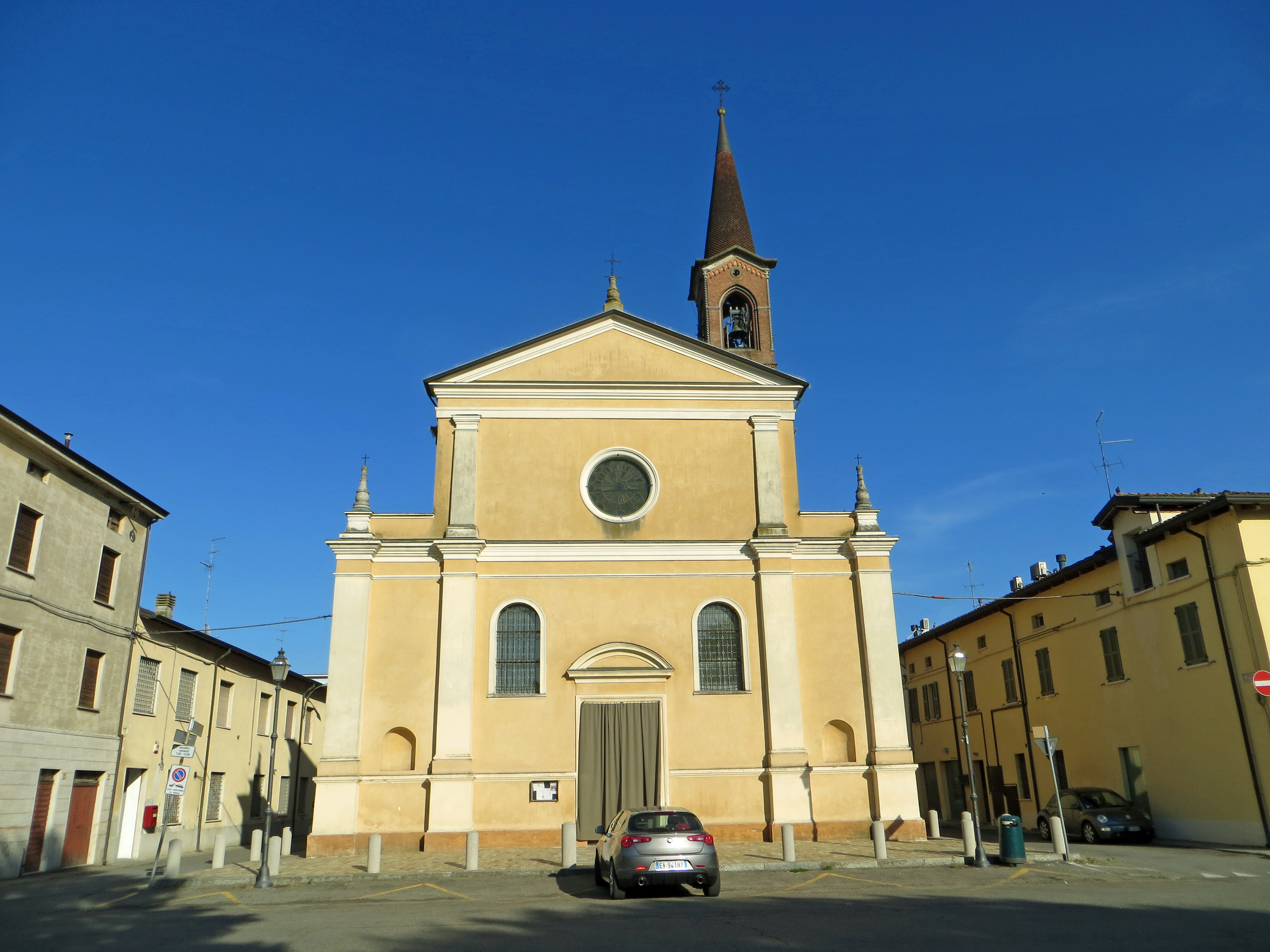
Chiesa dei Santi Bartolomeo e Michele (Roccabianca)
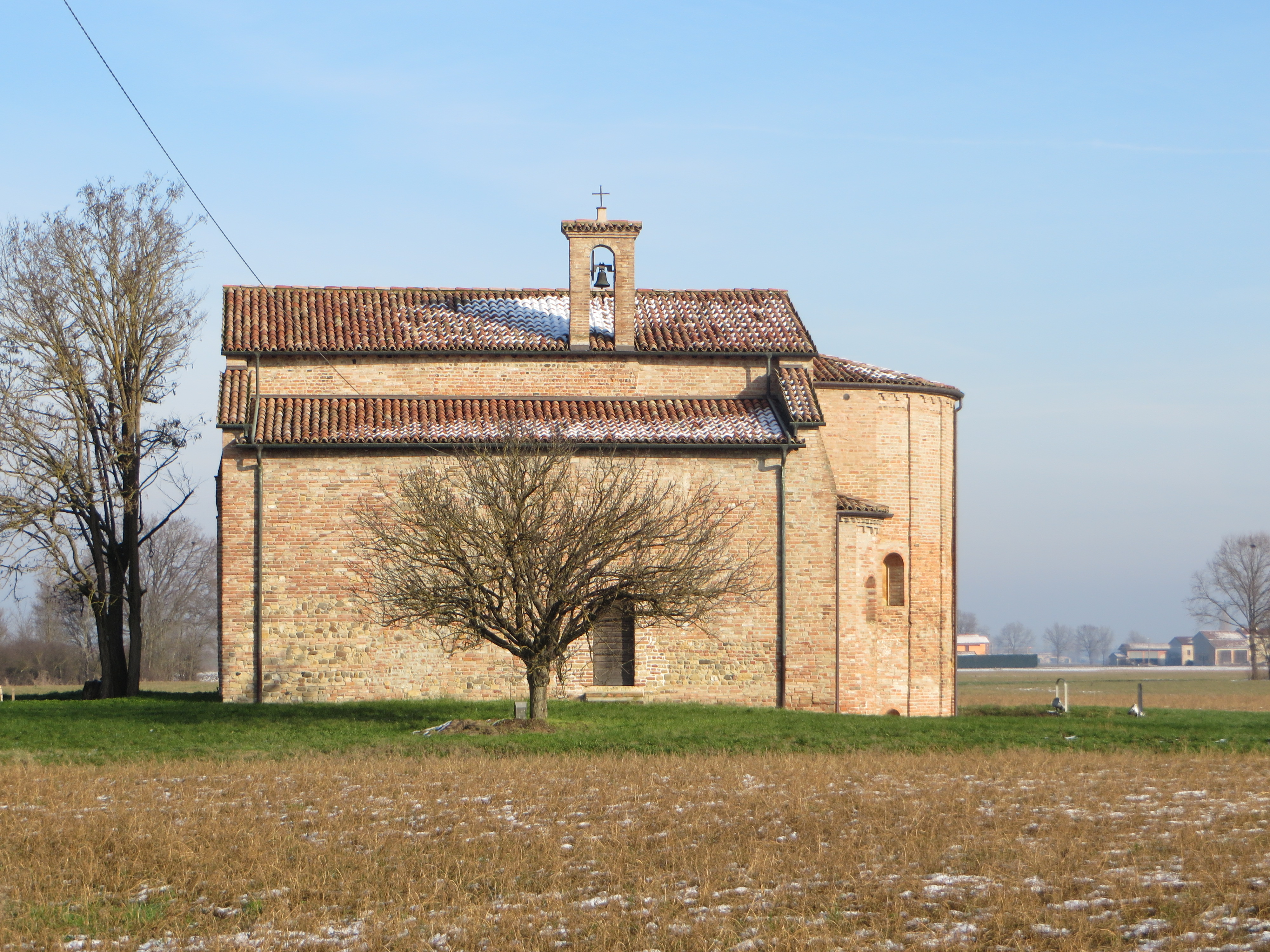
Pieve di San Genesio (San Secondo Parmense)
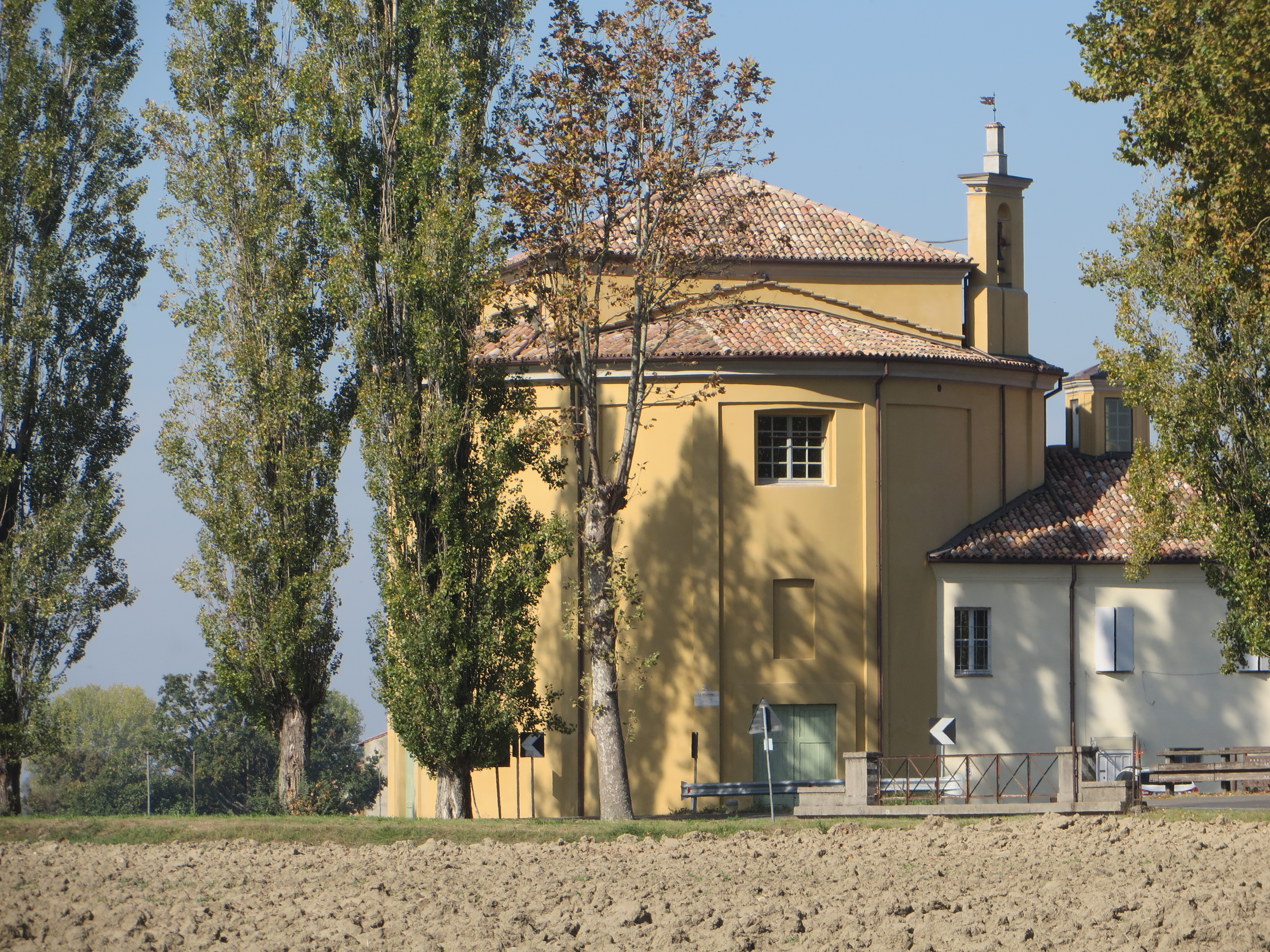
Oratorio della Beata Vergine del Serraglio (San Secondo Parmense)
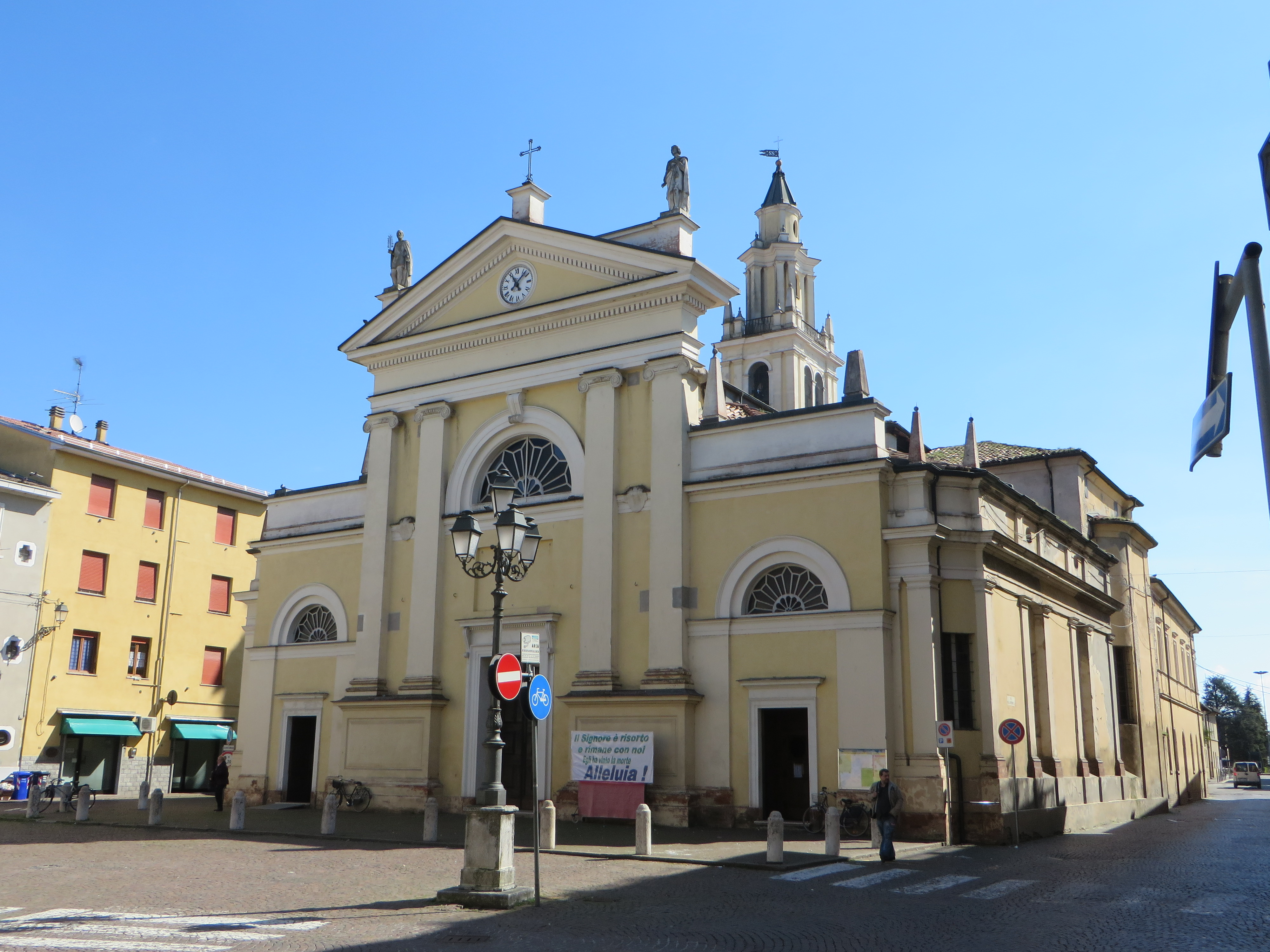
Collegiata della Beata Vergine Annunciata (San Secondo Parmense)
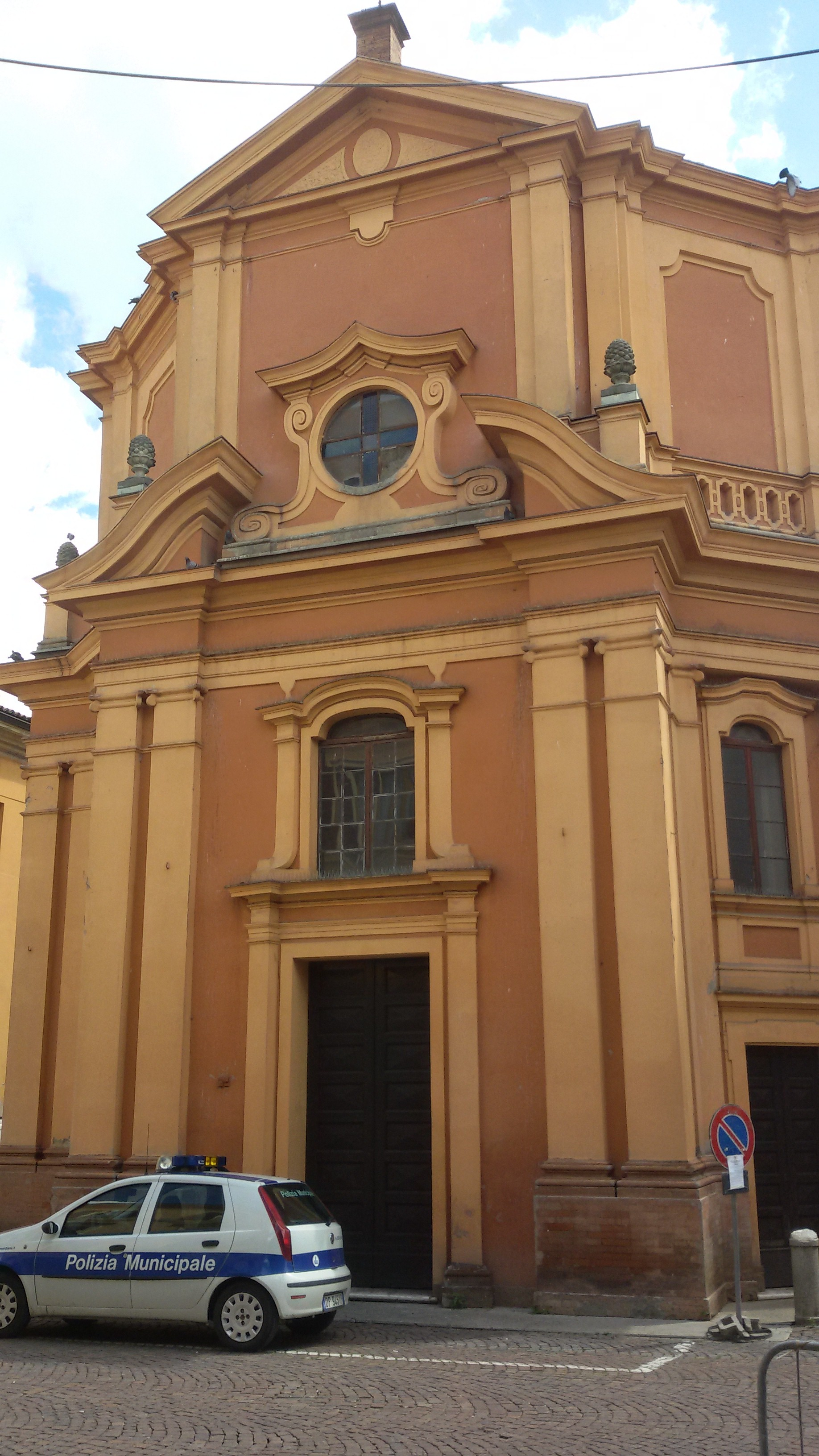
Oratorio del Riscatto (San Secondo Parmense)
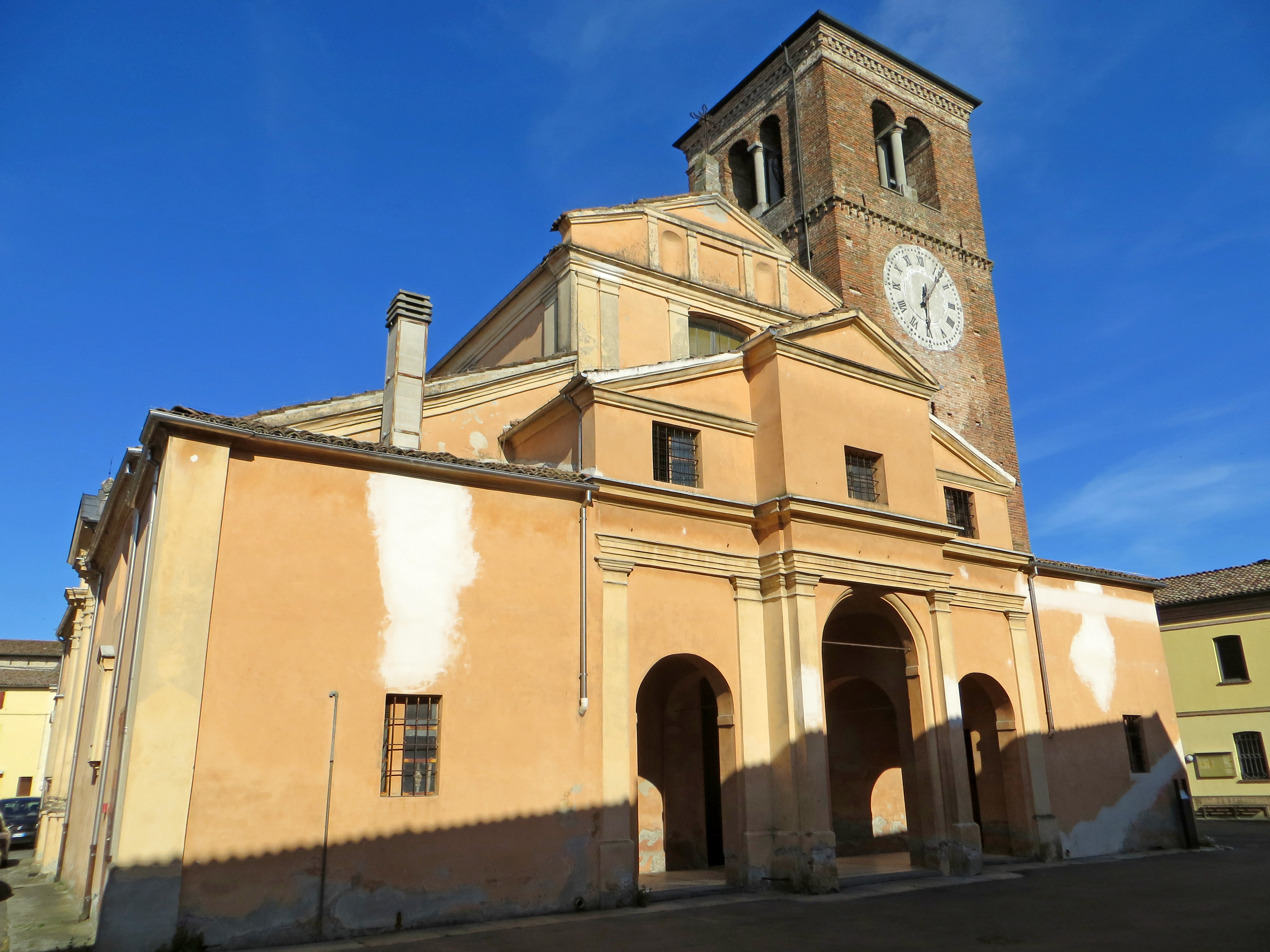
Chiesa di San Giovanni Evangelista (Coltaro - Sissa Trecasali)
- Chiesa di Santa Maria Assunta (Sissa - Sissa Trecasali)
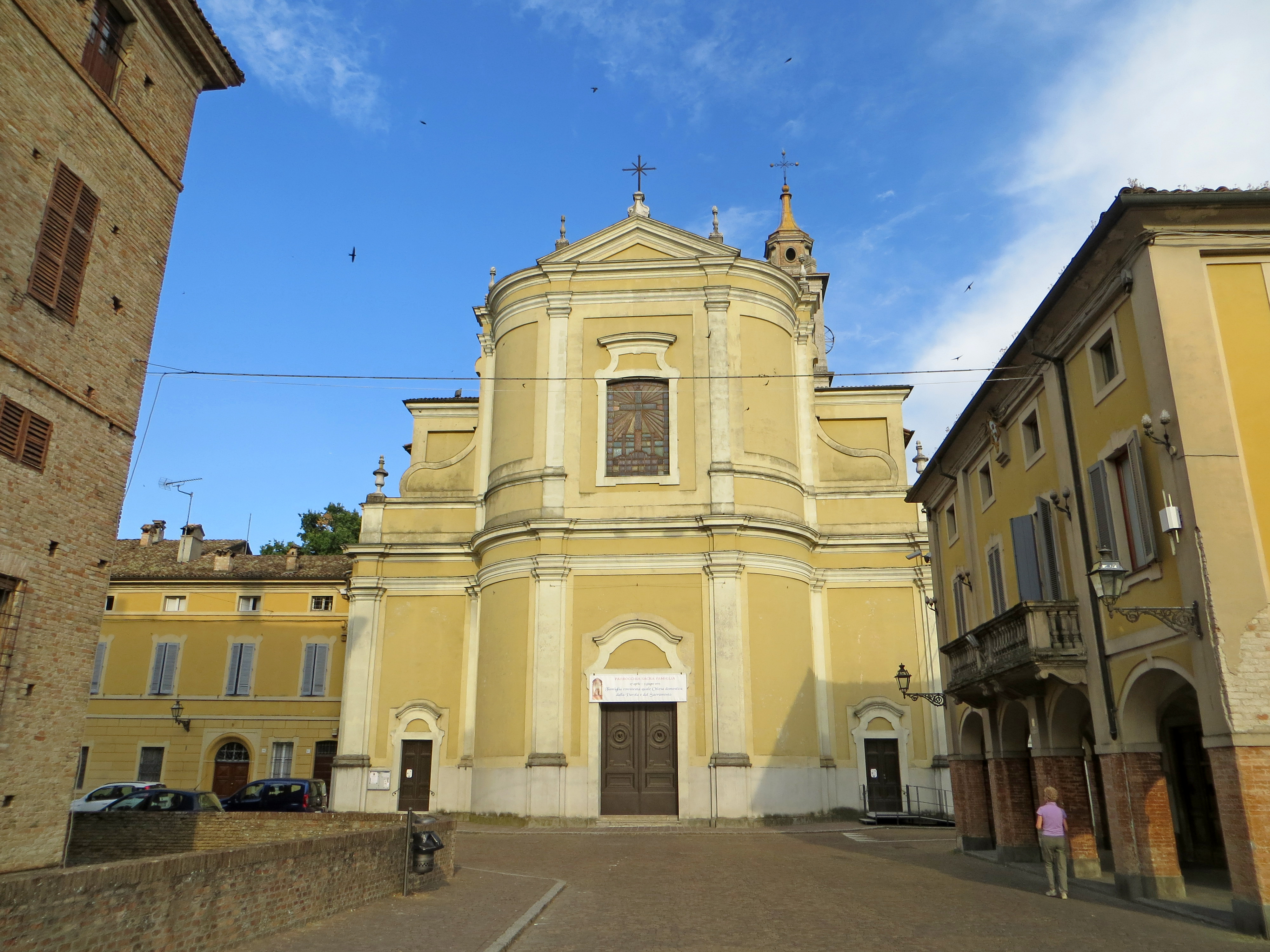
Chiesa di San Giacomo (Soragna)
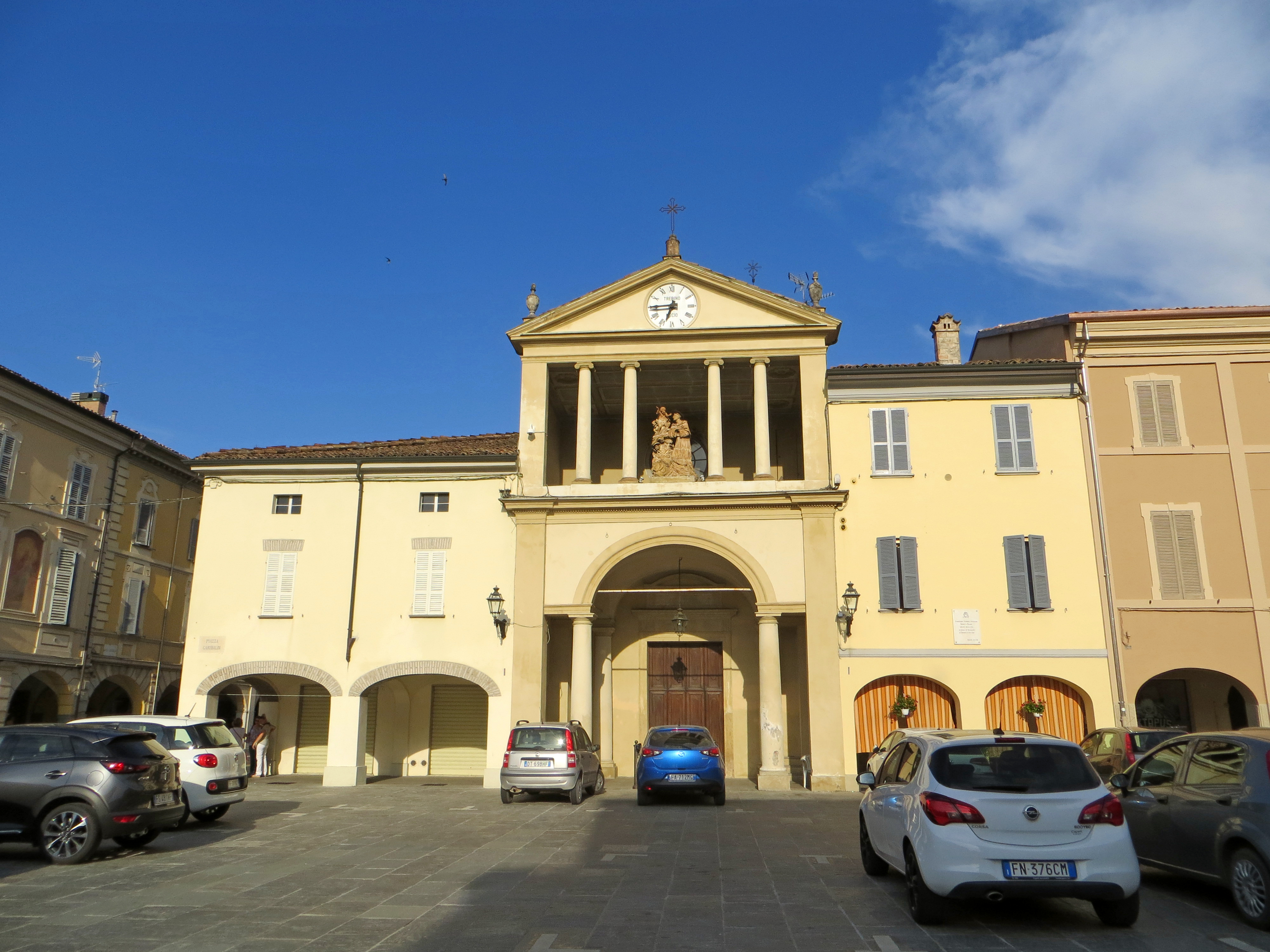
Oratorio di Sant'Antonio da Padova (Soragna)
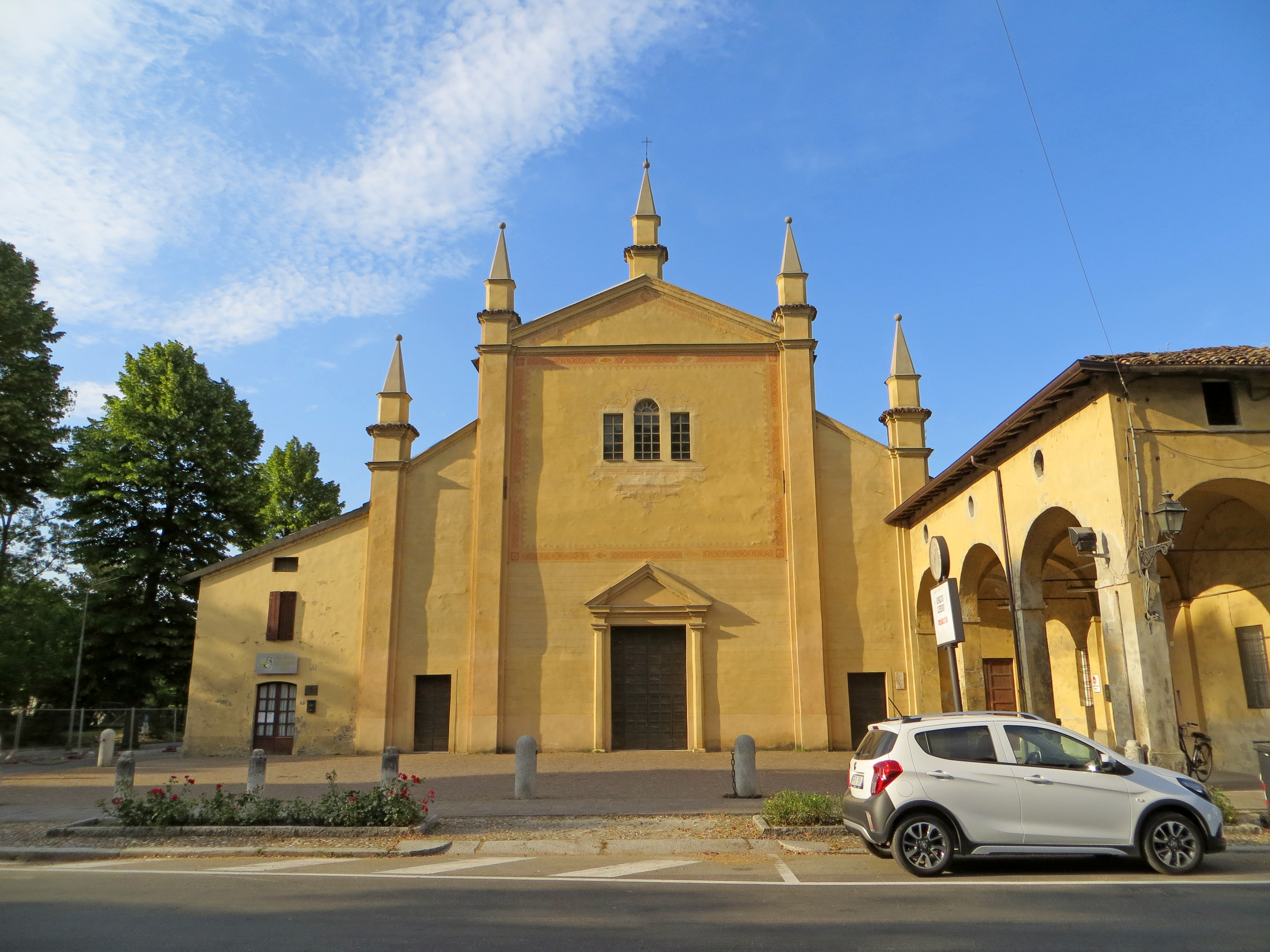
Chiesa della Beata Vergine del Carmine (Soragna)
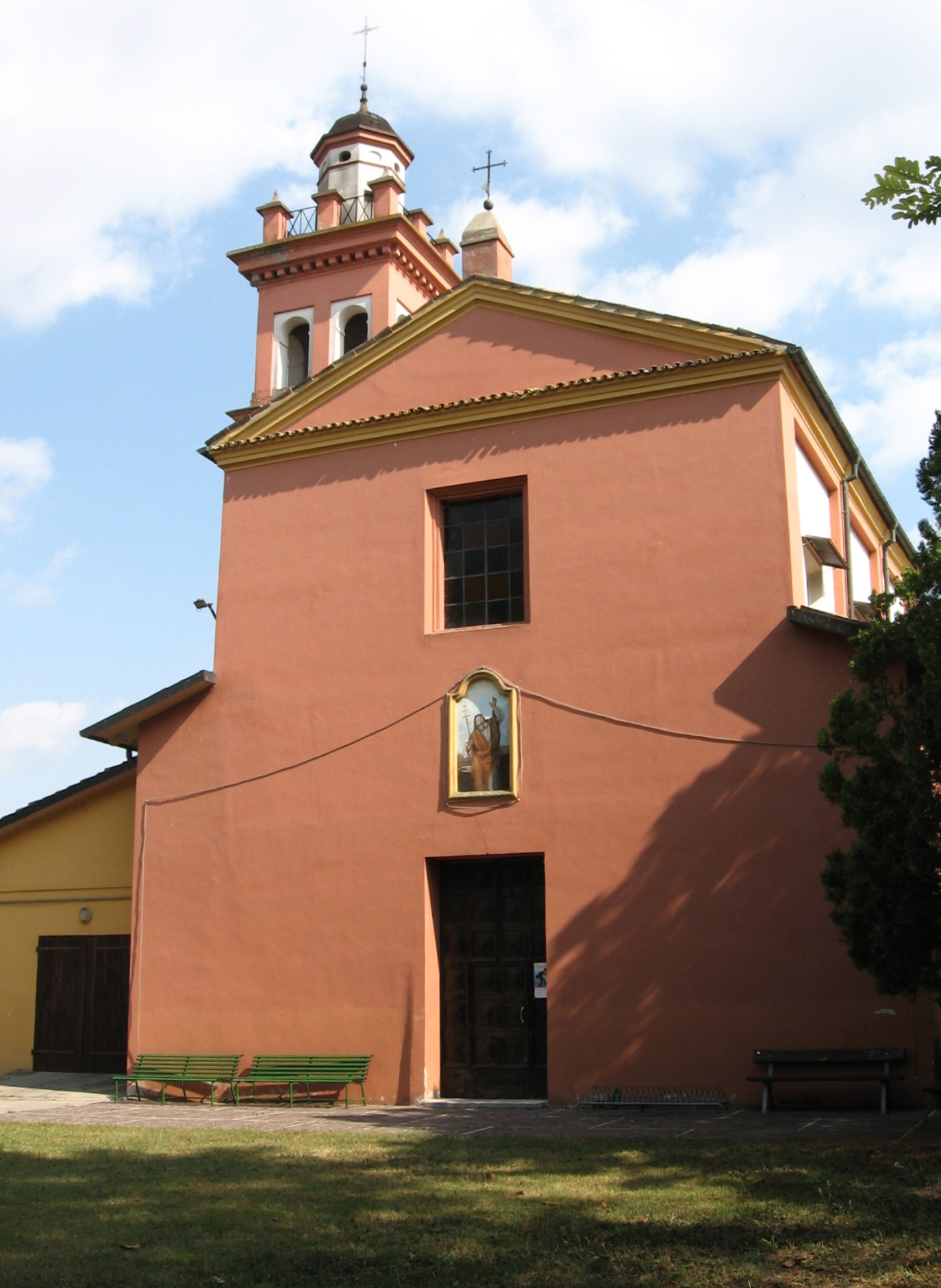
Chiesa di San Silvestro (Casale di Mezzani - Sorbolo Mezzani)
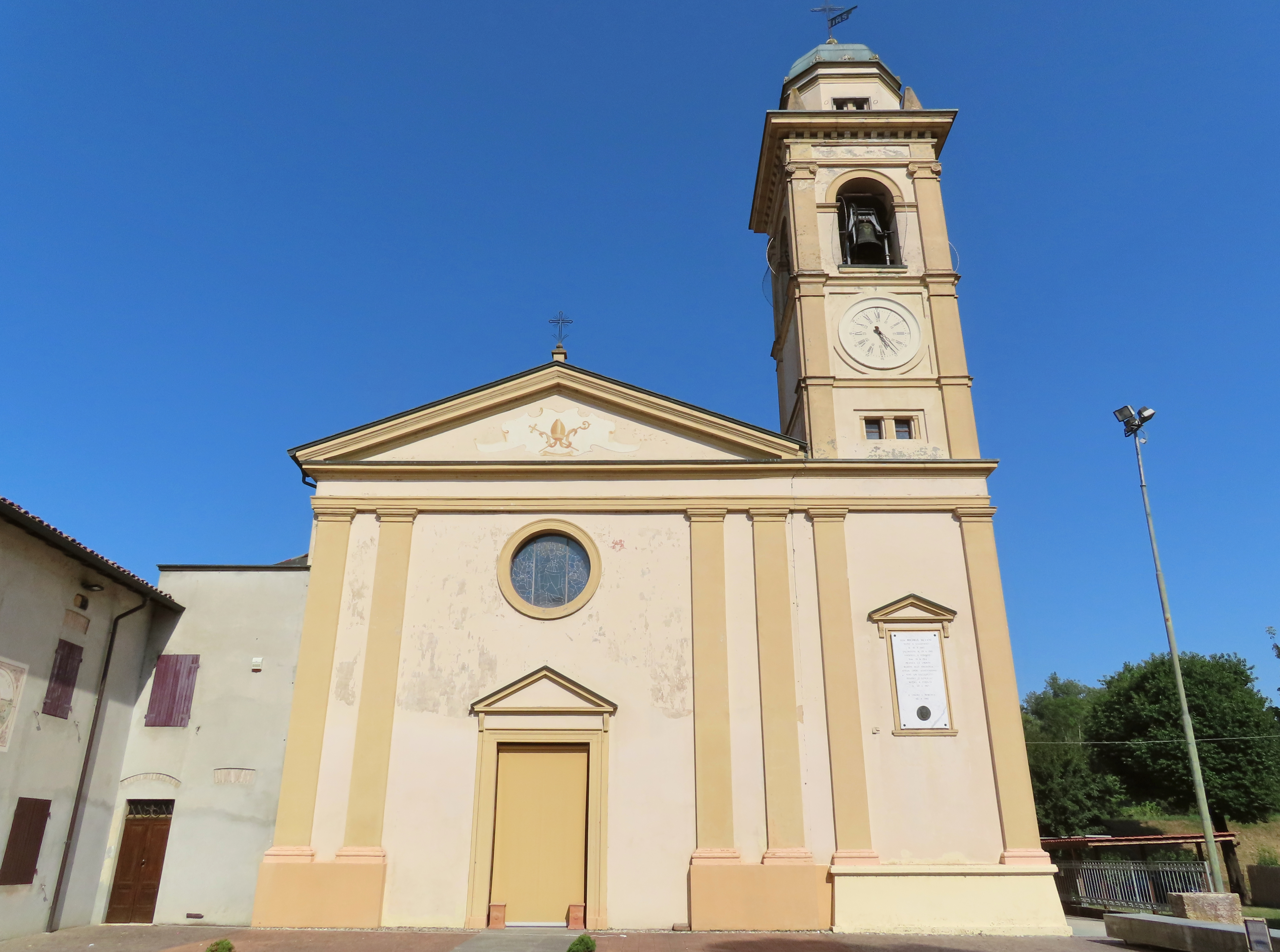
Chiesa di San Siro (Coenzo - Sorbolo Mezzani)
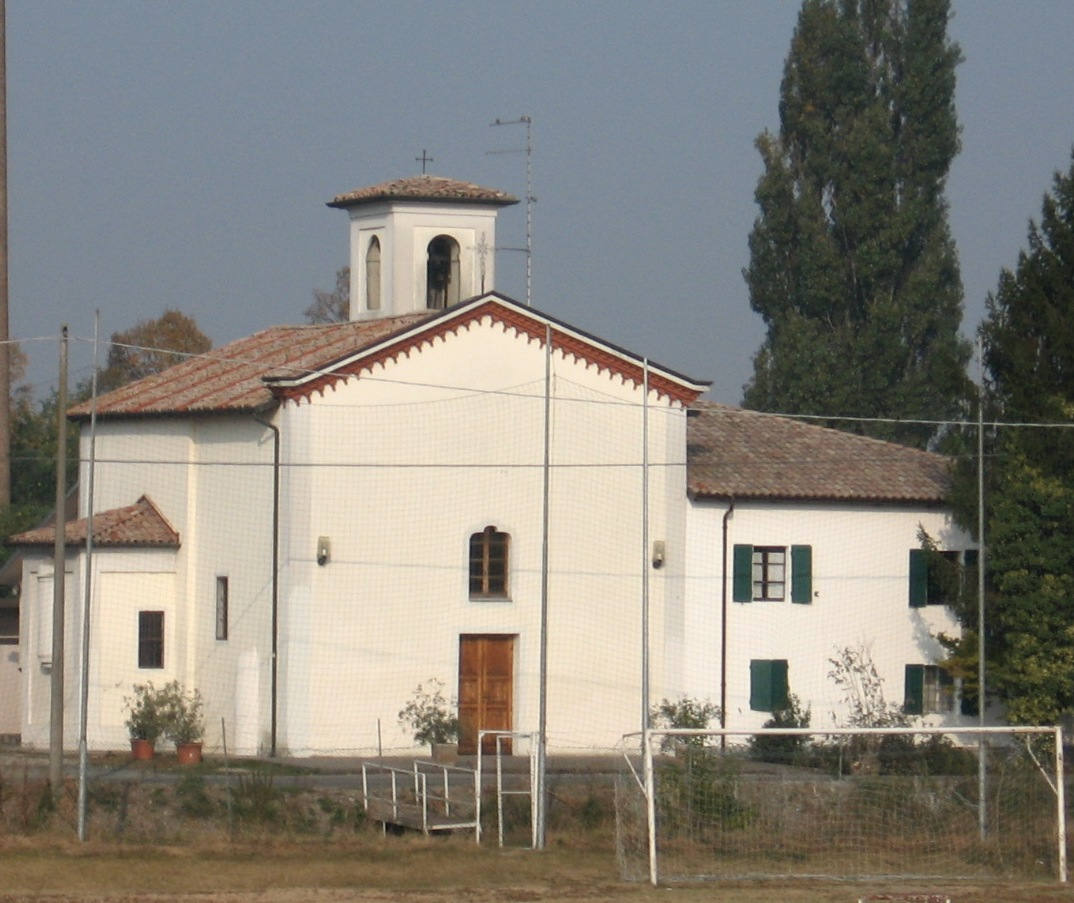
Chiesa di San Michele (Frassinara - Sorbolo Mezzani)
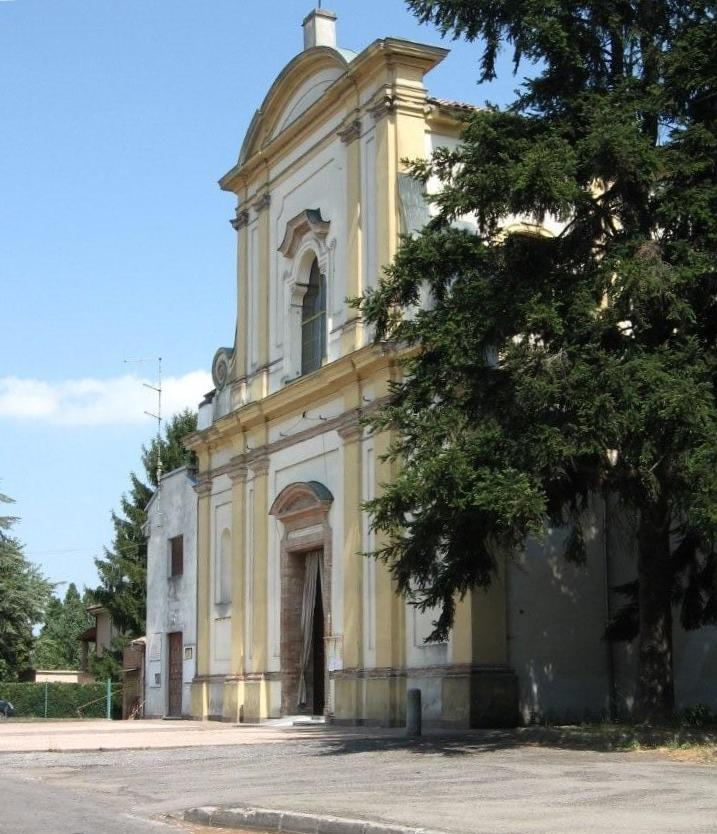
Chiesa di Santa Maria Nascente (Mezzano Inferiore - Sorbolo Mezzani)
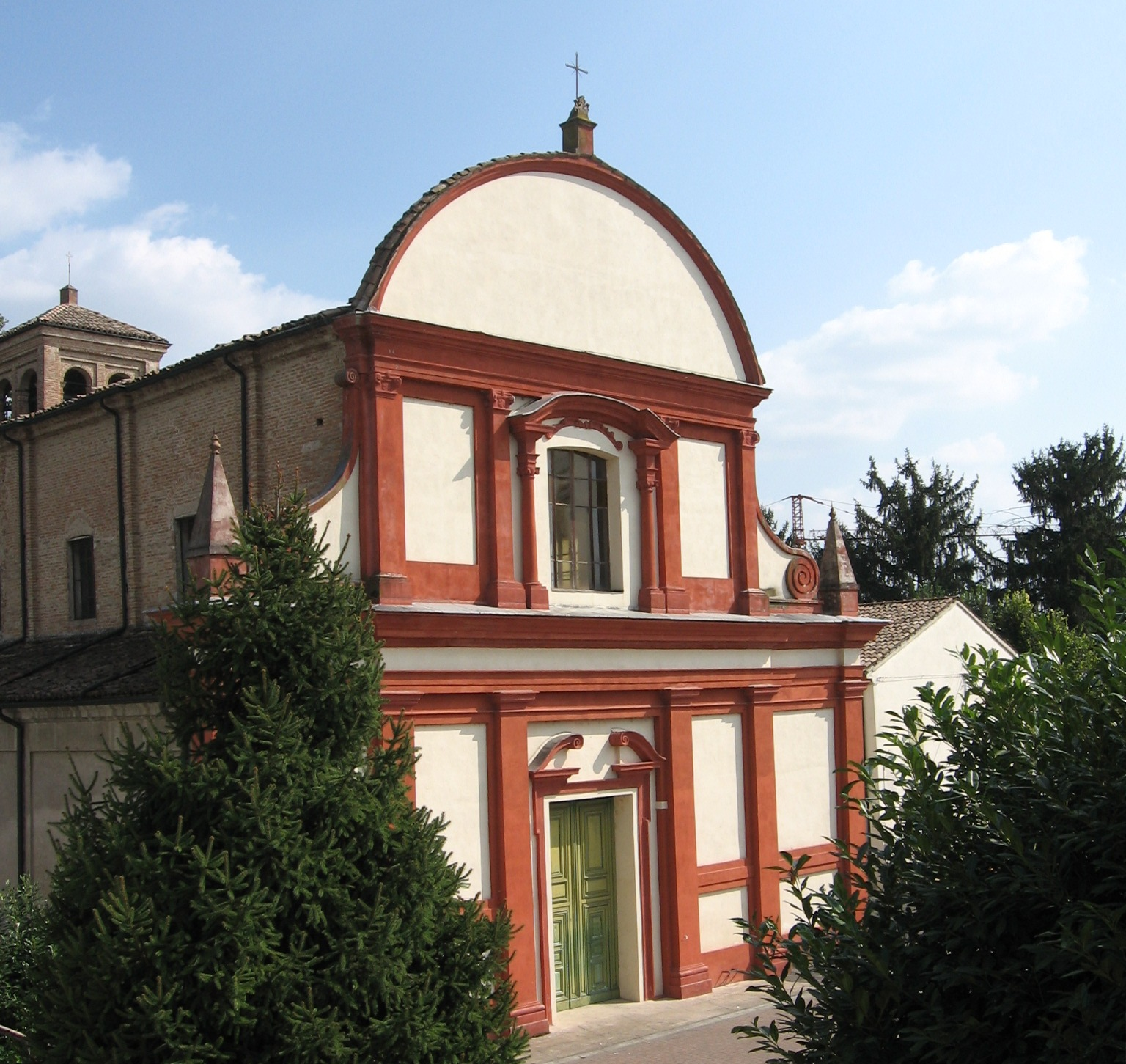
Chiesa di San Michele (Mezzano Superiore - Sorbolo Mezzani)
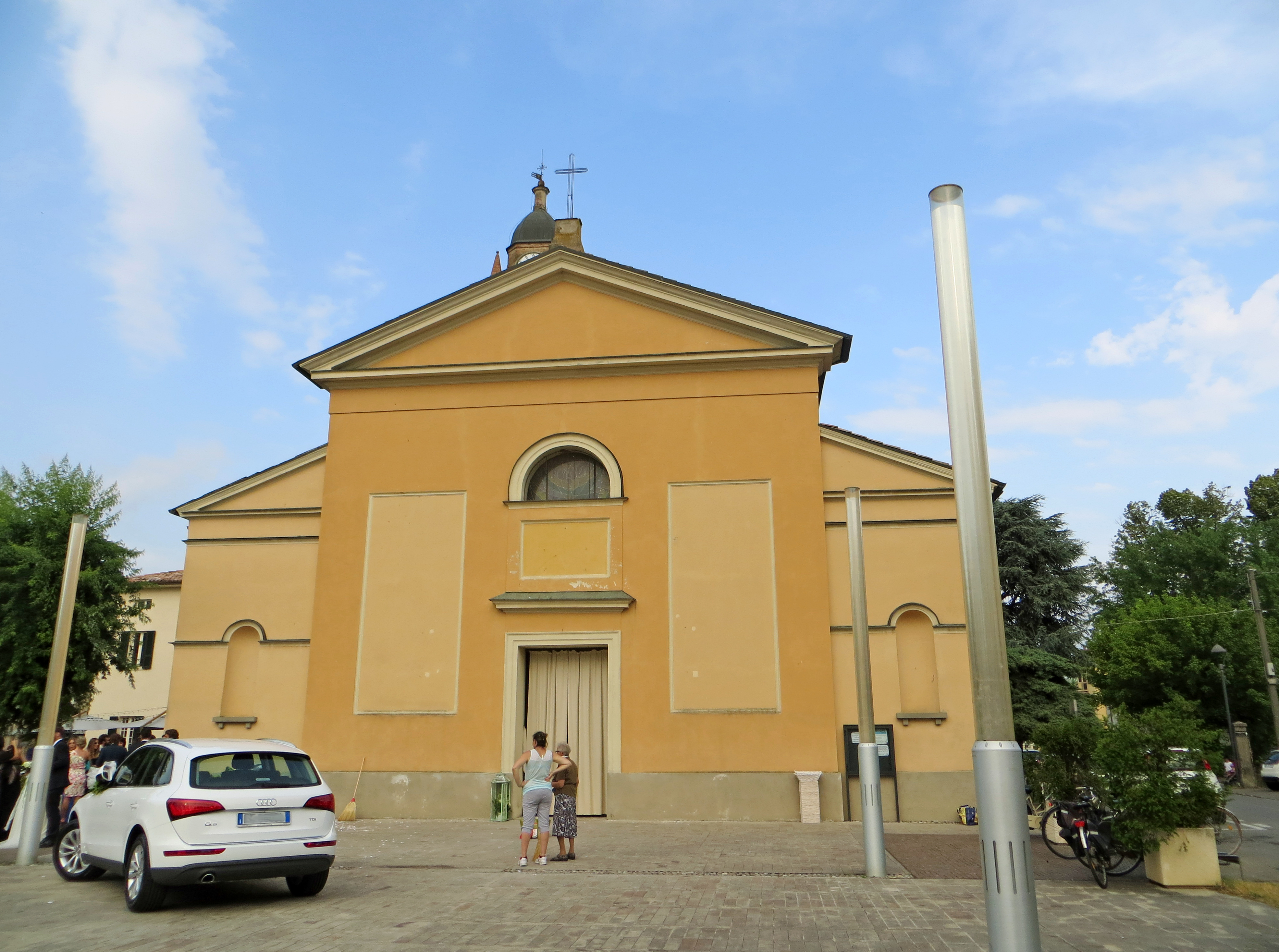
Chiesa dei Santi Faustino e Giovita (Sorbolo - Sorbolo Mezzani)
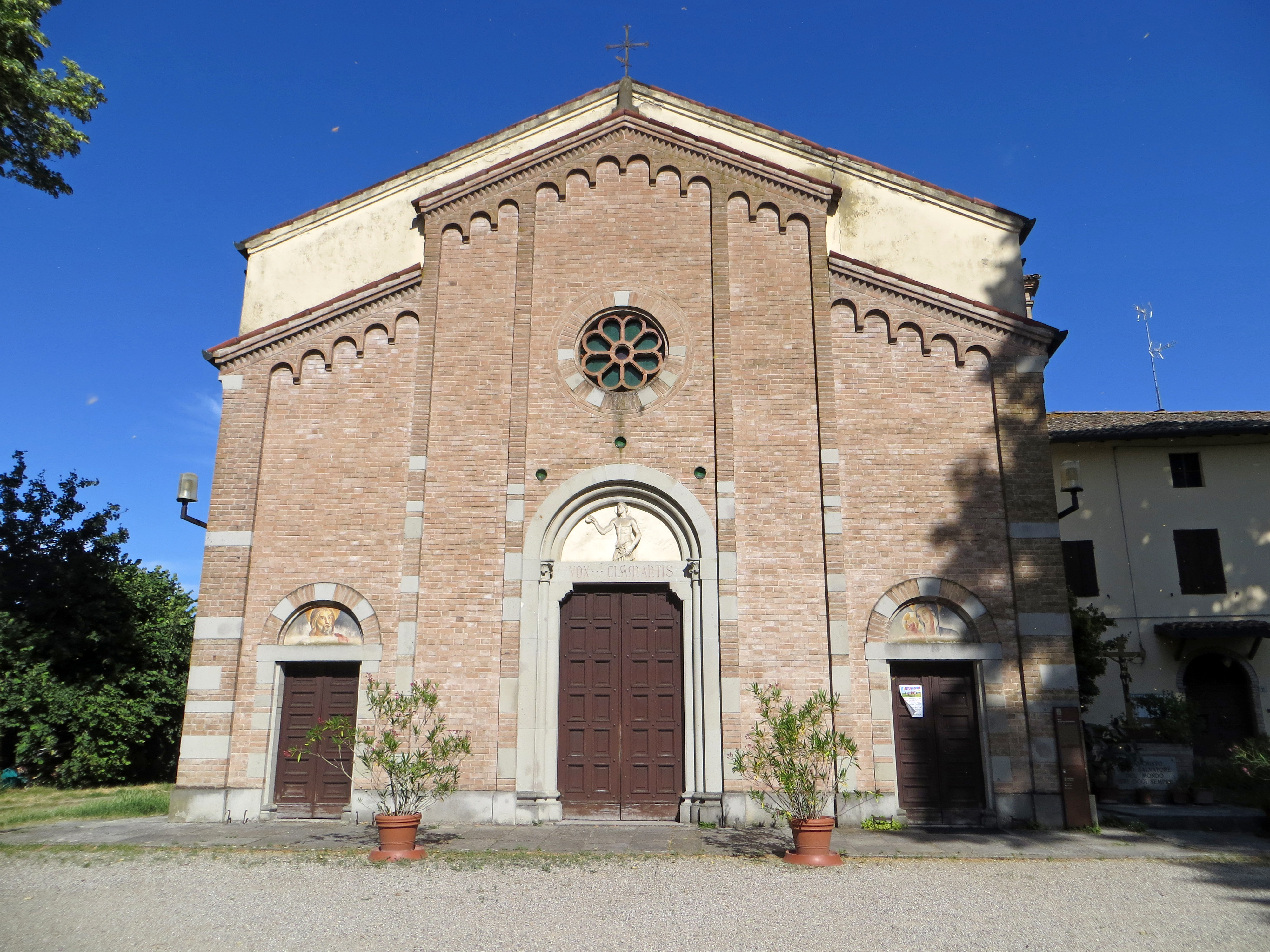
Pieve di San Giovanni Battista (Gainago - Torrile)

#### Galleria d'immagini
- Collegiata di San Bartolomeo Apostolo (Busseto)
- Chiesa di Sant'Ignazio di Loyola (Busseto)
- Chiesa e convento di Santa Maria degli Angeli (Busseto)
- Chiesa di San Michele Arcangelo (Roncole Verdi - Busseto)
- Santuario della Madonna dei Prati (Madonna dei Prati - Busseto)
- Duomo di Santa Margherita (Colorno)
- Cappella ducale di San Liborio (Colorno)
- Chiesa di Santo Stefano (Colorno)
- Abbazia (Castione Marchesi - Fidenza)
- Monastero di Santa Maria Assunta (Castione Marchesi - Fidenza)
- Chiesa di Santa Croce (Fontanellato)
- Oratorio di Santa Maria Assunta (Fontanellato)
- Santuario della Beata Vergine del Santo Rosario (Fontanellato)
- Chiesa di San Benedetto (Priorato - Fontanellato)
- Abbazia di Fontevivo (Fontevivo)
- Chiesa dei Cappuccini (Fontevivo)
- Abbazia di Valserena (Paradigna - Parma)
- Collegiata di San Giovanni Battista (Pieveottoville - Polesine Zibello)
- Chiesa dei Santi Vito e Modesto (Polesine Parmense - Polesine Zibello)
- Chiesa della Beata Vergine di Loreto (Polesine Parmense - Polesine Zibello)
- Chiesa dei Santi Gervasio e Protasio (Zibello - Polesine Zibello)
- Chiesetta della Beata Vergine delle Grazie (Zibello - Polesine Zibello)
- Chiesa dei Santi Bartolomeo e Michele (Roccabianca)
- Pieve di San Genesio (San Secondo Parmense)
- Oratorio della Beata Vergine del Serraglio (San Secondo Parmense)
- Collegiata della Beata Vergine Annunciata (San Secondo Parmense)
- Oratorio del Riscatto (San Secondo Parmense)
- Chiesa di Santa Maria Assunta (Sissa - Sissa Trecasali)
- Chiesa di San Giacomo (Soragna)
- Oratorio di Sant'Antonio da Padova (Soragna)
- Chiesa della Beata Vergine del Carmine (Soragna)
- Chiesa di San Silvestro (Casale di Mezzani - Sorbolo Mezzani)
- Chiesa di San Siro (Coenzo - Sorbolo Mezzani)
- Chiesa di San Michele (Frassinara - Sorbolo Mezzani)
- Chiesa di Santa Maria Nascente (Mezzano Inferiore - Sorbolo Mezzani)
- Chiesa di San Michele (Mezzano Superiore - Sorbolo Mezzani)
- Chiesa dei Santi Faustino e Giovita (Sorbolo - Sorbolo Mezzani)
- Pieve di San Giovanni Battista (Gainago - Torrile)

### Architetture militari

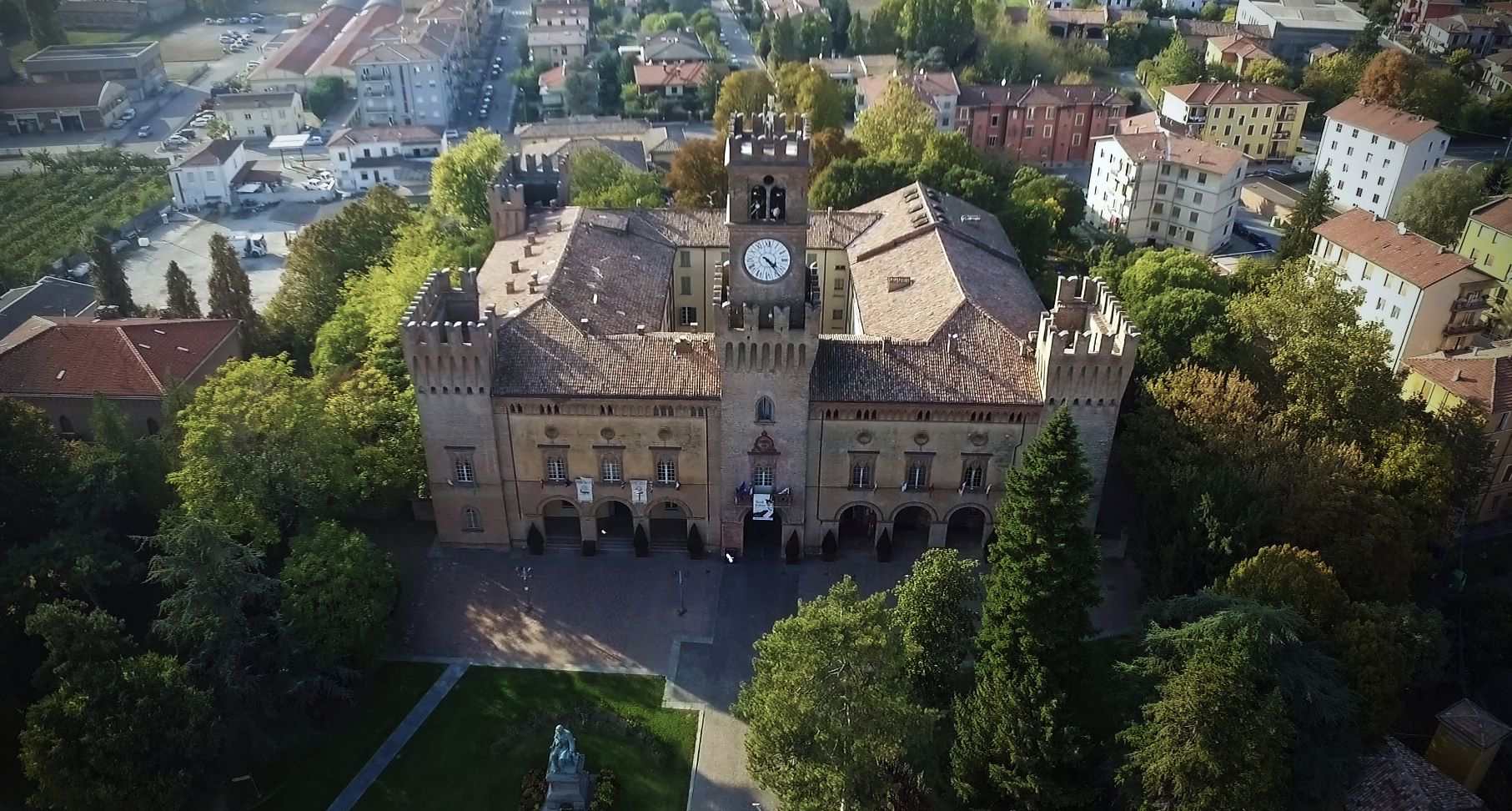
Rocca Pallavicino (Busseto)
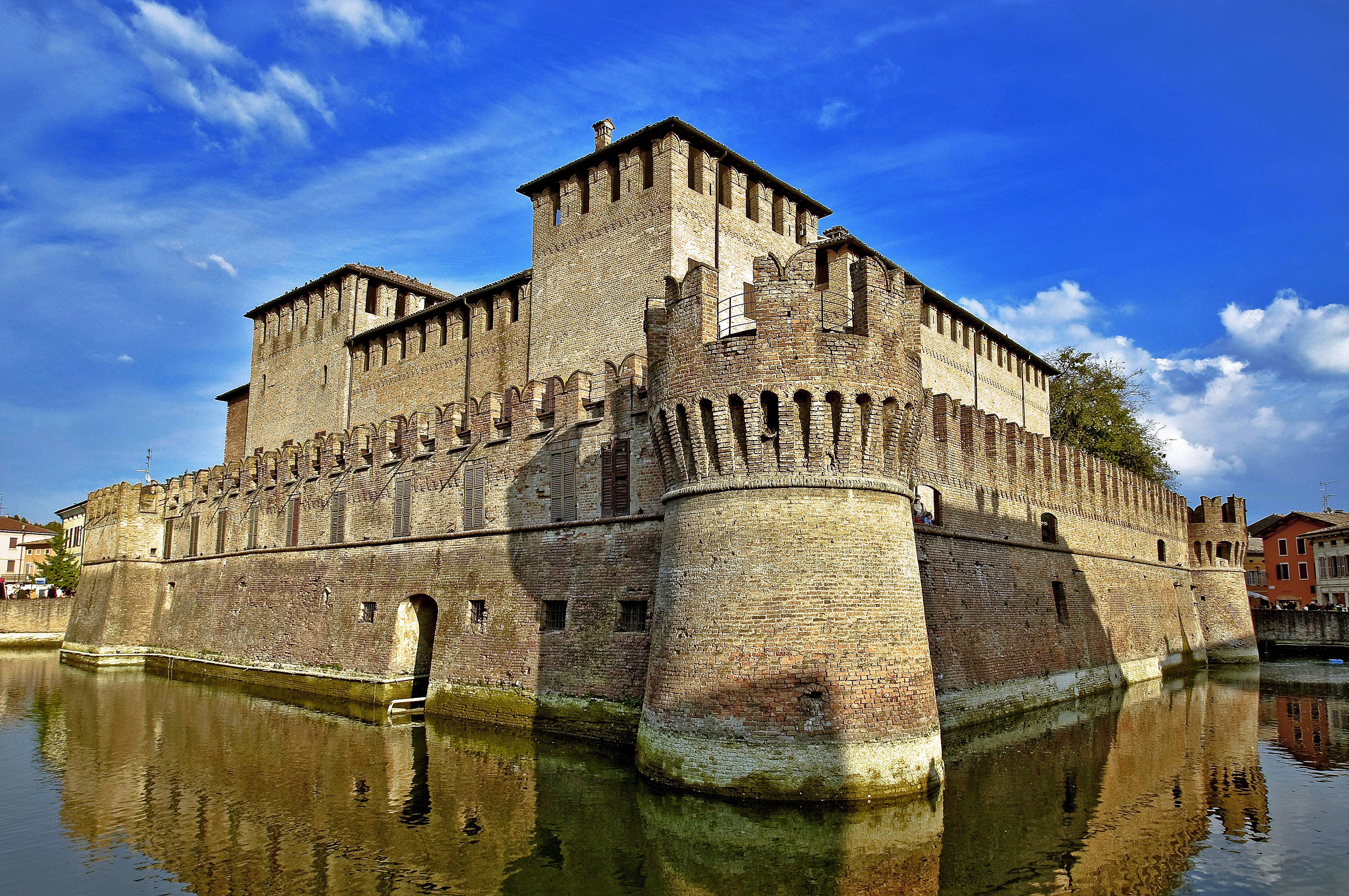
Rocca Sanvitale (Fontanellato)
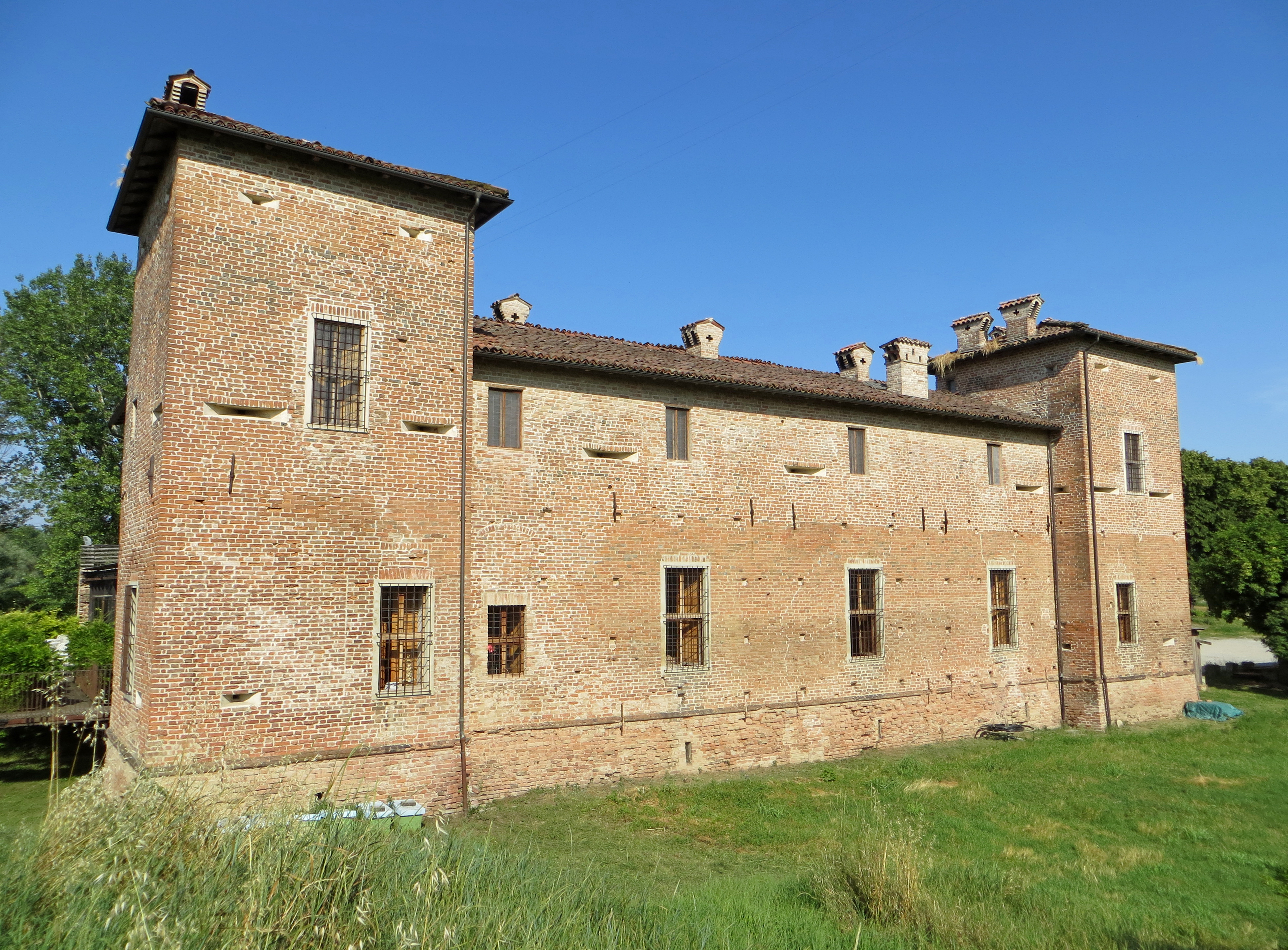
Antica Corte Pallavicina (Polesine Parmense - Polesine Zibello)
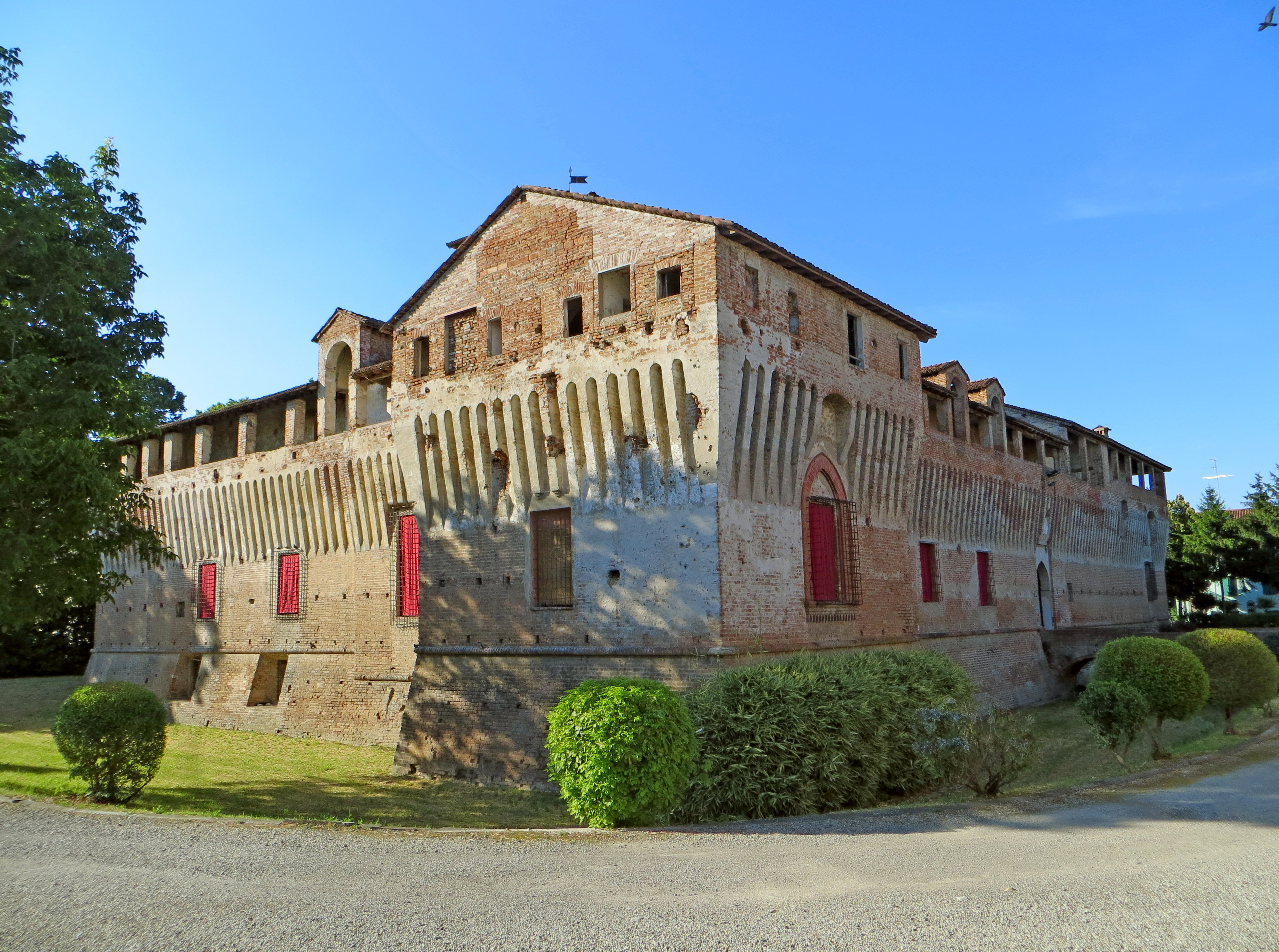
Rocca dei Rossi (Roccabianca)
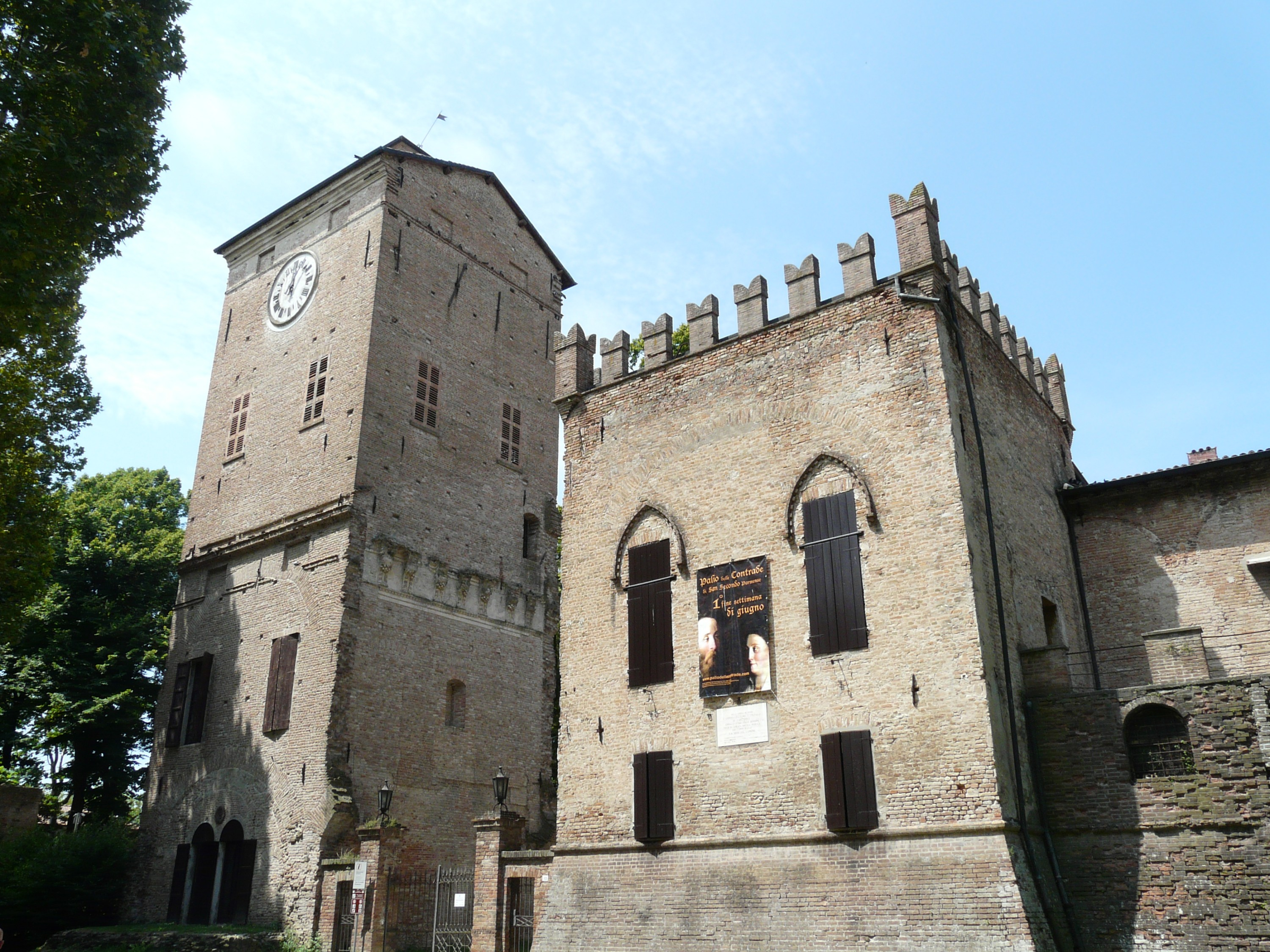
Rocca dei Rossi (San Secondo Parmense)
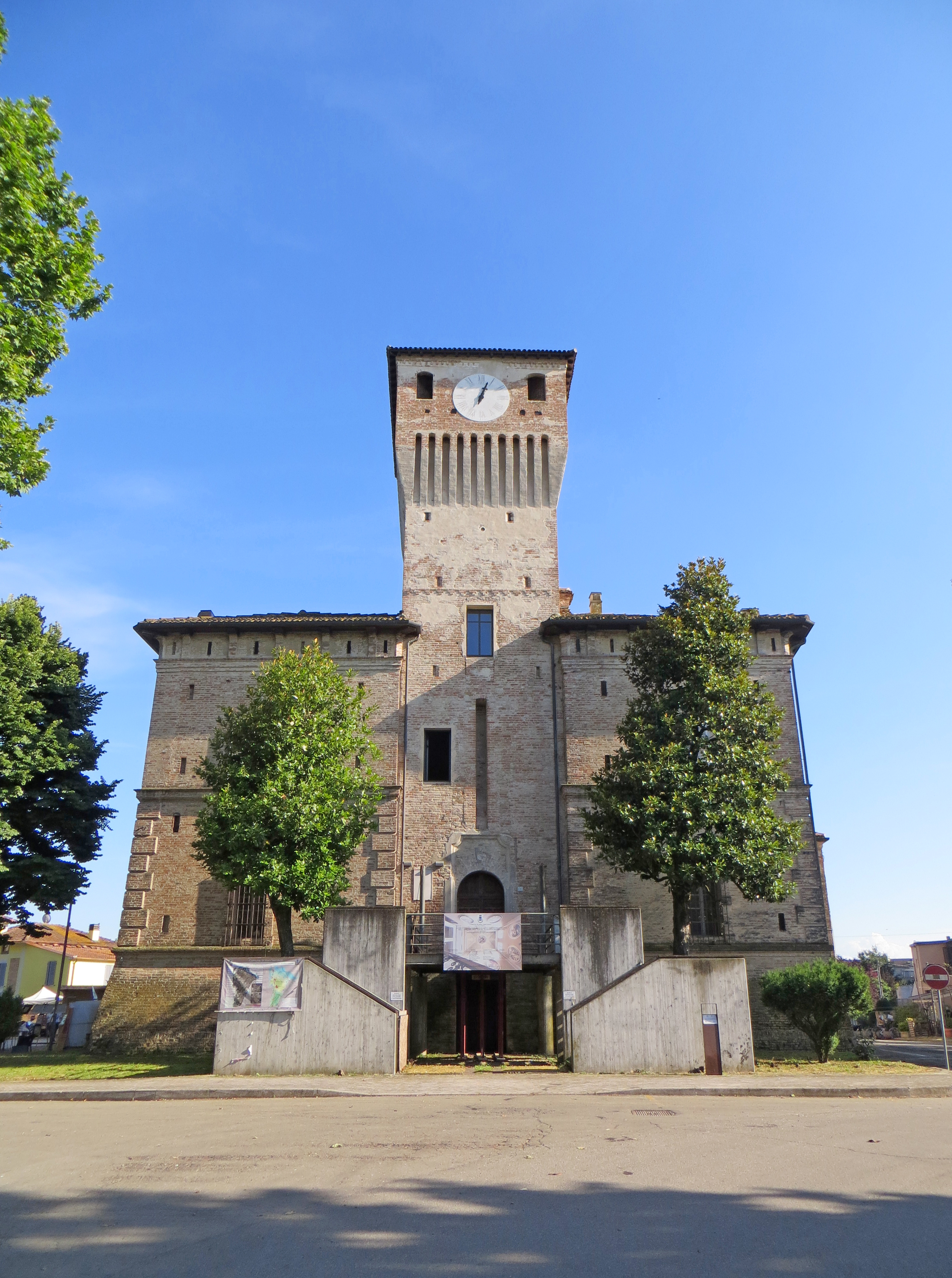
Rocca dei Terzi (Sissa - Sissa Trecasali)
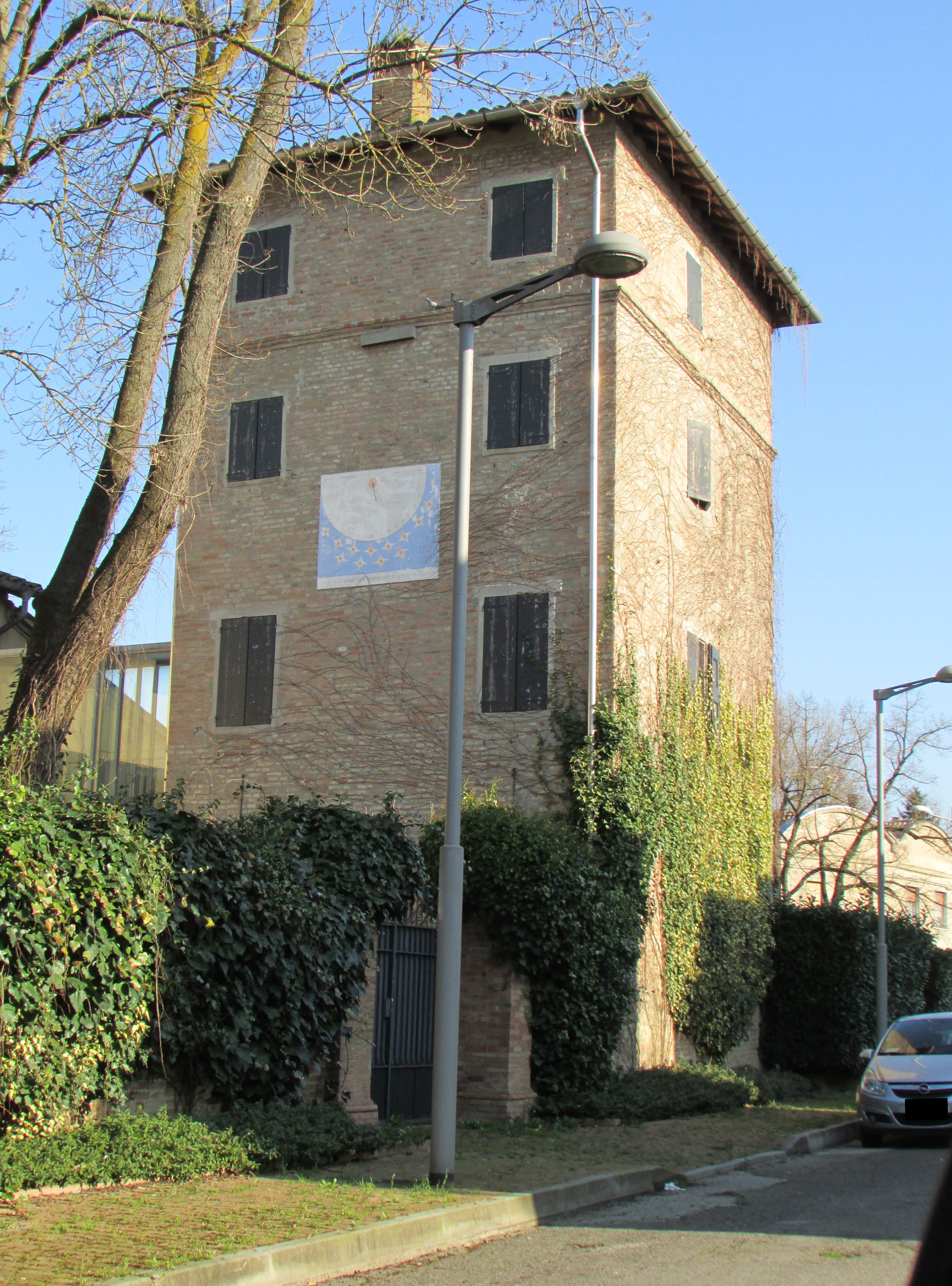
Torrione di Coenzo (Coenzo - Sorbolo Mezzani)
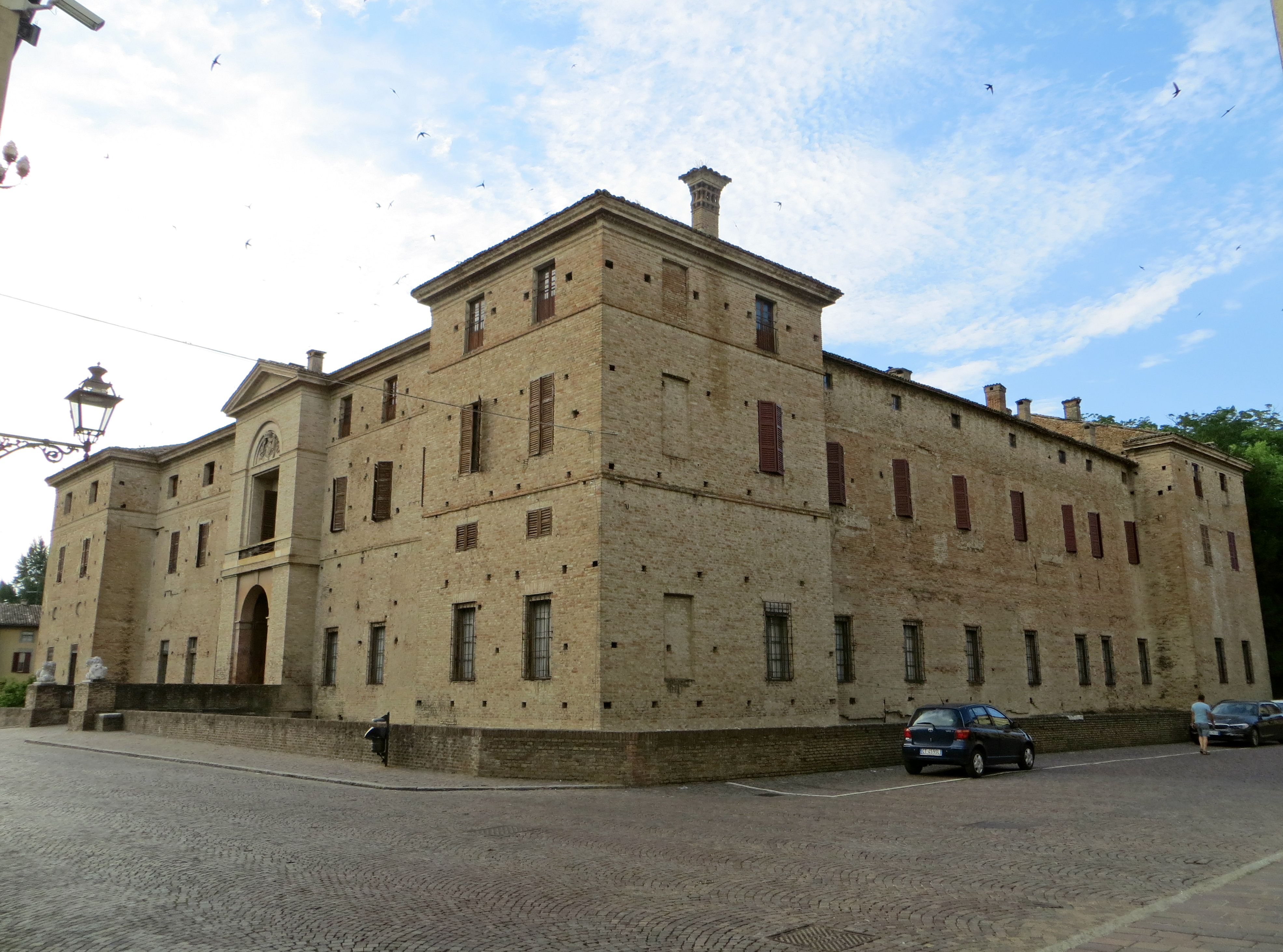
Rocca Meli Lupi (Soragna)

#### Galleria d'immagini
- Rocca Pallavicino (Busseto)
- Rocca Sanvitale (Fontanellato)
- Antica Corte Pallavicina (Polesine Parmense - Polesine Zibello)
- Rocca dei Rossi (Roccabianca)
- Rocca dei Rossi (San Secondo Parmense)
- Rocca dei Terzi (Sissa - Sissa Trecasali)
- Torrione (Coenzo - Sorbolo Mezzani)
- Rocca Meli Lupi (Soragna)

### Architetture civili

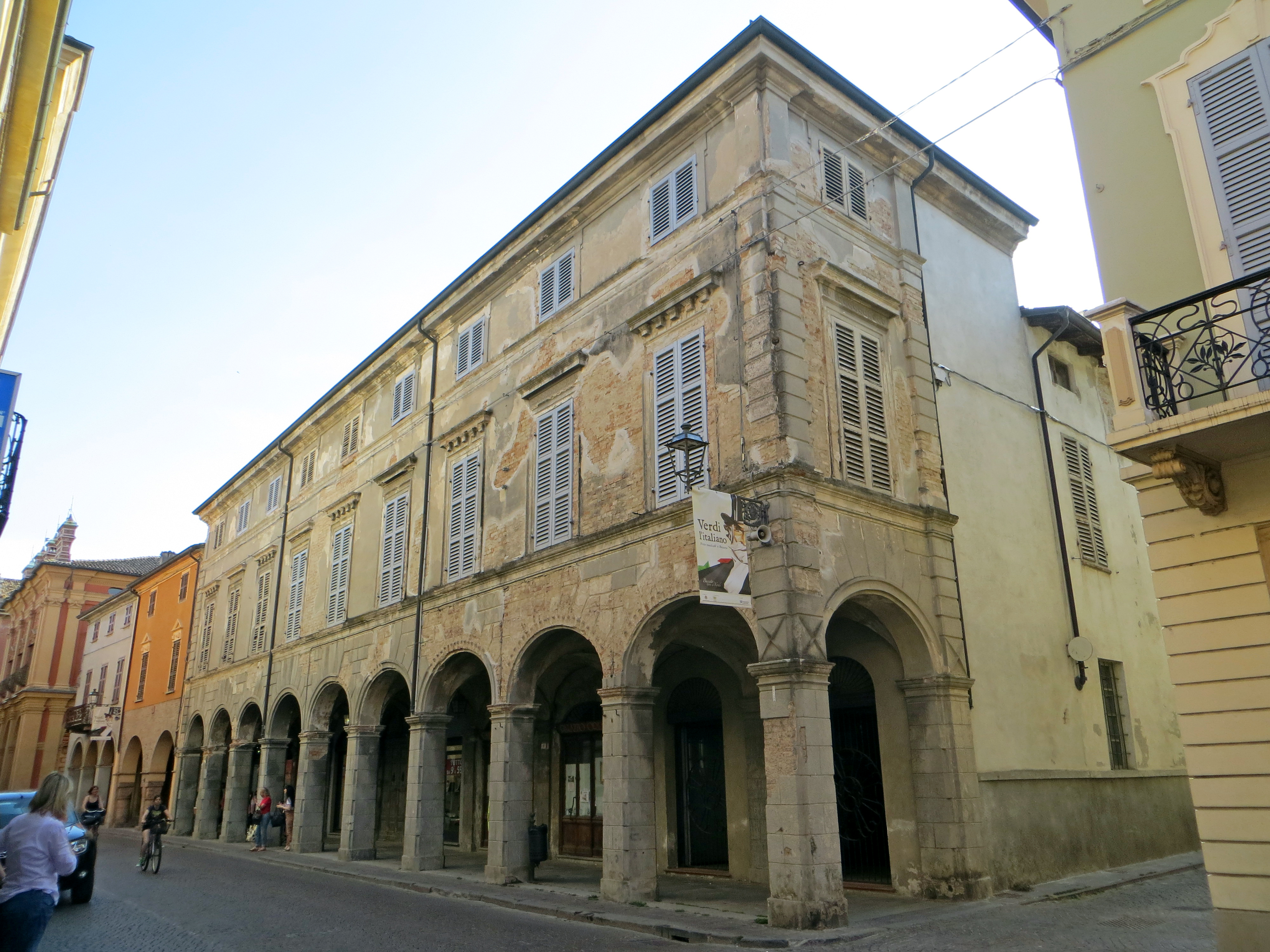
Palazzo Orlandi (Busseto)
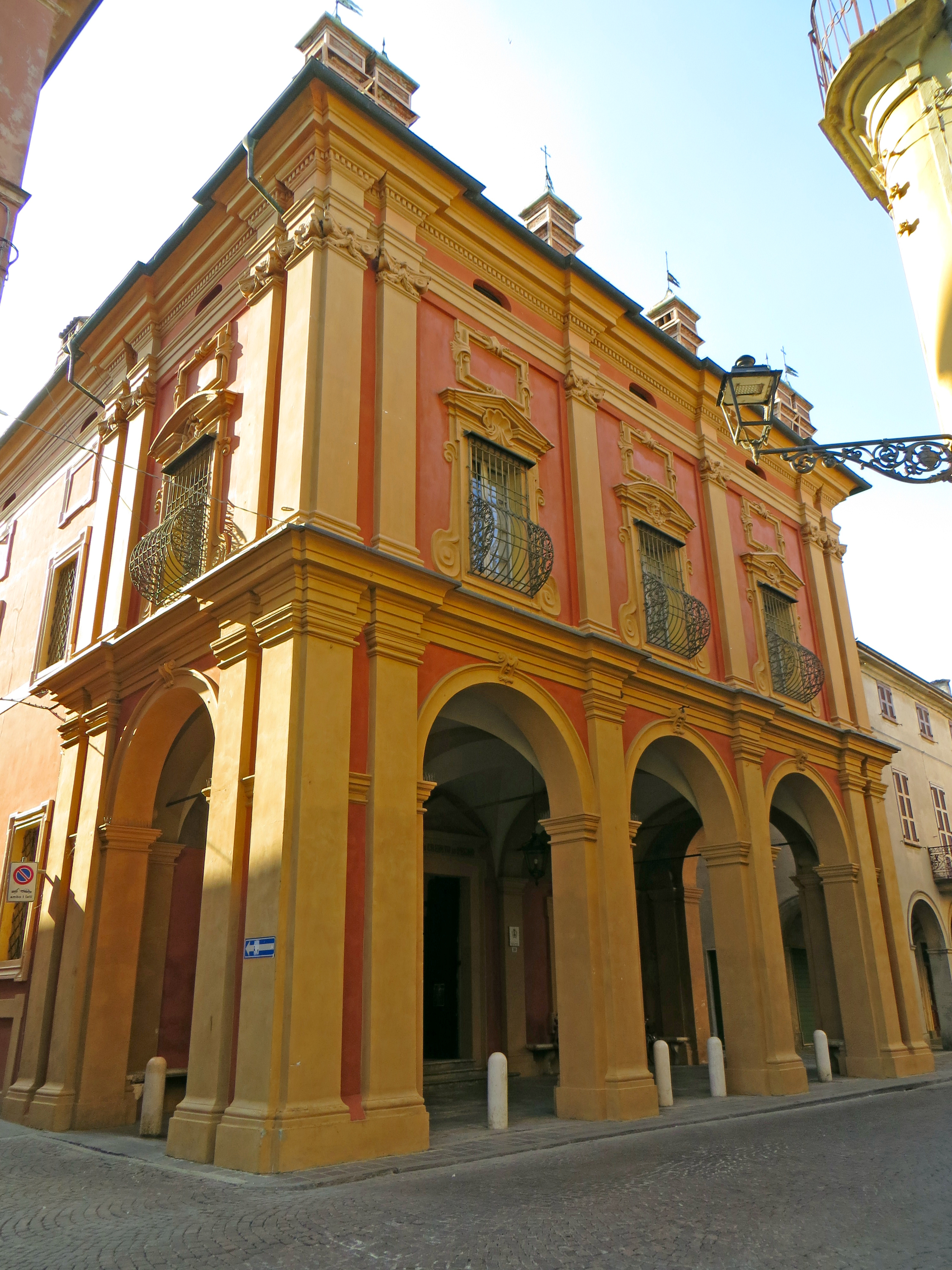
Palazzo del Monte di Pietà (Busseto)
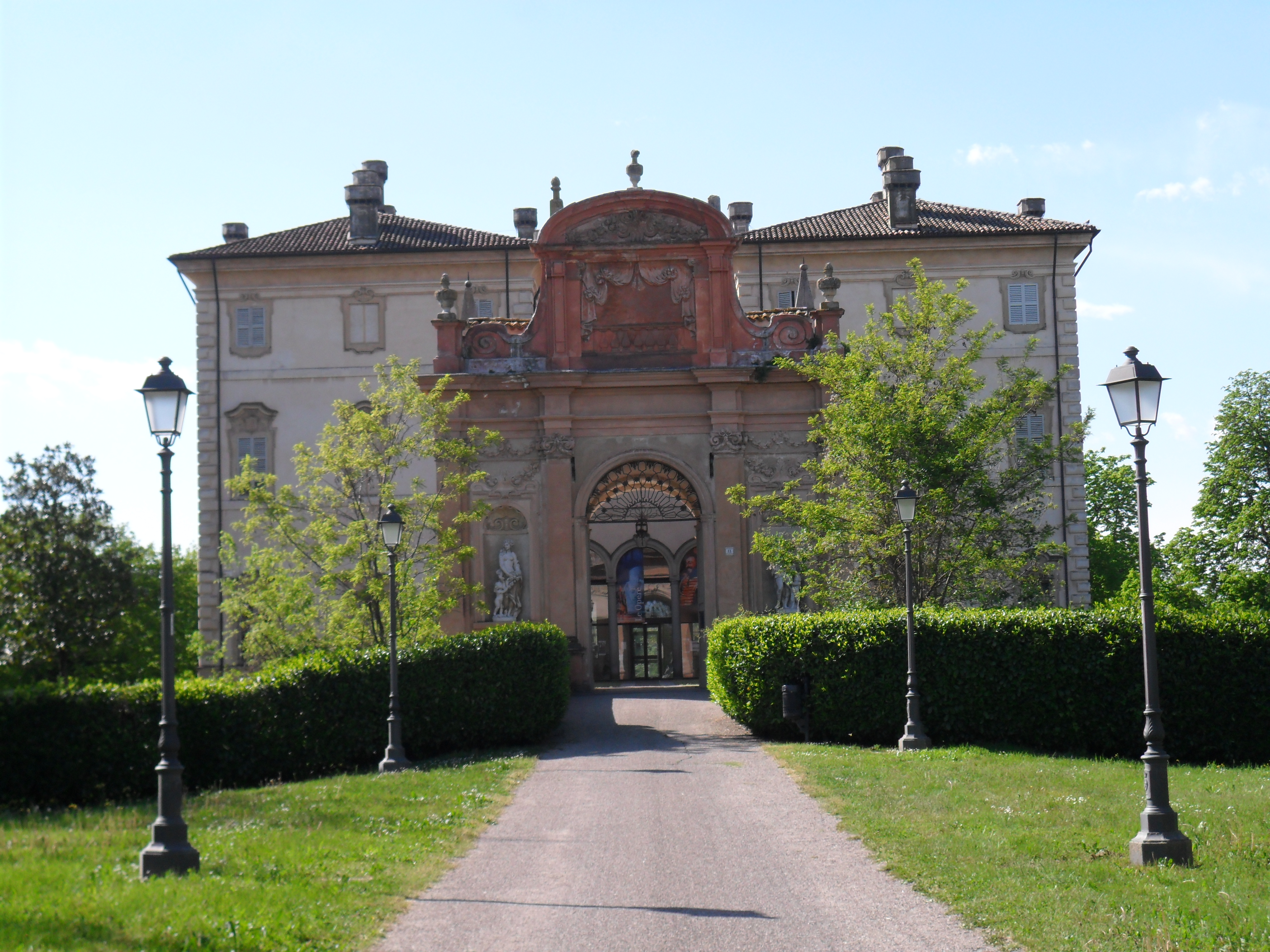
Villa Pallavicino (Busseto)
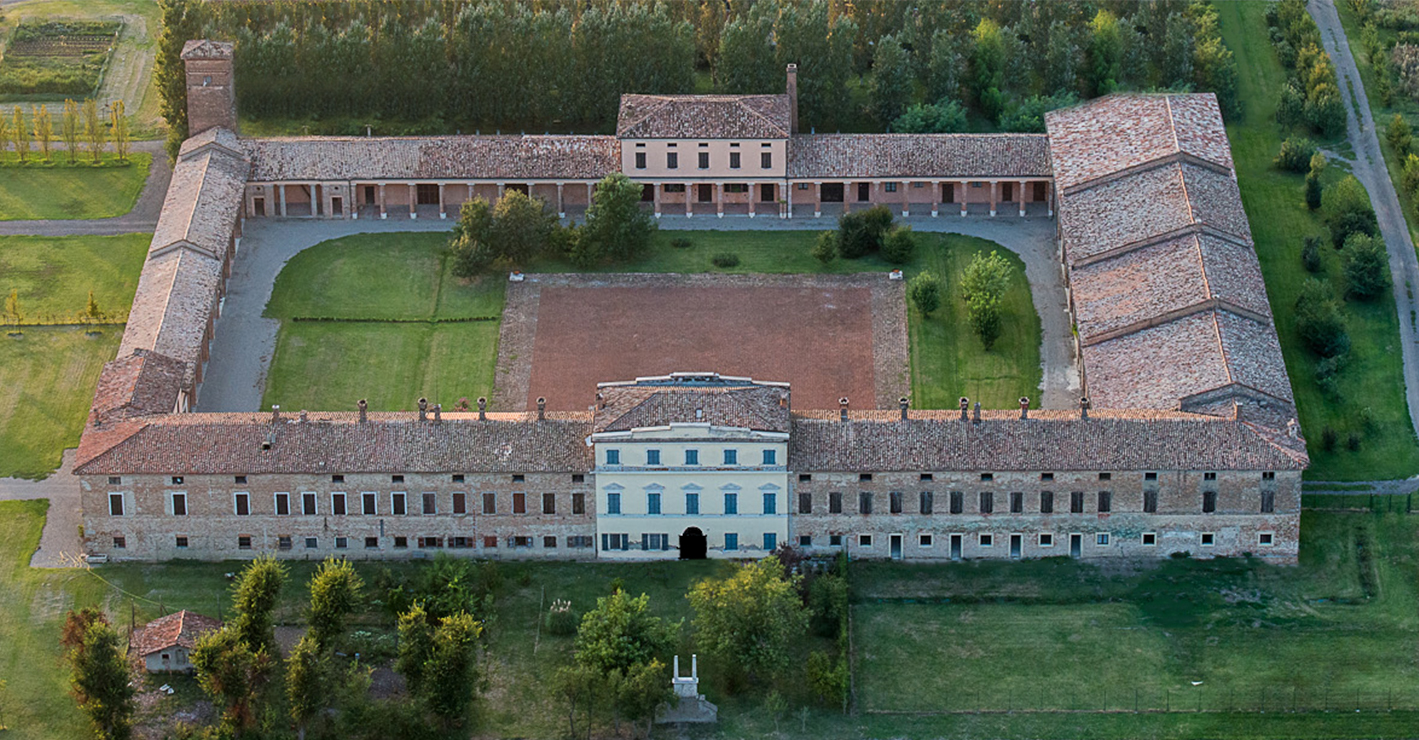
Corte delle Piacentine (Roncole Verdi - Busseto)
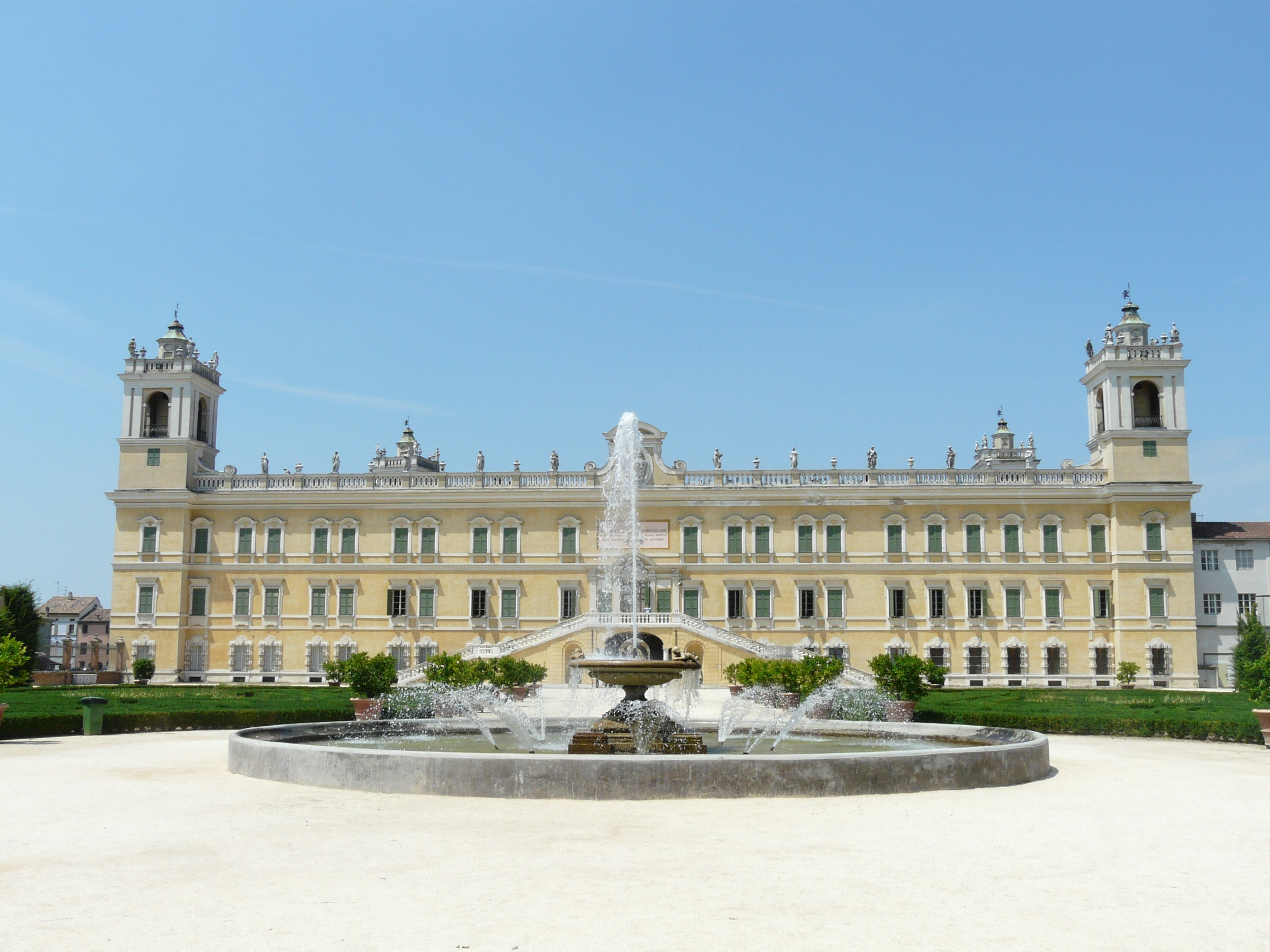
Palazzo Ducale e Giardino Storico (Colorno)
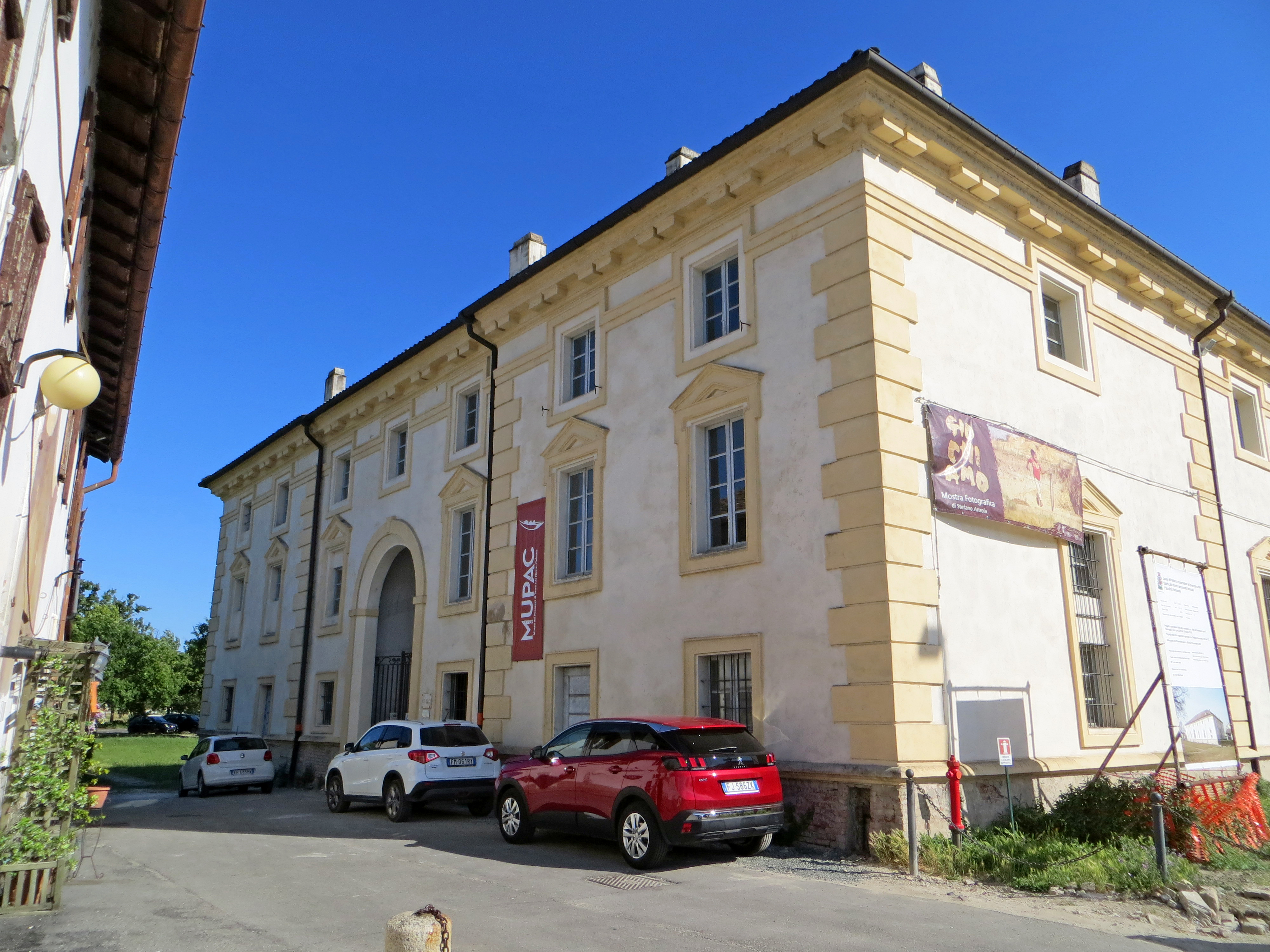
Aranciaia (Colorno)
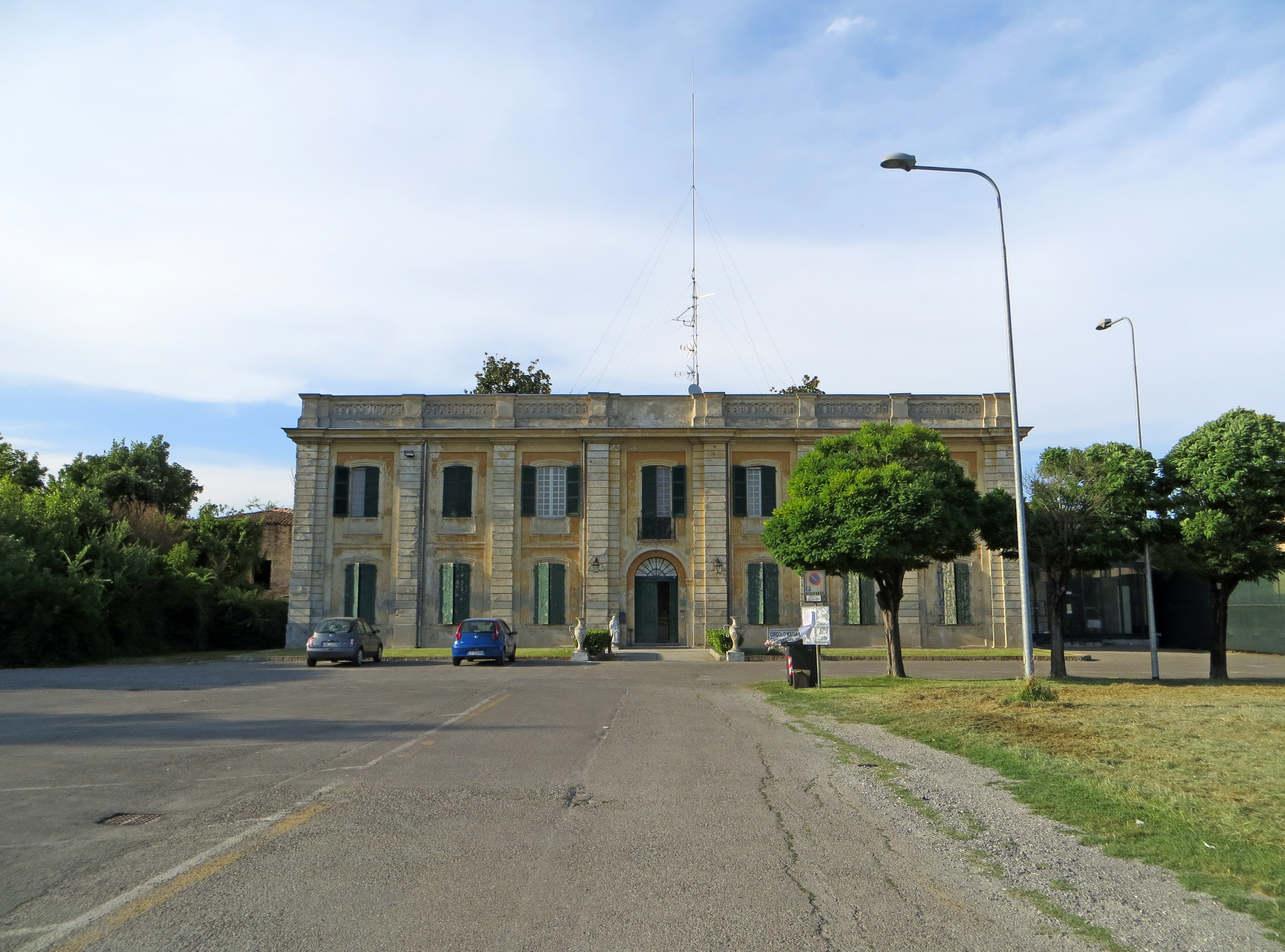
Venaria Reale (Colorno)
Scuderie Sanvitale (Fontanellato)
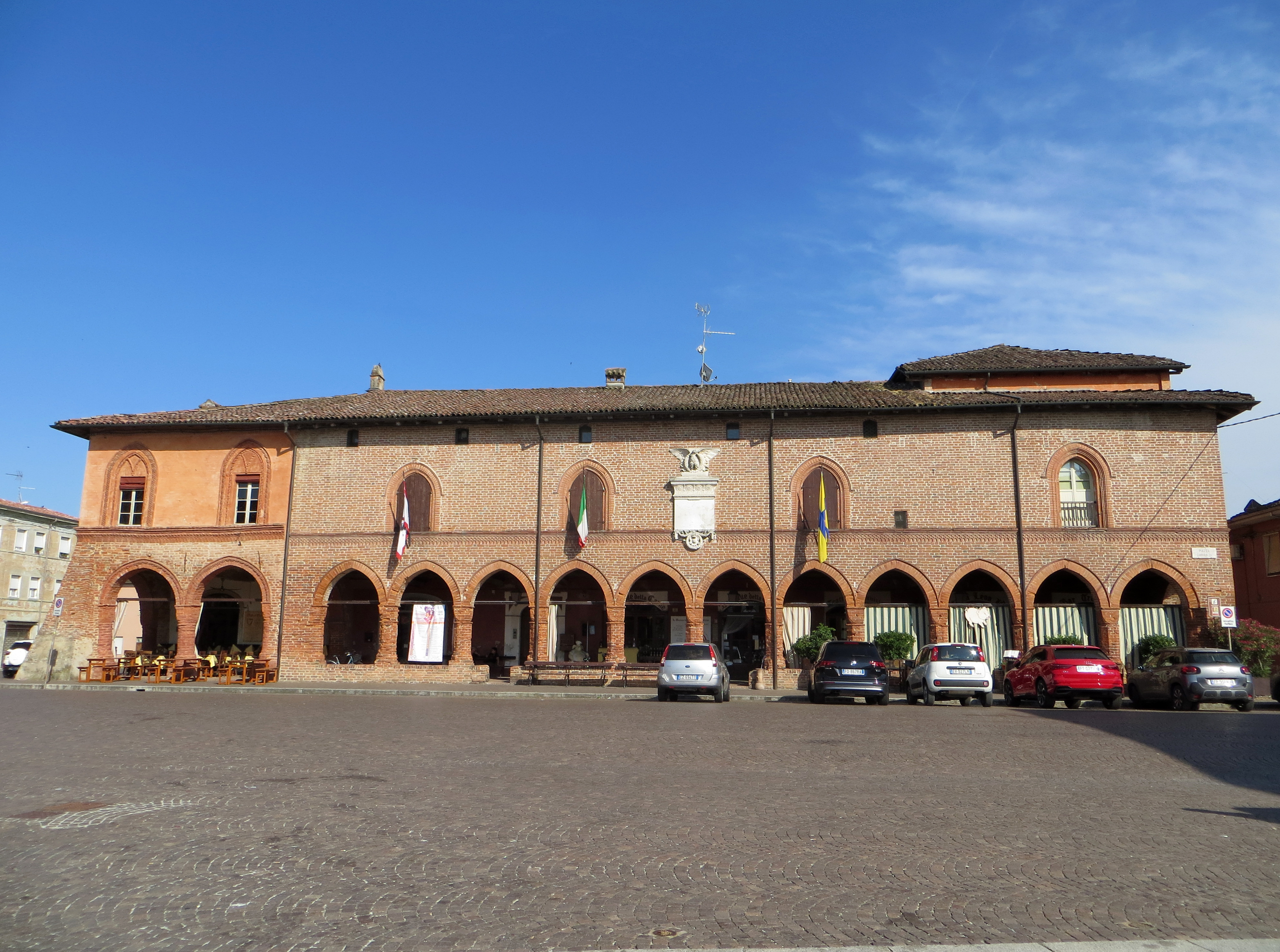
Palazzo Pallavicino (Zibello - Polesine Zibello)
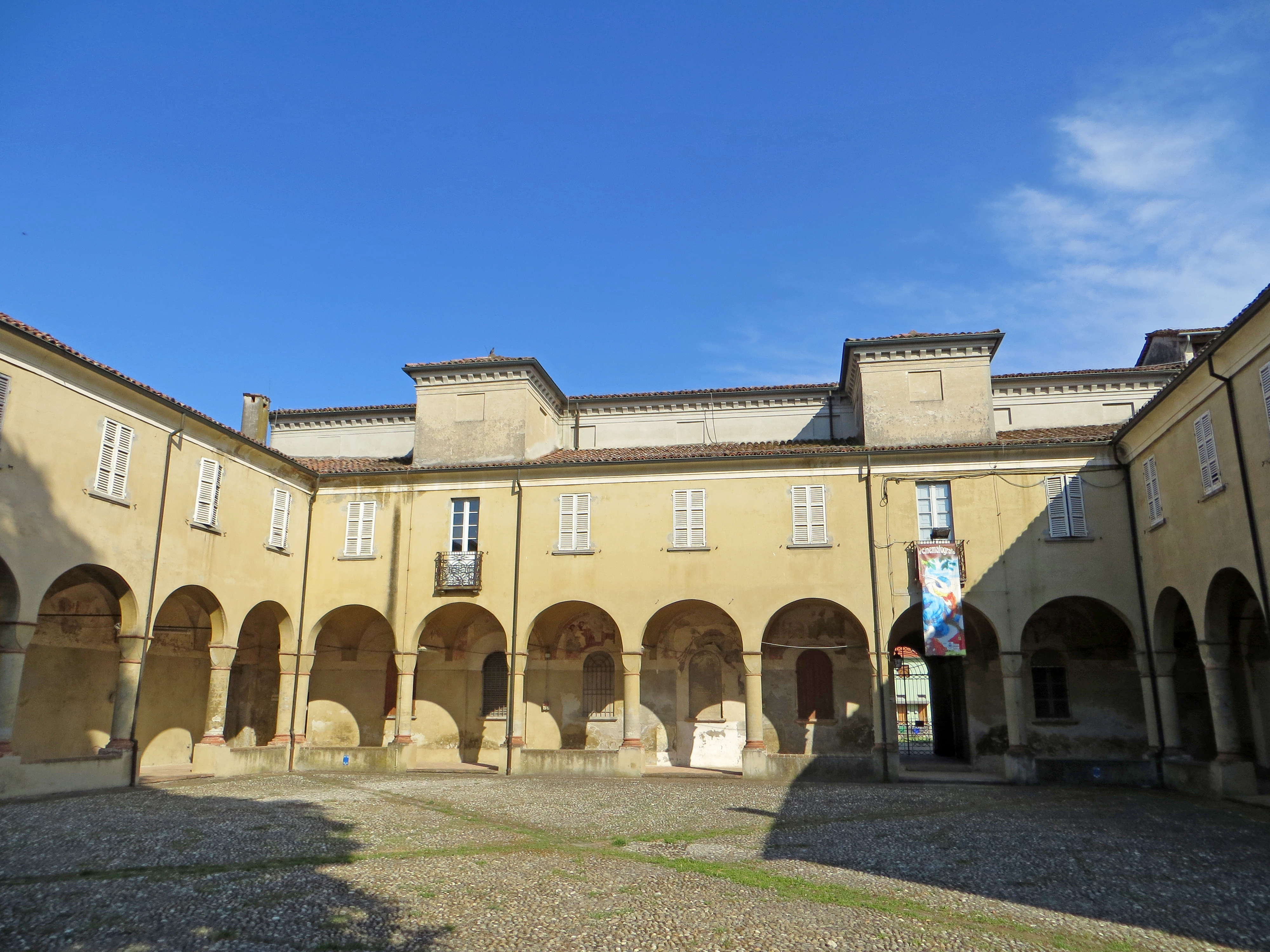
Convento dei Domenicani (Zibello - Polesine Zibello)
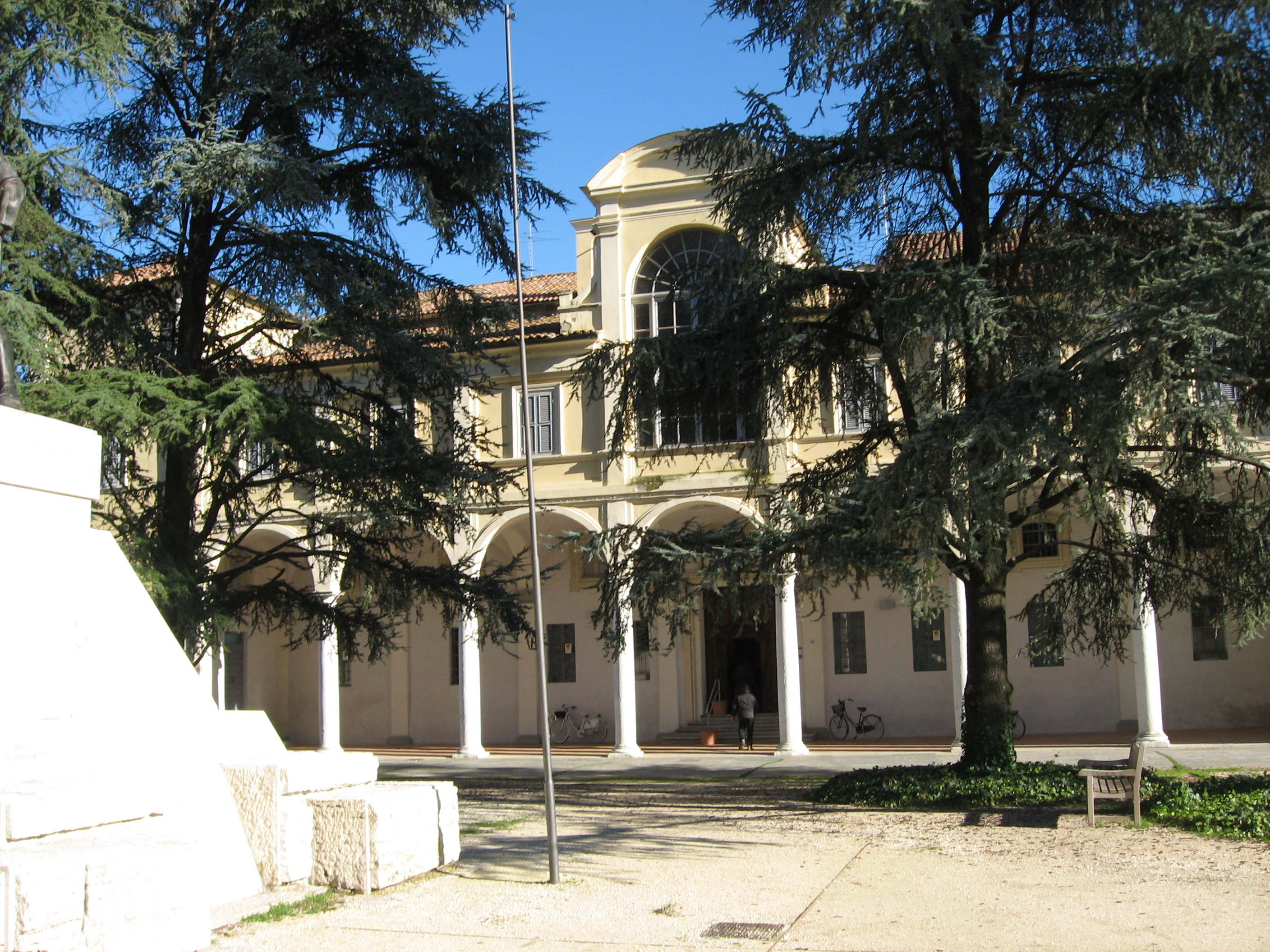
Ospedale della Misericordia (San Secondo Parmense)
- Porto turistico di Torricella (Torricella - Sissa Trecasali)

#### Galleria d'immagini
- Palazzo Orlandi (Busseto)
- Palazzo del Monte di Pietà (Busseto)
- Villa Pallavicino (Busseto)
- Corte delle Piacentine (Roncole Verdi - Busseto)
- Palazzo Ducale (Colorno)
- Aranciaia (Colorno)
- Venaria Reale (Colorno)
- Scuderie Sanvitale (Fontanellato)
- Palazzo Pallavicino (Zibello - Polesine Zibello)
- Convento dei Domenicani (Zibello - Polesine Zibello)
- Ospedale della Misericordia (San Secondo Parmense)

### Teatri

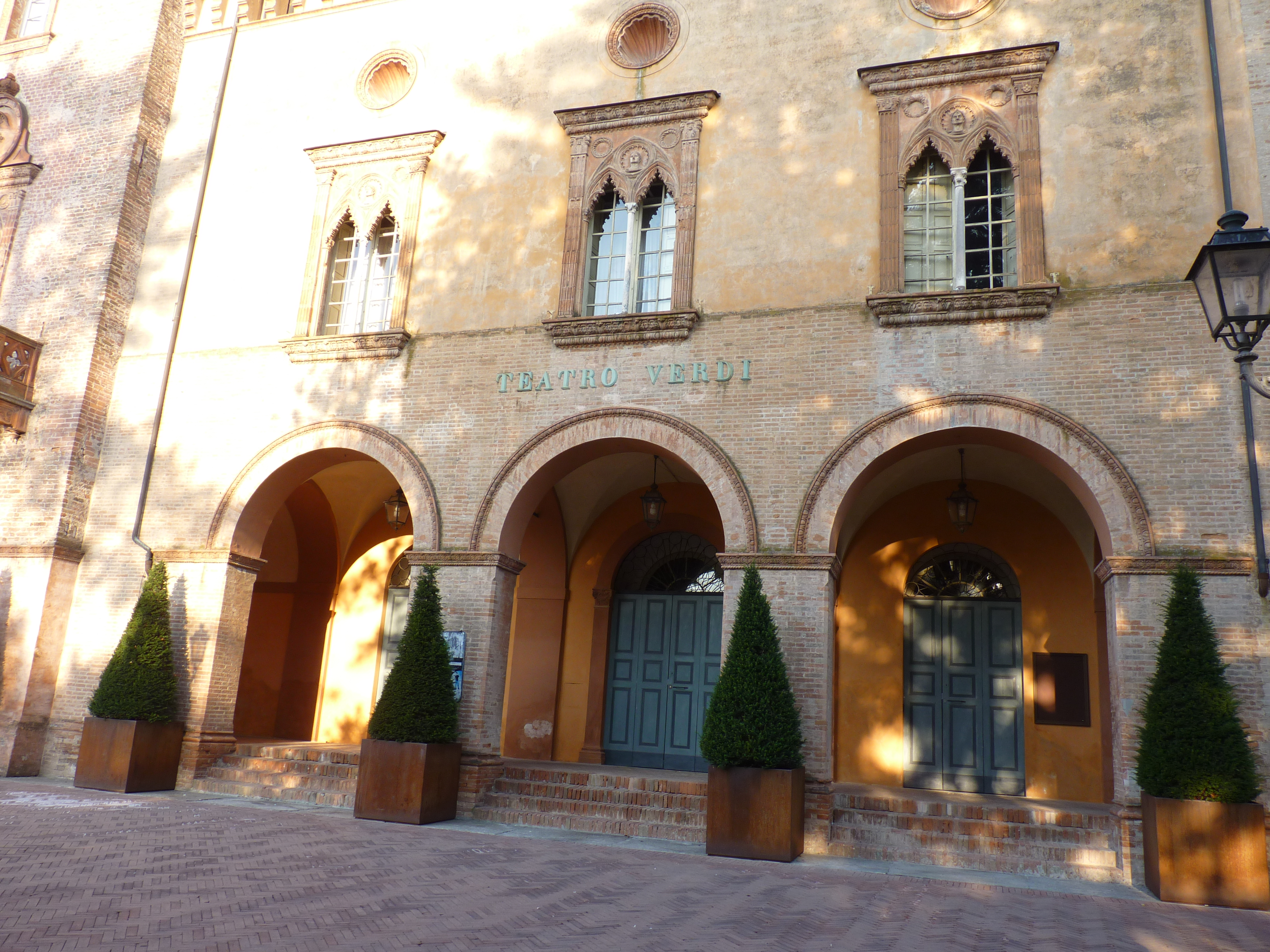
Teatro Giuseppe Verdi (Busseto)
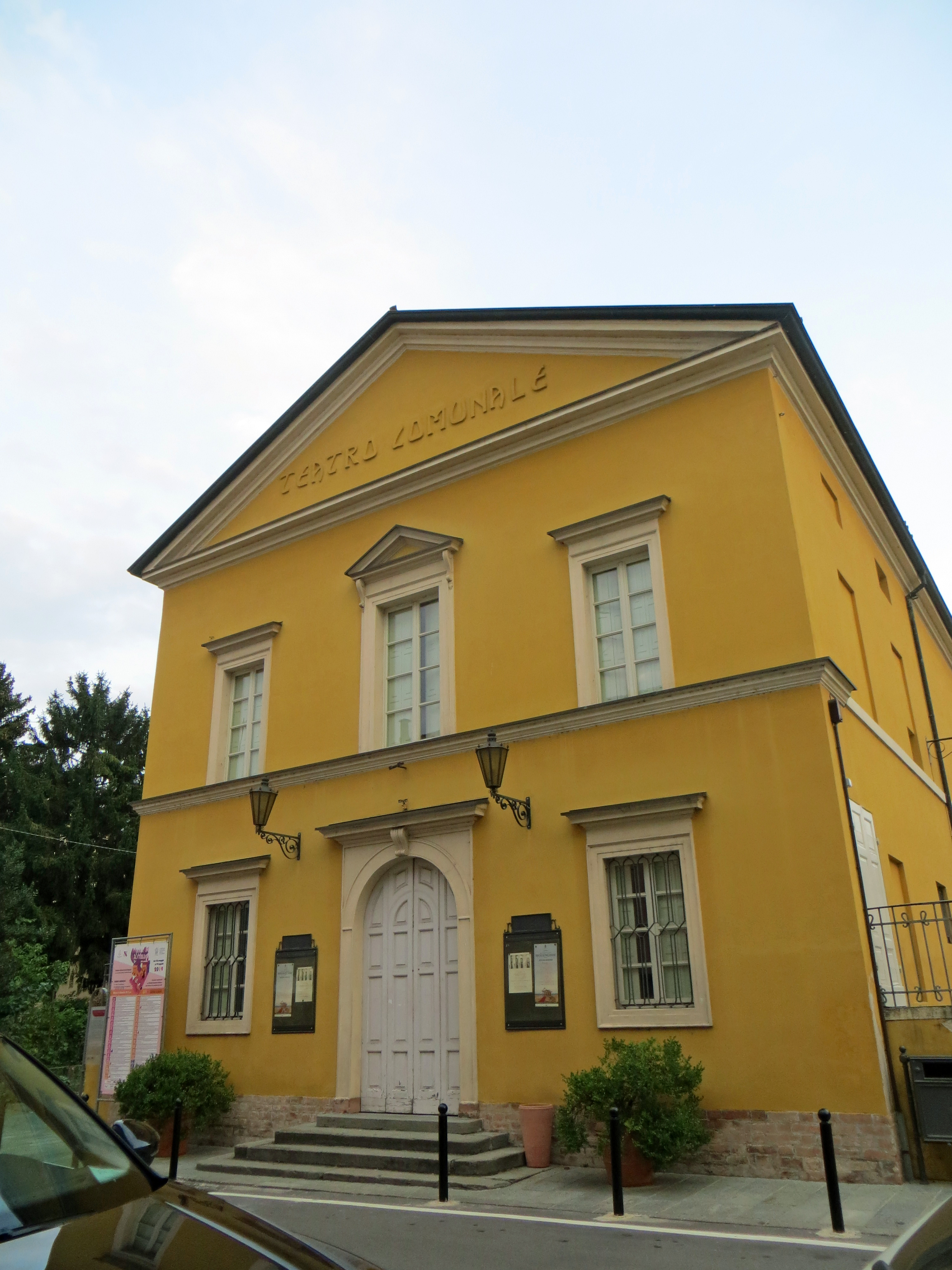
Teatro Pompeo Piazza (Fontanellato)
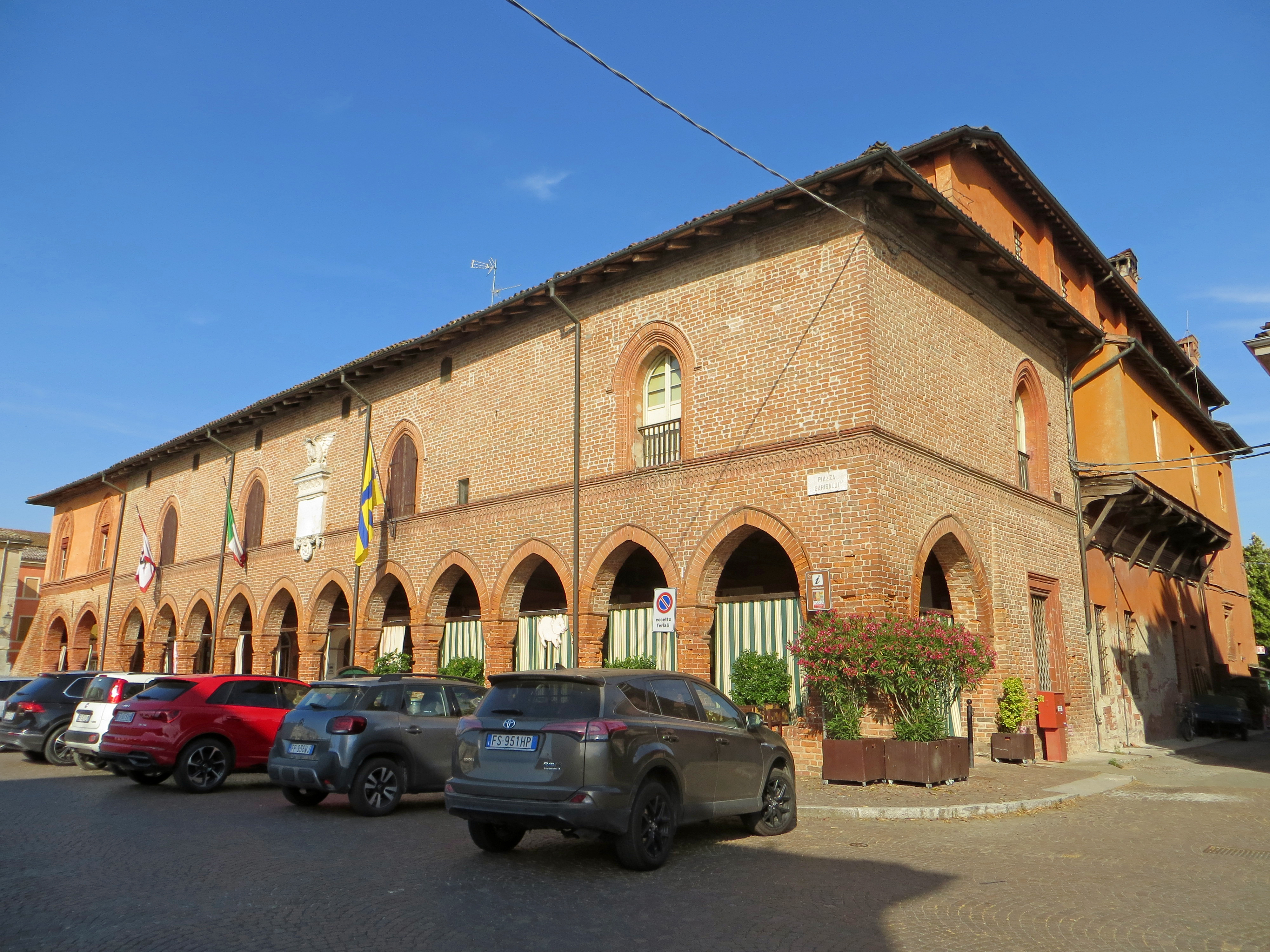
Teatro Pallavicino (Zibello - Polesine Zibello)
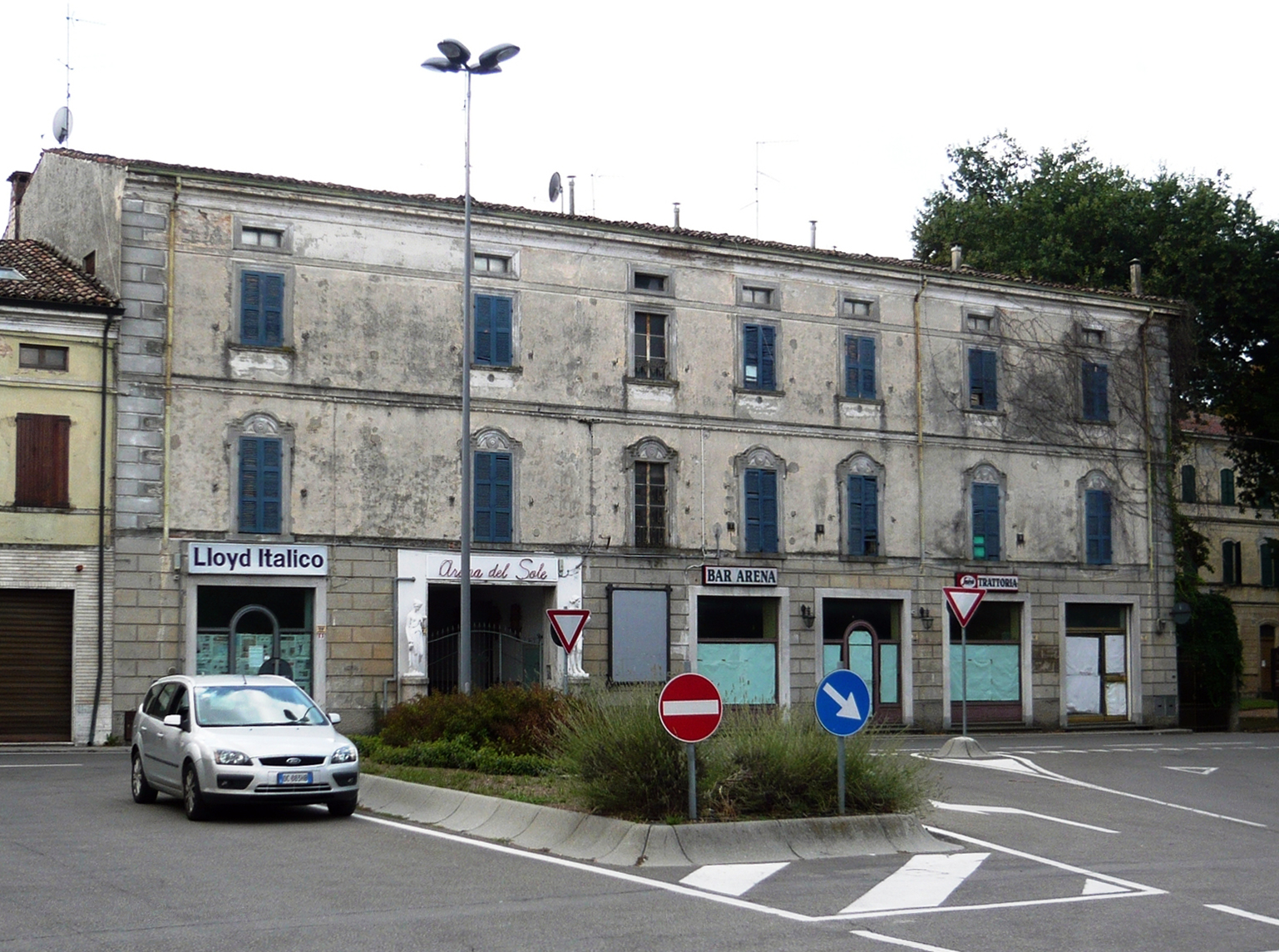
Teatro Arena del Sole (Roccabianca)
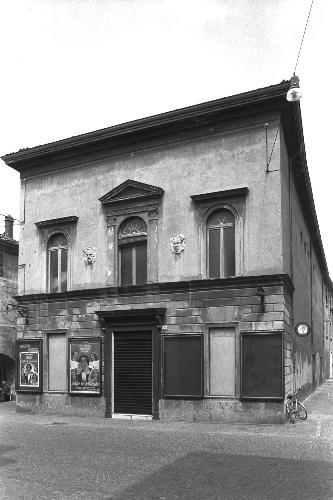
Teatro comunale (San Secondo Parmense)

#### Galleria d'immagini
- Teatro Giuseppe Verdi (Busseto)
- Teatro Pompeo Piazza (Fontanellato)
- Teatro Pallavicino (Zibello - Polesine Zibello)
- Teatro Arena del Sole (Roccabianca)
- Teatro comunale (San Secondo Parmense)

### Musei

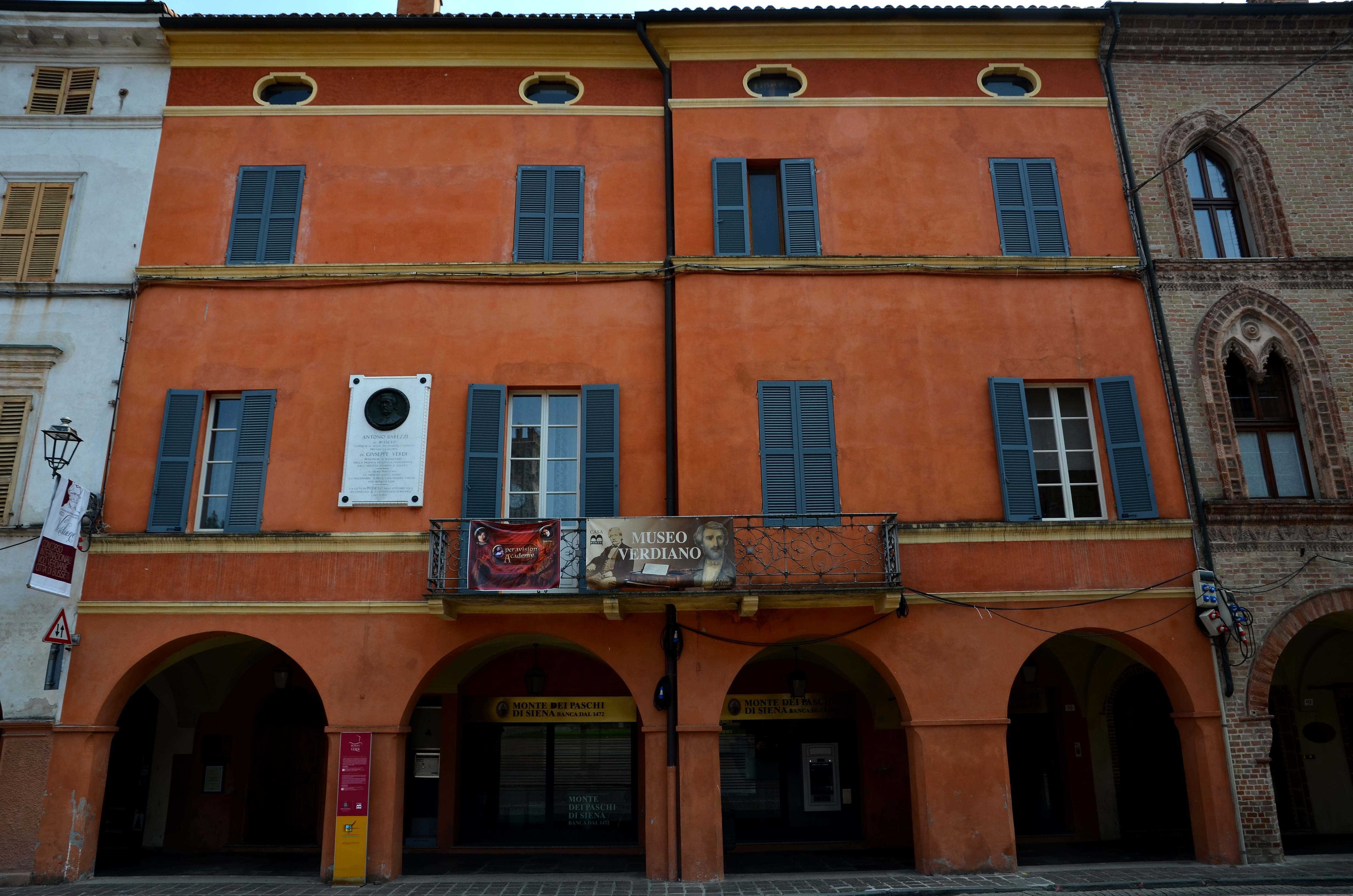
Casa Barezzi (Busseto)
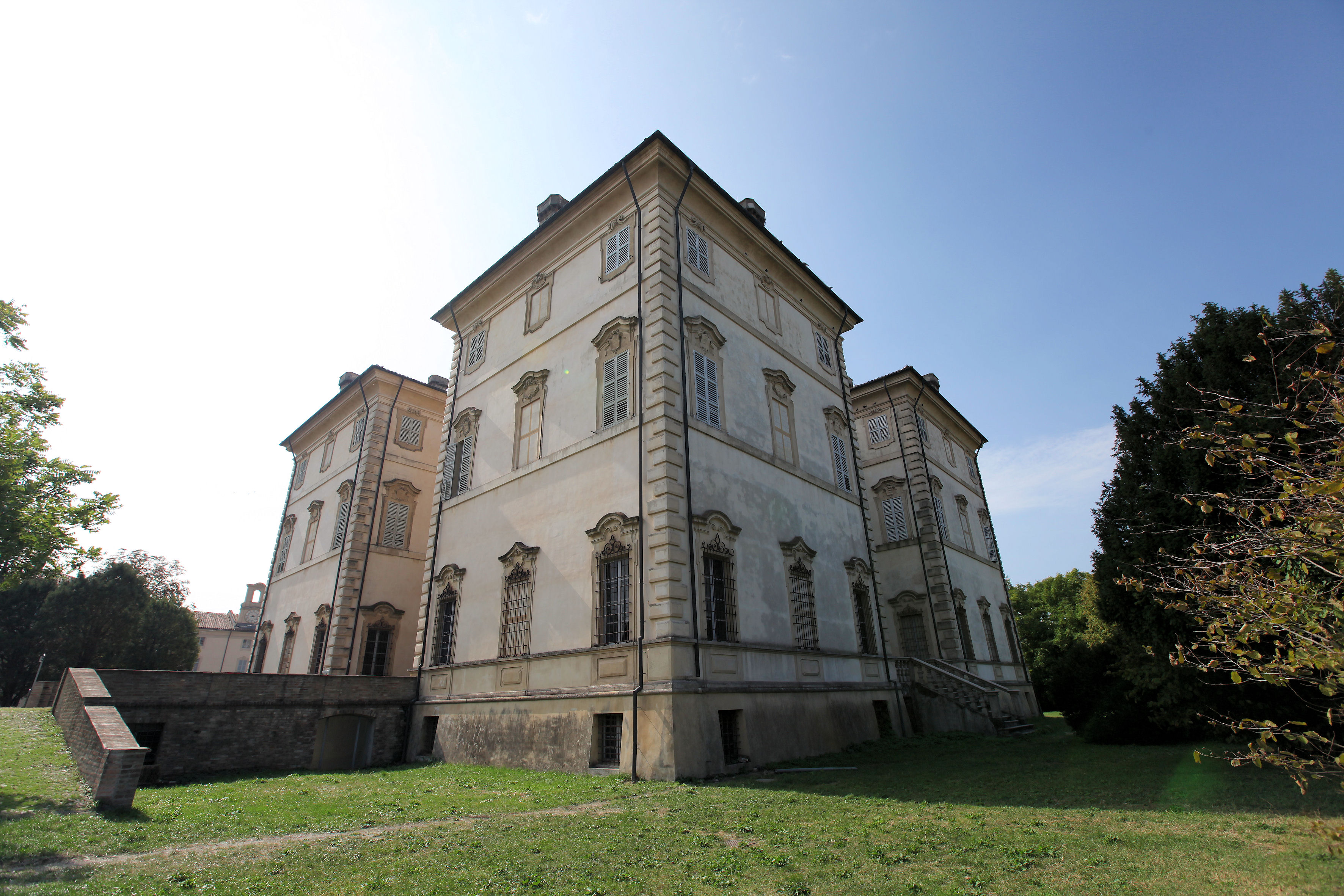
Villa Pallavicino, sede del Museo nazionale Giuseppe Verdi e del Museo Renata Tebaldi (Busseto)
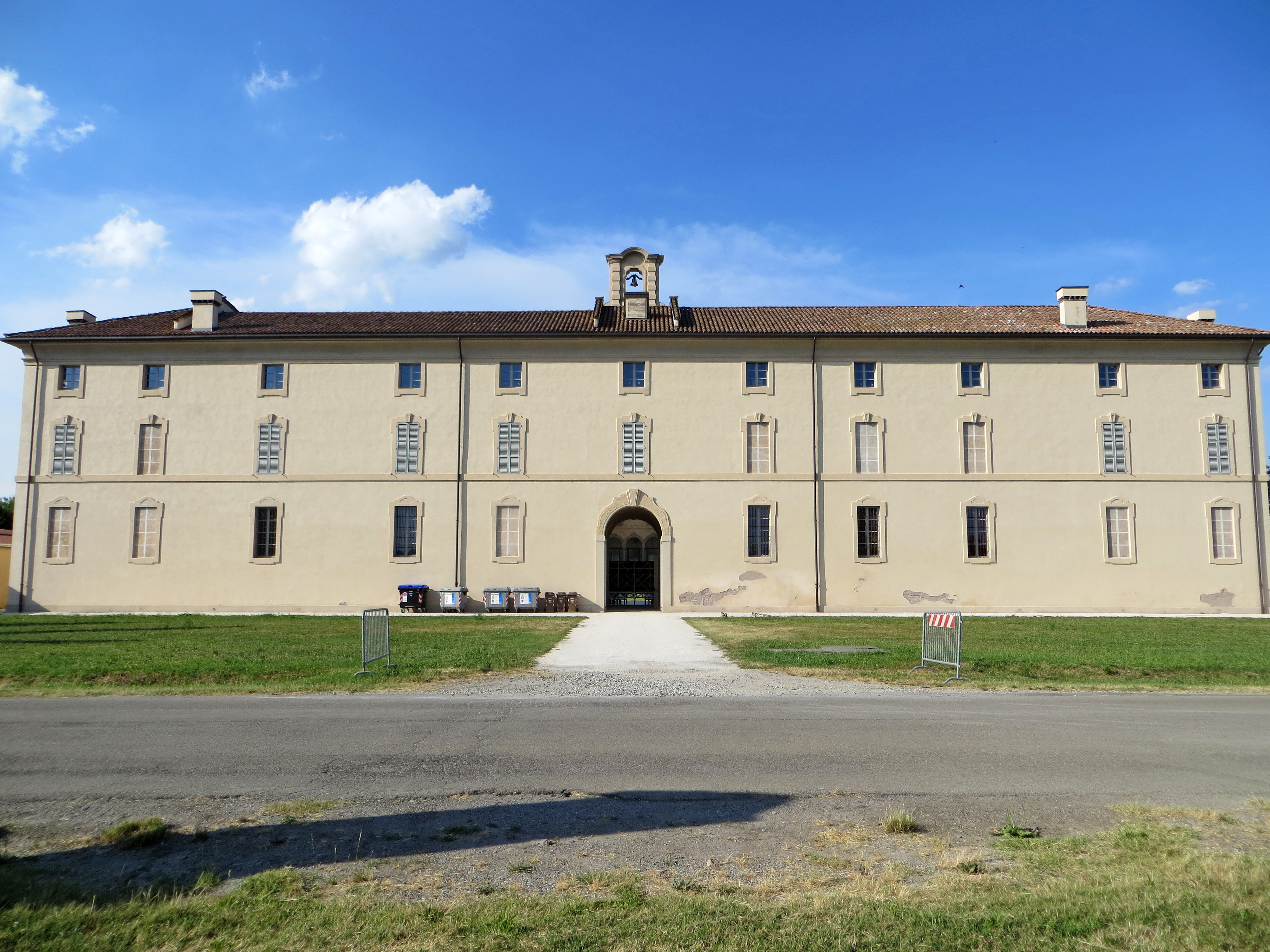
Museo nazionale Giuseppe Verdi (Busseto)
- Museo Renata Tebaldi (Busseto)
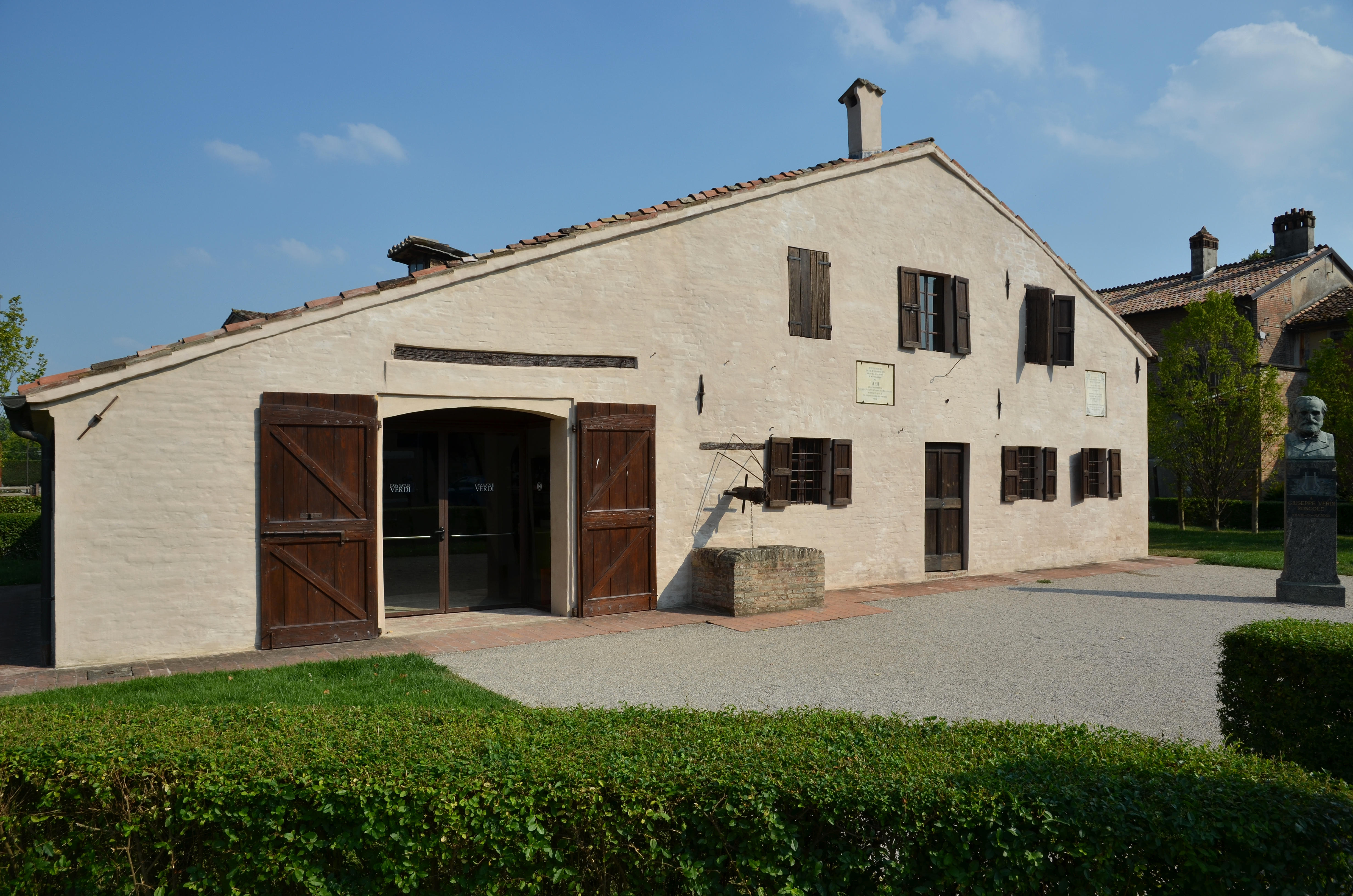
Casa natale di Giuseppe Verdi (Roncole Verdi - Busseto)
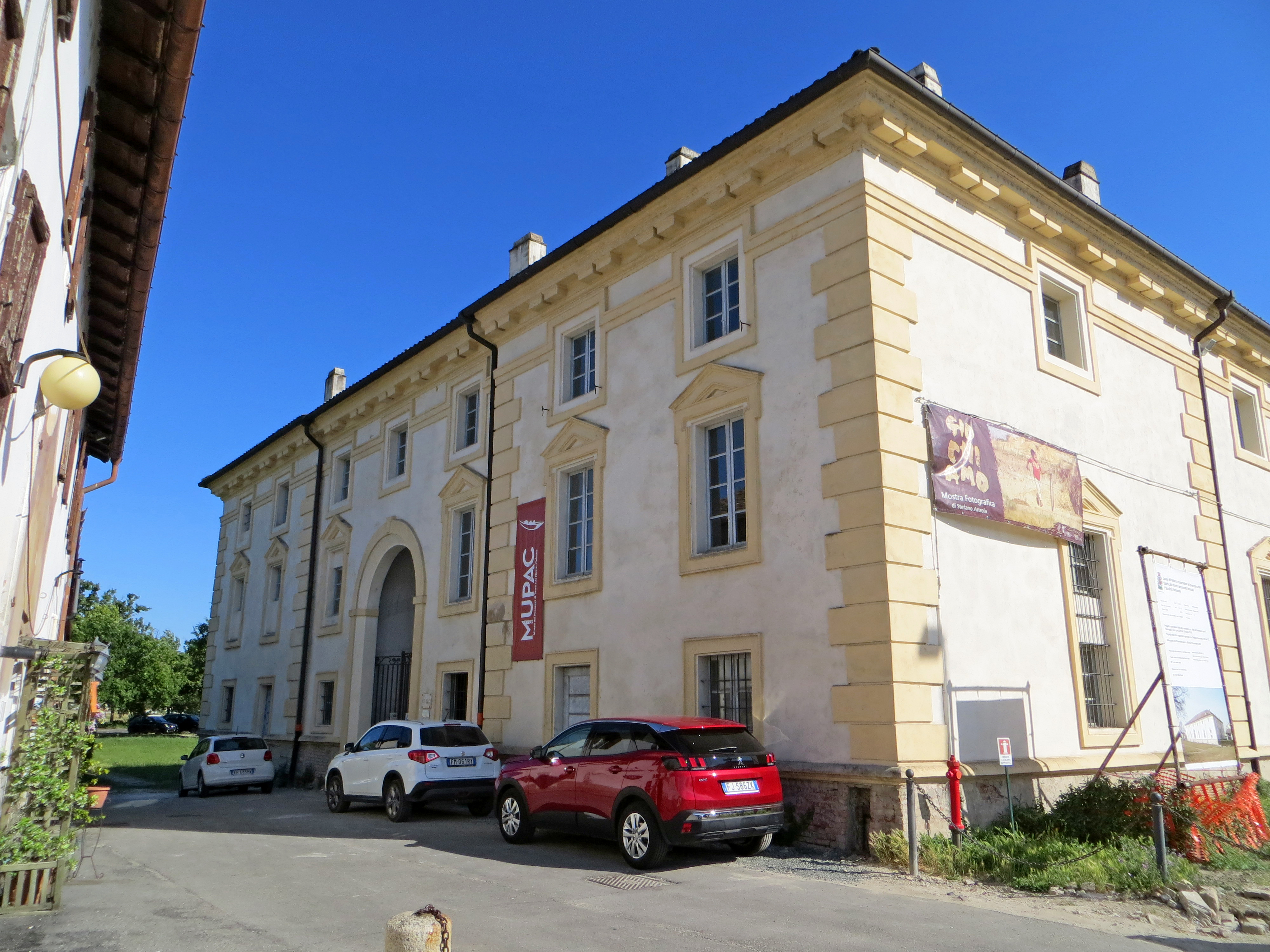
Museo dei paesaggi di terra e di fiume (Colorno)
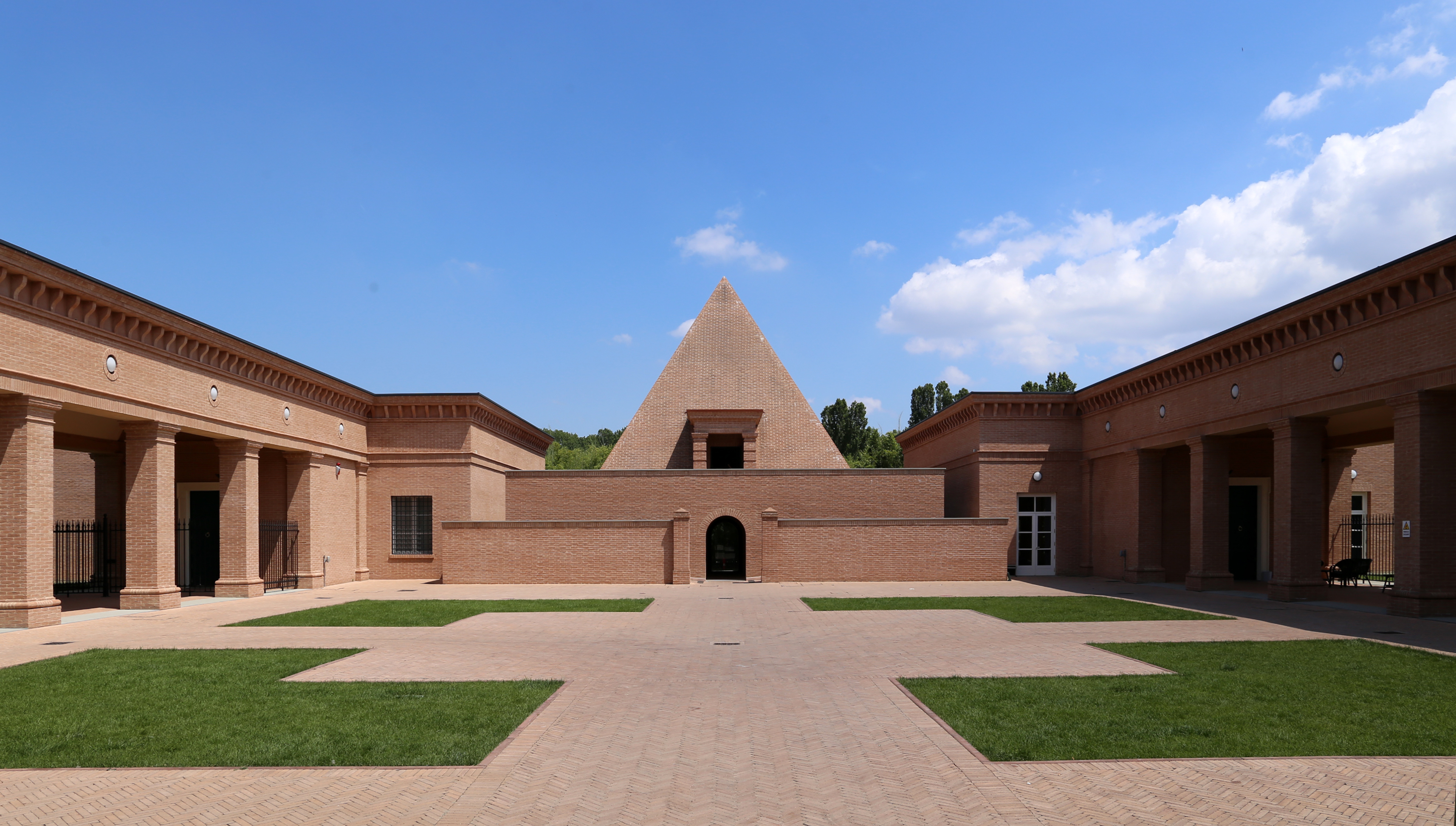
Labirinto della Masone (Fontanellato)
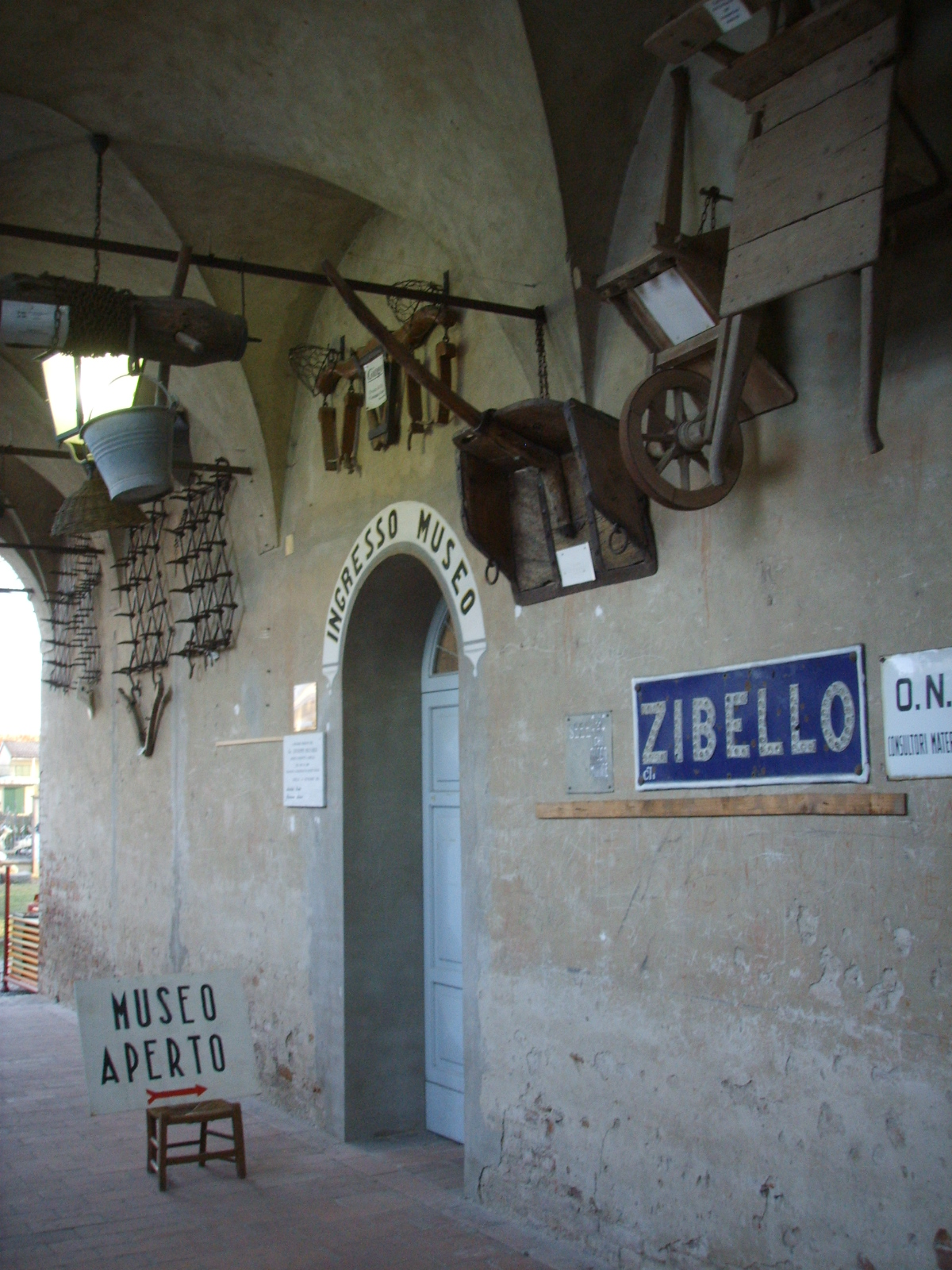
Museo della Civiltà contadina Giuseppe Riccardi (Zibello - Polesine Zibello)
- Museo Agorà Orsi Coppini (San Secondo Parmense)
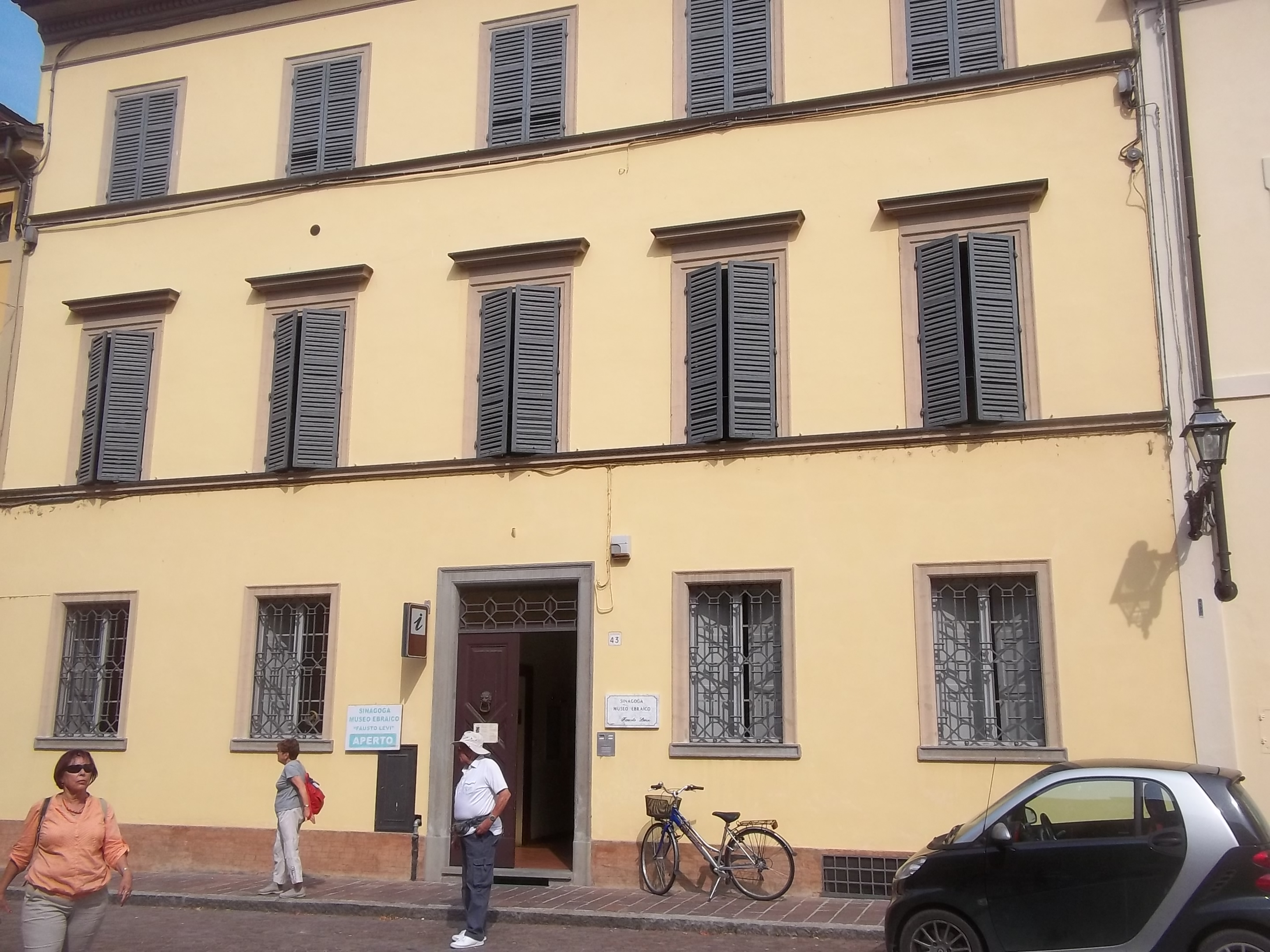
Museo ebraico Fausto Levi (Soragna)
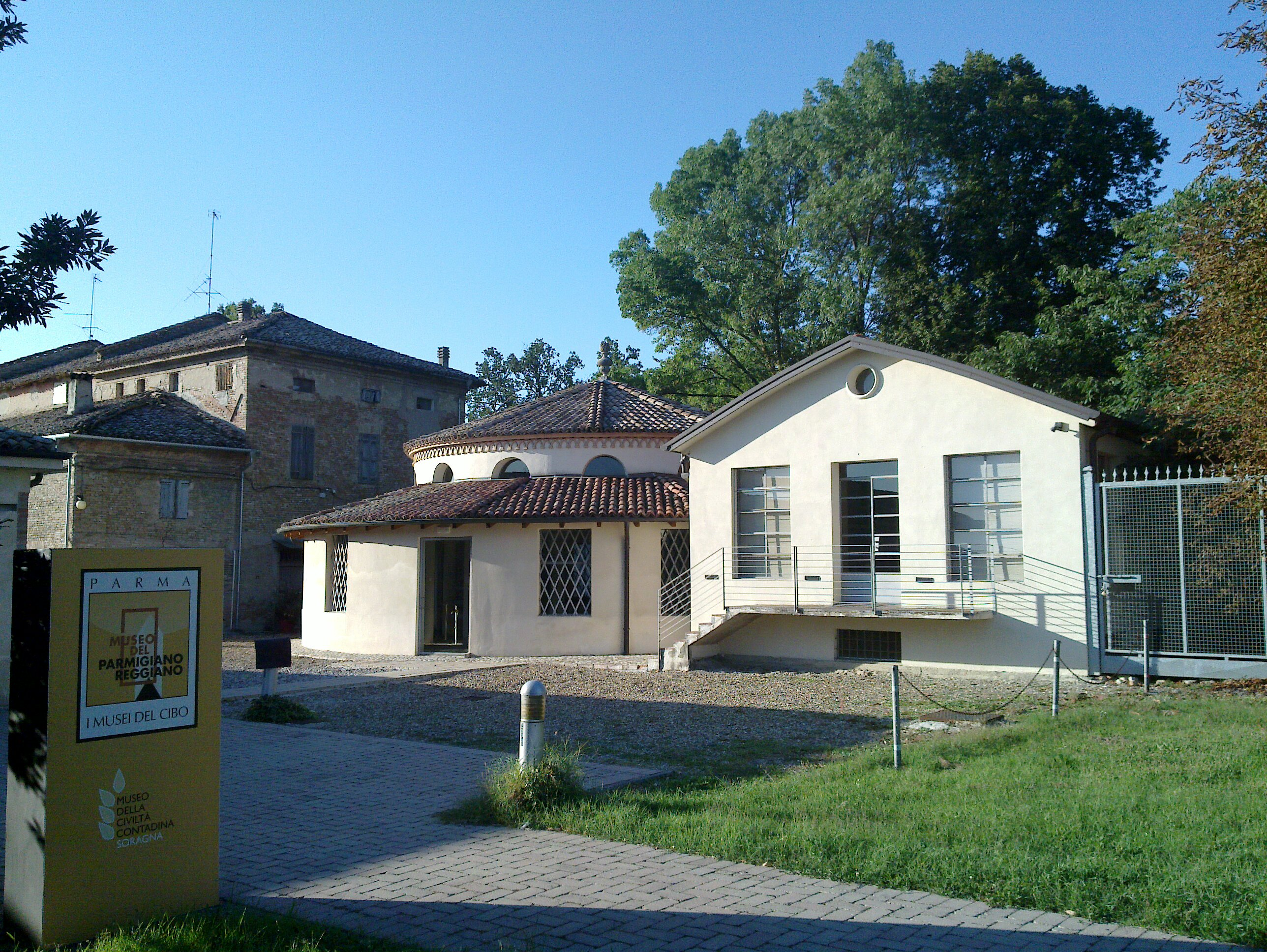
Museo del Parmigiano-Reggiano (Soragna)
- Casa delle contadinerie (Coenzo - Sorbolo)

#### Galleria d'immagini
- Casa Barezzi (Busseto)
- Villa Pallavicino, sede del Museo nazionale Giuseppe Verdi e del Museo Renata Tebaldi (Busseto)
- Museo Renata Tebaldi (Busseto)
- Casa natale di Giuseppe Verdi (Roncole Verdi - Busseto)
- Aranciaia, sede del Museo dei paesaggi di terra e di fiume (MUPAC) (Colorno)
- Labirinto della Masone (Fontanellato)
- Museo della Civiltà contadina Giuseppe Riccardi (Zibello - Polesine Zibello)
- Museo ebraico Fausto Levi (Soragna)
- Museo del Parmigiano-Reggiano (Soragna)

### Aree naturali

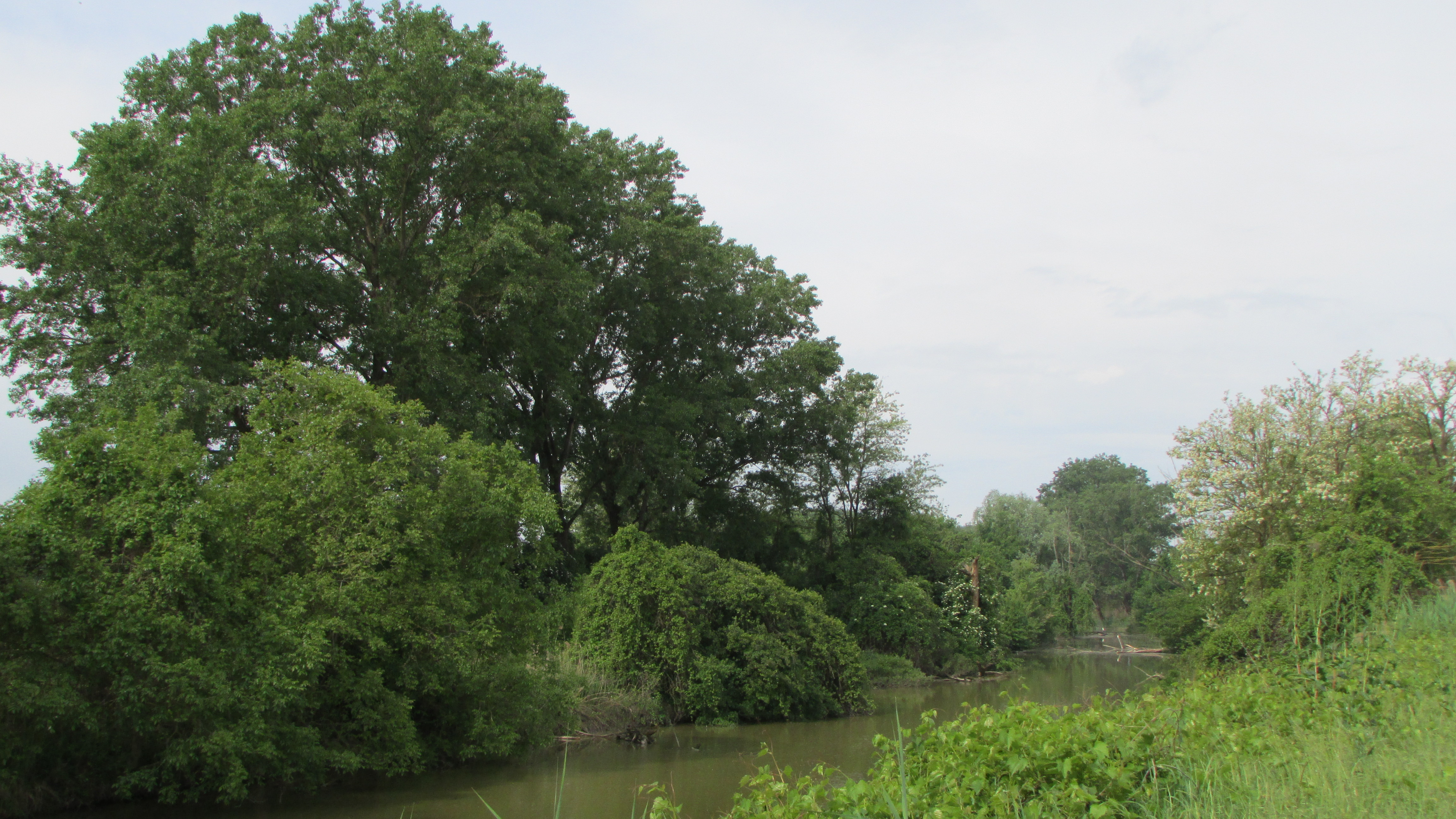
Riserva naturale orientata Parma Morta (Mezzani)
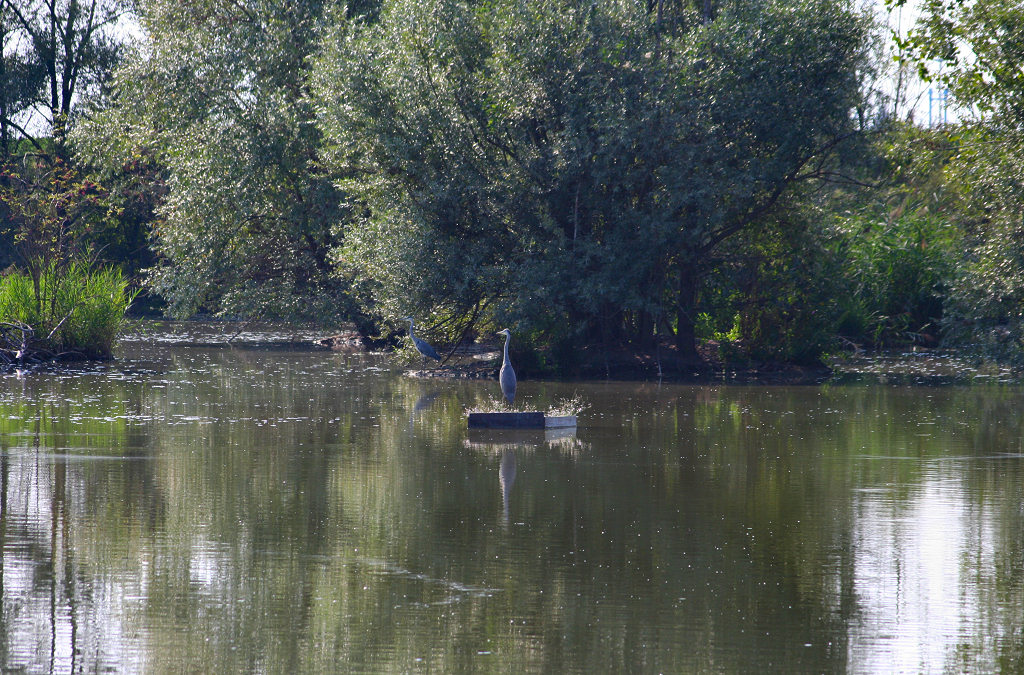
Oasi (Torrile)

#### Galleria d'immagini
- Riserva naturale orientata Parma Morta (Mezzani)
- Oasi (Torrile)

## Manifestazioni musica e folklore legati alla Bassa Parmense

### La "Fasagna"
Si tratta di un tradizionale rito propiziatorio per i raccolti delle campagne che si celebra la sera del 5 gennaio. Consiste nel preparare delle cataste di legname, residui di potature e qualsiasi altro materiale di scarto cui viene successivamente dato fuoco. Mentre il falò arde, i partecipanti girano attorno al fuoco recitando la seguente filastrocca Fasagna, Fasagna ogni bròc' una cavagna - Fasagna, Fasagnón ogni bròc' un cavagnón (Fasagna, Fasagna per ogni ramo un cesto - Fasagna - Fasagnone per ogni ramo un cestone).
In alcuni paesi la Fasagna viene chiamata "Scargabandéra".

## November Porc
November Porc è una manifestazione gastronomica che coinvolge più comuni rivieraschi lungo il Po nelle domeniche di novembre il cui tema conduttore è il maiale e la lavorazione delle sue carni. La manifestazione presenta due tappe nel comune di Polesine Zibello, una ciascuna per i due ex capoluoghi comunali, una terza tappa si tiene a Roccabianca e infine la quarta si svolge in località Sissa nel territorio del comune di Sissa Trecasali.

## Manifestazione tradizionali

### Palio delle Contrade di San Secondo Parmense
Rievocazione storica che si svolge annualmente a San Secondo Parmense nella quale si ripropongono i festeggiamenti avvenuti nel 1523, in occasione del matrimonio tra il Marchese Pier Maria III de' Rossi e Camilla Gonzaga. La manifestazioni si svolge la prima domenica di giugno e termina con la disputa domenicale del palio attraverso il torneo della quintana.

### Al gir d'la cova dal gozén
Manifestazione gastronomica, sportiva e ricreativa che si tiene a Mezzano Inferiore gli anni dispari, quelli pari a Sorbolo. La manifestazione, nata nel 2005 e si svolge nel mese di gennaio, è curata dalle associazioni di volontariato locali, è luogo dove si possono degustare i tipici piatti con menù a tema a base di maiale, compresi gli insaccati della Bassa.

## Persone legate al territorio
- Giacomo Quattromini attore teatrale e cinematografico, nato e sepolto a Zibello.
- Vittorio Meloni pittore e mosaicista di Santa Croce Polesine Parmense.
- Paolo Scaramuzza atleta olimpico e docente

## Musica

### Musica corale e sacra
A Soragna presso la chiesa di San Giacomo ha sede la corale polifonica "San Pio X" fondata nel 1907 dall'arciprete Davide Vecchi. A Fidenza, presso la cattedrale cittadina, dagli anni sessanta, ha sede la corale polifonica "San Donnino", fondata dall'arciprete Ottorino Davighi. A San Secondo Parmense ha sede la corale intitolata a Don Arnaldo Furlotti.

### Musica bandistica
A Fontanellato, nel 1980 è stato fondato il Corpo Bandistico "Luigi Pini", nato da una banda disciolta nel 1930. A San Secondo Parmense ha sede il Corpo Bandistico "Vito Frazzi".

### Musica da ballo
A Trecasali risiede Luca Canali (Fornovo di Taro 16 luglio 1966), leader dal 1982 dell'omonima Orchestra da ballo, popolare nel territorio e nella provincia parmense. Saxofonista da ballo e swing, clarinettista e compositore in collaborazione con Franco e Gianmarco Bagutti.

## Musicisti legati al territorio
Fra i vari interpreti musicali si ricordano:
- Luigi Pini (1790 – 1848), musicista, inventore del corno a pistoni.
- Giuseppe Verdi (1813 – 1901), compositore lirico.
- Giuseppe Cantoni (1841 – 1909) musicista, fondatore dell'omonimo concerto.
- Don Arnaldo Furlotti (1880 – 1958), compositore e musicista.
- Vito Frazzi (1888 – 1975), musicista.
- Vito Allegri (1870 – 1937), contrabbassista.
- Riccardo Pinazzi (1890 – 1961), musicista.[8]
- Carlo Bergonzi (1924 – 2014), tenore
- William Assandri (1934 – 2002), fisarmonicista.
- Luigi Stocchi (1920 – 2003), fisarmonicista.
- Rino Vernizzi (1946), fagottista.
- Beppe Cantarelli(1953-), compositore per Mina
- Danilo Grassi (musicista) (1961), timpanista e direttore d'orchestra
- Luca Fanfoni (1964), violinista.
- Luca Canali[9](Fornovo di Taro 16 luglio 1966), saxofonista, clarinettista e compositore leader dal 1982, dell'omonima orchestra da ballo e spettacolo Luca Canali da anni presente nei locali di Torrechiara, Sant'Andrea Bagni[10], Parma e Provincia, nelle sagre Ponte Taro, Sant'Ilario d'Enza, Santa Margherita, Busseto.
- Gianni Dallaturca, Trombettista, Concertista e 1°Tromba Orchestra Teatro alla Scala di Milano
- Leonardo "Leo" Pontremoli[11][12][13](Fidenza 29 maggio 1990-), 1° Clarinetto Orchestra Filarmonica Universitaria, fisarmonicista e compositore, ex allievo di Luca Tessadrelli.
- Daniele Carabetta[14](Fidenza 6 gennaio 1997-), fisarmonicista, compositoree concertista, campione Mondiale di fisarmonica classica a Rostov Russia e categoria Virtuso 2016. Campione italiano di Fisarmonica a Castelfidardo